# Ceangăi
Ceangăii (în maghiară csángók, în germană Tschangos sau Tschangonen) sunt un grup etnografic maghiar format astăzi din trei populații cu localizări geografice diferite:
- ceangăii din Moldova (în maghiară Moldvai csángók), de confesiune romano-catolică și de naționalitate română, ceangăiască sau maghiară;
- ceangăii din zona Ghimeș, județul Bacău (în maghiară Gyimesi csángók), de confesiune romano-catolică și de naționalitate ceangăiască sau maghiară;
- ceangăii din zona Șapte Sate din Țara Bârsei, județul Brașov (în maghiară Hétfalusi csángók), de confesiune evanghelică luterană și de naționalitate maghiară.

Nu trebuie confundați cu secuii din Bucovina, o populație maghiară care a trăit în județul Suceava între 1777 și 1940. O parte dintre aceștia au ajuns în Deva, fiind numiți în mod eronat ceangăi. Comunități de ceangăi există totuși stabilite și în alte zone ale României, precum județele Constanța și Tulcea.
Potrivit unui raport întocmit de Consiliul Europei în anul 2001, ceangăii din regiunea Moldova sunt un grup neomogen de oameni de origine maghiară, existenți în acest spațiu încă din Evul Mediu. În ce privește originea, maghiarii moldoveni au sosit în actuala lor locație din Bazinul Carpatic, fie de pe Valea Someșului și din bazinul Tisei superioare, fie din Câmpia Transilvaniei, precum și din zona Slavoniei, Szerémség și sudul Transilvaniei. Au mai emigrat de asemenea maghiari și sași din împrejurimile Bratislavei. Cu toate acestea, secuii se prezintă a fi cel mai numeros element maghiar în rândul ceangăilor, fiind ajunși în valuri succesive. Sașii reprezintă un alt element constituent al ceangăilor din Moldova, aceștia fiind stabiliți și asimilați în decursul Evului Mediu.
La recensământului din 2011, numărul declarat al ceangăilor a fost de 1.536 (iar declarați maghiari în Moldova s-au regăsit 5.866 de locuitori). Ceangăii din Țara Bârsei, care se identifică drept maghiari, în 2011 erau 8.491. În sensul etnolingvistic al cuvântului, ei reprezintă însă un număr mult mai mare decât cel evaluat la recensămintele oficiale, existând conform unei estimări a Consiliului Europei în 2001, circa 60-70.000 de vorbitori de limba maghiară în Moldova (indiferent de naționalitatea lor declarată).
Timp de secole, conștiința ceangăilor s-a bazat prin raportare identitară la religia romano-catolică și la propria limbă, un dialect maghiar.
Referitor la limbile vorbite, acestea sunt româna și maghiara. Există un dialect ceangăiesc maghiar compus din trei graiuri: de nord (în apropierea Romanului), de sud (în județul Bacău) și secuiesc (pe văile Siretului, Tazlăului și Trotușului), precum și un grai separat ceangăiesc românesc de tranziție în grupul nordic (ultimul fiind vorbit în anii 1950-1960 mai ales de oamenii în vârstă, generațiile ulterioare trecând la graiul moldovenesc). Graiurile celor care mai vorbesc astăzi maghiara sunt variante arhaice ale unei limbi maghiare medievale, ce nu includ cuvintele apărute în timpul reformei limbii maghiare din intervalul 1790-1870.
În comparație cu cultura populară maghiară, cultura populară ceangăiască este mai arhaică, păstrând elemente din Evul Mediu. Deși portul actual ceangăiesc al femeilor corespunde tipologic celui românesc din vestul Moldovei, cel al bărbaților păstrează influențe ale portului ungar din est. Ornamentația conține elemente specifice ambelor națiuni. Muzica populară, deși prezintă toate stilurile din stratul arhaic al muzicii populare maghiare, alături de dansurile populare prezintă și o influență românească. Există unele diferențe între bucătăria ceangăiască din Moldova și cea din Bazinul Carpatic.
În ce privește învățământul în limba maghiară, acesta este organizat parțial în unele sate moldovenești, în majoritatea lor în grupuri extrașcolare. În 2006, Guvernul României a comunicat Consiliului Europei că ceangăii ce se consideră de naționalitate ceangăiască sau maghiară sunt reprezentați de Asociația Maghiarilor Ceangăi din Moldova, parte a Uniunii Democrate Maghiare din România. În schimb, românii de confesiune romano-catolică (inclusiv ceangăii care se consideră români) sunt reprezentați de Asociația Romano-Catolicilor „Dumitru Mărtinaș”.
Deși ceangăii au rezistat amestecului dintre nații petrecut de-a lungul timpului, în contextul factorilor care țin de mediu, biserică și autoritățile locale și naționale, au atins un nivel ridicat de asimilare. Prin recomandarea Consiliului Europei numărul 1521 din anul 2001, autoritățile europene au indicat României să protejeze cultura și limba tradițională a ceangăilor moldoveni, acest lucru putându-se însă face numai dacă ei înșiși respectă aceste valori, sau dacă respectivele valori tradiționale culturale sau limba, mai există.
Asupra proiectului privind menținerea culturii ceangăiești, în detrimentul ideii de omogenitate națională în interiorul granițelor statului român există în prezent încă, obstacole. Acestea țin cu precădere de tentativele de negare a identității maghiare a ceangăilor, dar și de politica minorității maghiare, în general.

## Etimologia
Potrivit punctului de vedere al Academiei Maghiare de Științe și al majorității cercetătorilor, etnonimul provine de la maghiarul csángó. Acesta are variantele csángál și elcsángál și este un cuvânt dialectal secuiesc, al cărui rădăcină csáng înseamnă „a rătăci”, „a pribegi” și se referă la natura retrasă, ruptă a ceangăilor față de grupul maghiar. În unele dialecte maghiare (cel din Câmpia Transilvaniei și cel din zona Tisei Superioară) csángó, cángó înseamnă „hoinar”. Totodată, în dialectul secuiesc are și sensul de „hibrid”, „amestecat” (elcsángálás) rezultat în urma pribegiei, unde asupra acestui aspect s-a exprimat Bernát Munkácsi. Prin urmare, în dialectul secuiesc are și un sens peiorativ.
Cercetătorul finlandez Yrjö Wichmann considera că probabil termenul csángó nu provenea de la un anume trib maghiar, ci așa erau numiți acei secui transilvăneni care se îndepărtau de tovarășii lor și se stabileau în zone locuite de români, unde au fost, atât din punct de vedere material cât și ideologic influențați de aceștia și chiar românizați până la un anumit nivel. Ion Podea în „Monografia județului Brașov” din 1938 a menționat că etnonimul derivă din verbul csángodni sau ecsángodni și înseamnă „a părăsi pe cineva sau ceva, a te înstrăina de cineva sau de ceva ce ți-a aparținut”. Acesta era folosit de secui în cazul altor secui românizați din zona Ciucului.
În legătură cu prima interpretare etimologică (a pribegiei), lingvistul Sándor N. Szilágyi⁠(hu)[traduceți] a făcut o analogie între verbul „a hoinări” cu etnonimele kabar și khazar, care înseamnă același lucru.[A] Potrivit Dicționarului limbii maghiare din 1862, Dicționarului etimologic al limbii maghiare, publicat la Budapesta în 1967, Dicționarului istoric al lexicului maghiar din Transilvania publicat la București în 1978, Dicționarului explicativ al limbii maghiare publicat de Editura Academiei Maghiare la Budapesta în 1972, Noului dicționar de regionalisme publicat de Editura Academiei Maghiare la Budapesta în 1979, termenii csangó și csángó se traduc prin „umblător”, în sensul de „persoană care își schimbă locul”.
Interpretarea etimologică prin înțelesul de „corcit” nu este unanim acceptată. Astfel, Antal Horger a fost de părere că din rădăcina cuvântului csángó (din verbul csáng, cseng) se deslușesc sensurile de „a suna”, „a țiui”, „a avea rezonanță”, „a bate clopotul” etc., găsind o interpretare potrivită din istoria culturii ceangăiești, unde cel care bătea clopotul, clopotarul, semnaliza primejdia.
Istoricul Nicolae Iorga a afirmat că termenul provine de la termenul șalgău (sálgó, de la maghiarul sóvágó care semnifică „tăietor de sare”), denumire dată lucrătorilor secui la minele de sare de la Târgu Ocna. Astfel, etnonimul s-ar fi format în limba română de la cuvântul maghiar sóvágó printr-o dezvoltare regulată a fonemelor (sóvágó – șaugău – șalgău – șangău), iar apoi a fost împrumutat în limba maghiară (șangău – csángó).
Tot Iorga a propus semnificația de „răsunător”, ca aluzie dată de un popor turcic acelora al căror grai „suna bine”, referindu-se la particularitatea lingvistică a ceangăilor în ce privește rostirea sunetului s în loc de ș.  Lazăr Șăineanu a fost de acord că termenul provine de la maghiarul cszangó, explicat ca rău sunător, ca aluzie la graiul aspru.
O altă categorie de cercetători consideră că este un etnonim de origine necunoscută (János Jerney⁠(hu)[traduceți], Endre Veress, Sándor N. Szilágyi⁠(hu)[traduceți]).
Potrivit unei legende culese la mijlocul secolului al XIX-lea în Cleja, Bacău de preotul satului, Ince János Petrás, strămoșii ceangăilor au făcut parte din armata regelui maghiar Ladislau I al Ungariei (Szent László), care a alungat tătarii din Moldova. Pentru că aveau clopote puse pe cai, Ladislau a întrebat: „Ce-i cu acești csángatók (oameni cu clopote)?”.
O altă legendă relatată lingvistului Mózes Rubinyi⁠(hu)[traduceți] de către Antal Mártanas din Săbăoani, Neamț în anul 1900, povestește că termenul provine din timpul venirii strămoșilor ceangăilor în Moldova, unde animalele din turme aveau legate tălăngi (în maghiară csengő). De asemenea și oamenii sunau din clopote, cântau la vioară și trăgeau cu puștile. Cei care îi vedeau și auzeau au spus că s-au așezat niște oameni cu clopote (csengős, csángós).

Asupra originii cuvântului ceangău nu a existat o opinie unanimă
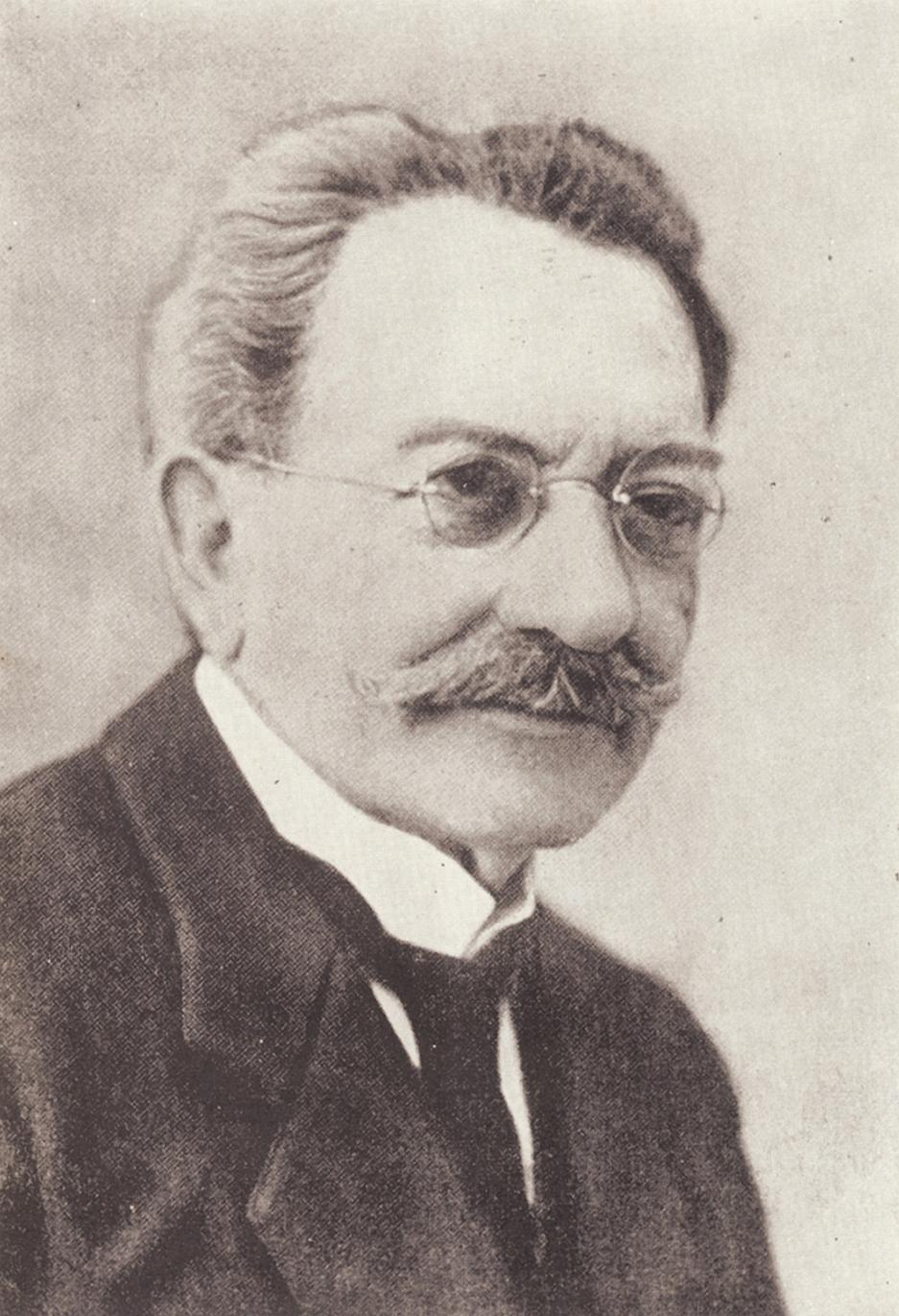
Lazăr Șăineanu
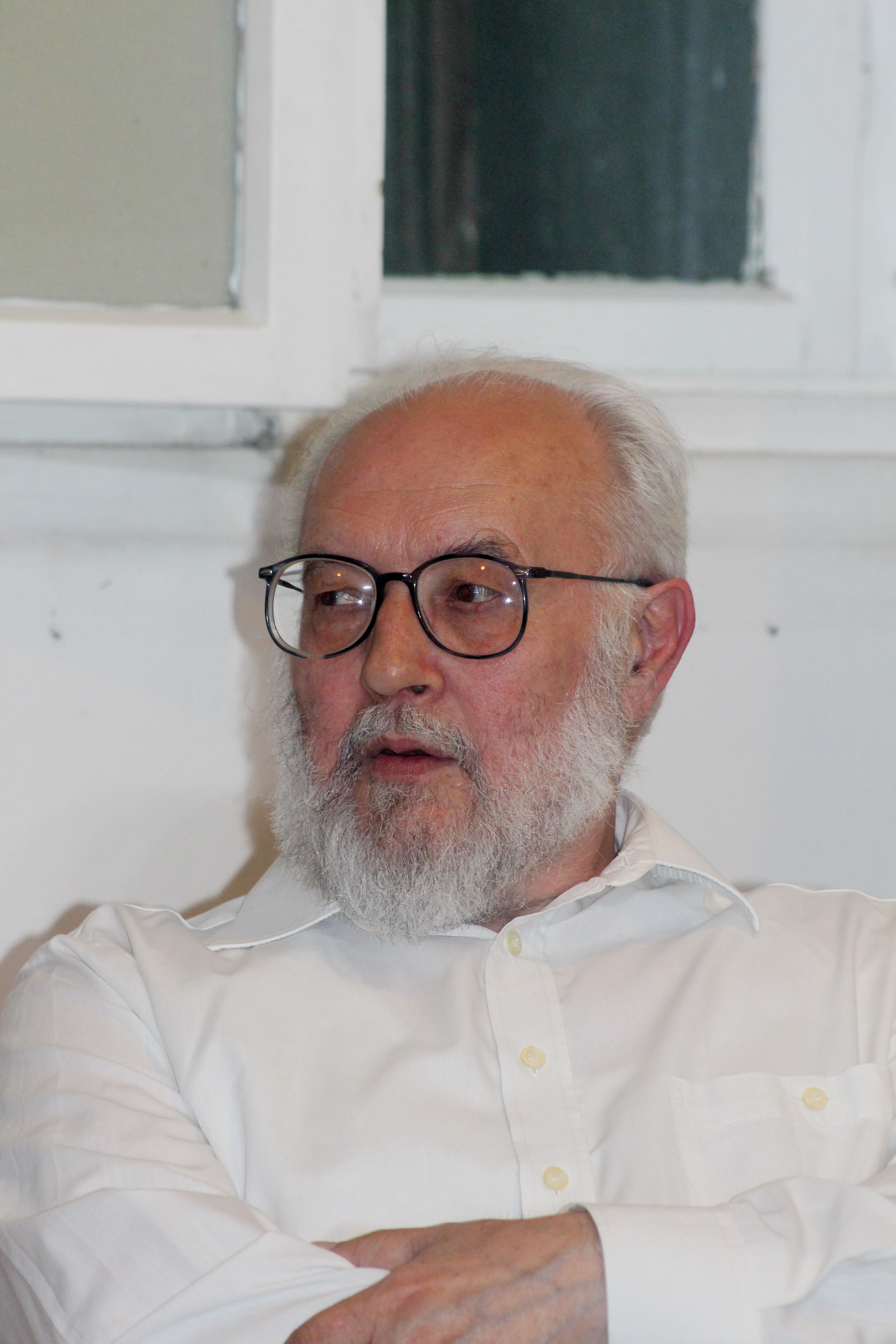
Sándor N. Szilágyi
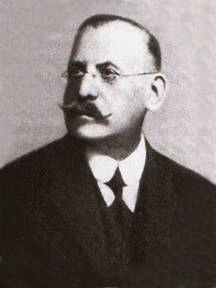
Bernát Munkácsi
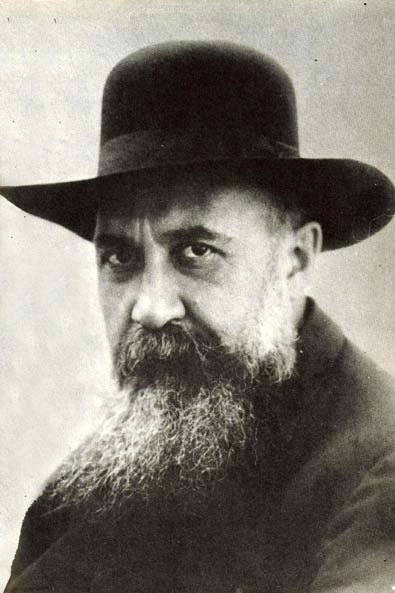
Nicolae Iorga
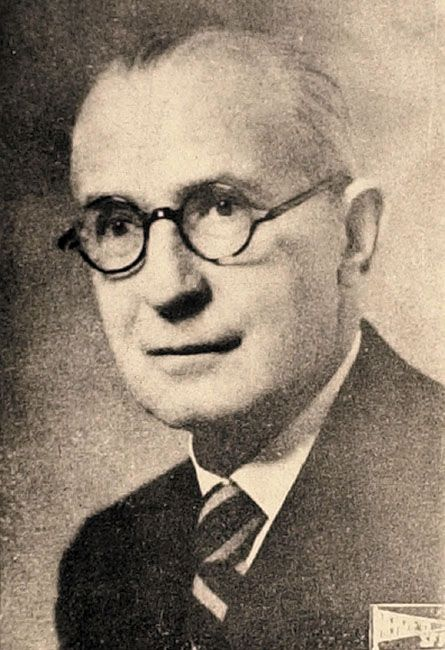
Antal Horger
Endre Veress
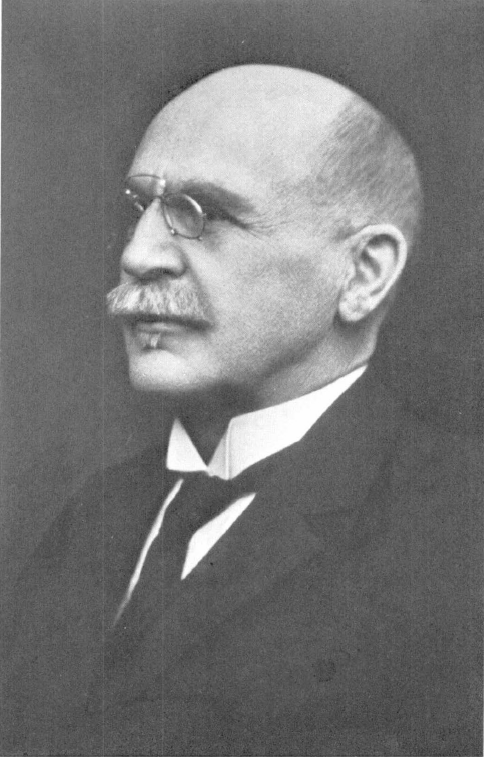
Yrjö Wichmann

Termenul este întâlnit în denumirea în limba maghiară a localității Cărpinenii, Covasna (Csángótelep), de asemenea există un vârf montan din Munții Nemira (Ceangău, 1398 m) și o stradă din Budapesta.
Primele atestări ale cuvântului csángó:
- ca antroponim:

1. în anul 1400: a fost amintit un anume Georgium Chango;[26]
2. în anul 1424: Petro Czanko;[27]
3. în 8 iunie 1443: actul de donație al lui Ștefan, fiu al lui Alexandru cel Bun: „această adevărată slugă a noastră, pan Iliiaș Sanga, a slujit nouă drept și credincios”;[28][29]
4. în anul 1560: la Moacșa, județul Covasna a fost amintit un anume Csángó András.[30]

- ca etnonim:

1. în anul 1556: la Moacșa, județul Covasna, a fost amintit un anume Michael csángó (scris cu minusculă);[31]
2. între anii 1766 și 1767: preotul Péter Zöld a întreprins o călătorie în Moldova și Bugeac, de unde a relatat situația satelor locuite de maghiari de confesiune romano-catolică.[32] Pe maghiarii din Moldova i-a menționat sub denumirea de ceangăi-maghiari.[33][34]
3. în anul 1772: Péter Zöld a redactat o petiție în numele comunității ecleziastice din Nicolești, în care cei din Nicolești s-au plâns împotriva ungurilor din Lonka, numiți ceangăi (csango dictis). Aceasta s-a întâmplat în contextul unei înțelegeri vechi de peste 30 de ani, încălcată de Antal Cziko din Frumoasa, ca cei din urmă să poată pășuna pe muntele Minyite (numit și Hegyes) contra unei taxe de 12 florini.[35]

Însă, prima menționare a etnonimului de către preotul Péter Zöld este considerată în mod eronat de muzeograful Anton Coșa[B] de la Complexul Muzeal „Iulian Antonescu” din Bacău drept un fals etnonim. Cu toate acestea, preotul a afirmat că locuitorii își spun ei înșiși „ceangăi maghiari”.[C]
„Péter Zöld nu a creat artificial un etnonim, cum afirmă Anton Coșa. Preotul secui a transpus în scris o realitate pe care a constatat-o personal. La fel cum a făcut peste șase decenii Ince Petrás, care era originar din mijlocul acelor comunități de ceangăi și a trăit toată viața între ei.”— Marius Diaconescu, actual conferențiar universitar la Facultatea de Istorie a Universității din București

## Originea ceangăilor
Ceangăii sunt considerați una dintre cele mai enigmatice comunități în ceea ce privește originile lor, ceea ce a generat o serie de teorii contradictorii care să explice existența acestei populații. Deși toate aceste teorii se bazează într-o oarecare măsură pe investigații științifice, nu se poate nega că ele sunt adesea puternic influențate de viziunile politice ale două state rivale, Ungaria și România. Cele două curente naționaliste principale conturate în jurul originii ceangăilor sunt „teoria continuității”, susținută anterior de antropologii maghiari; și „teoria maghiarizării”, propusă și susținută de români.
„Teoria continuității” a propus sosirea proto-ceangăilor înainte de descălecarea maghiarilor în Bazinul Panonic în secolul al IX-lea, din care ar rezulta că ceangăii sunt o populație cu vechime printre triburile maghiare, la acea vreme poziționate între râurile Nipru și Nistru. Gyula László⁠(en)[traduceți] (1986) a sugerat o cucerire a Panoniei în două etape, una în secolul al VII-lea iar a doua în secolul al IX-lea, rămășițele primului val maghiar fiind secuii și ceangăii, cei din al doilea val fiind maghiarii de astăzi.
„Teoria maghiarizării” a fost dezvoltată în principal de Petru Râmneanțu (1944) și adăugită ulterior de Dumitru Mărtinaș (1985), care au declarat că ceangăii fuseseră inițial români din Transilvania ce au fost convertiți la catolicism, fiind nevoiți ulterior să adopte limba maghiară. Această teorie este încă cea mai populară în România și este promovată de diferite cercuri, inclusiv de unele organizații din cadrul Bisericii Catolice precum Asociația Romano-Catolicilor „Dumitru Mărtinaș”, de guvernul român și de către unii intelectuali.
Deși aceste teorii extreme ale ambelor tabere au fost dezmințite de savanții contemporani, ele continuă să rămână populare în țările de origine.
În ciuda acestor ipoteze contradictorii, ceangăii au propriul lor punct de vedere despre ei înșiși. Pe de o parte, unii dintre aceștia se consideră maghiari, ceea ce nu înseamnă că ar avea vreun sentiment separatist, autonomist sau oricare alt sentiment etno-politic. Sentimentele lor de identitate variază de la o minoritate care se consideră maghiară atât din punct de vedere etnic cât și al naționalității, până la cei care cred că grupul este compus din români catolici de origine maghiară, cât și cei care se consideră pur și simplu catolici moldoveni. Acest ultim punct de vedere este unul dintre cele mai frecvente în cadrul comunității și este similar cu cel al tătarilor din Crimeea, care obișnuiesc să se considere mai degrabă musulmani ai Crimeei decât ca etnie vorbitoare de limbă turcică, precum și cu cel al comunității Amish din Statele Unite ale Americii, care se autodefinește prin afiliația religioasă și nu prin originea și dialectul german.
O opinie tradițională proprie a ceangăilor, cu privire la origini, există încă din a doua jumătate a secolului al XVIII-lea. Aceasta consemnează o seminție maghiară și una germană.[C]
Cele două discursuri extreme oficiale și semioficiale pe tema originilor de după anul 1989 au alimentat și o puternică criză de identitate, ce se extinde de mai bine de un secol. Mulți dintre ceangăi nu sunt convinși de originea sau de apartenența lor etnică, iar cei care au o convingere de un anume fel nu îndrăznesc să o expună public. Acestea au dus în același timp și la diferende chiar în interiorul comunității.
Studiile internaționale în domeniu au ajuns la concluzia că ceangăii sunt de origine maghiară, cu mici excepții în ce privește unele elemente asimilate de origine română, germană, poloneză, italiană și țigănească. Astăzi, conceptul general acceptat este că maghiarii moldoveni au sosit în actuala lor locație în Evul Mediu dinspre vest, din Bazinul Carpatic. Rămâne de lămurit de unde anume au plecat în fapt maghiarii spre Moldova: respectiv de pe Valea Someșului și din bazinul Tisei superioare, sau din Câmpia Transilvaniei.
Maghiarii moldoveni nu s-au constituit ca un grup omogen nici din punct de vedere istoric, nici din punct de vedere lingvistico-etnografic. Majoritatea cercetătorilor în domeniu nu sunt de acord cu utilizarea termenului ceangău (csángó) în sens generic, preferând să se facă diferența între maghiarii stabiliți aici în Evul Mediu și refugiații secui care au sosit în secolele XVII-XIX (mai ales la sfârșitul secolului al XVIII-lea), în valuri mai mici sau mai mari. Alți cercetători folosesc termenii de maghiari moldoveni și secui moldoveni, în timp ce alții încearcă să definească diferențele evidente, prin folosirea termenilor ceangăi-maghiari și maghiari-secui.

### Teoriile originii turcice

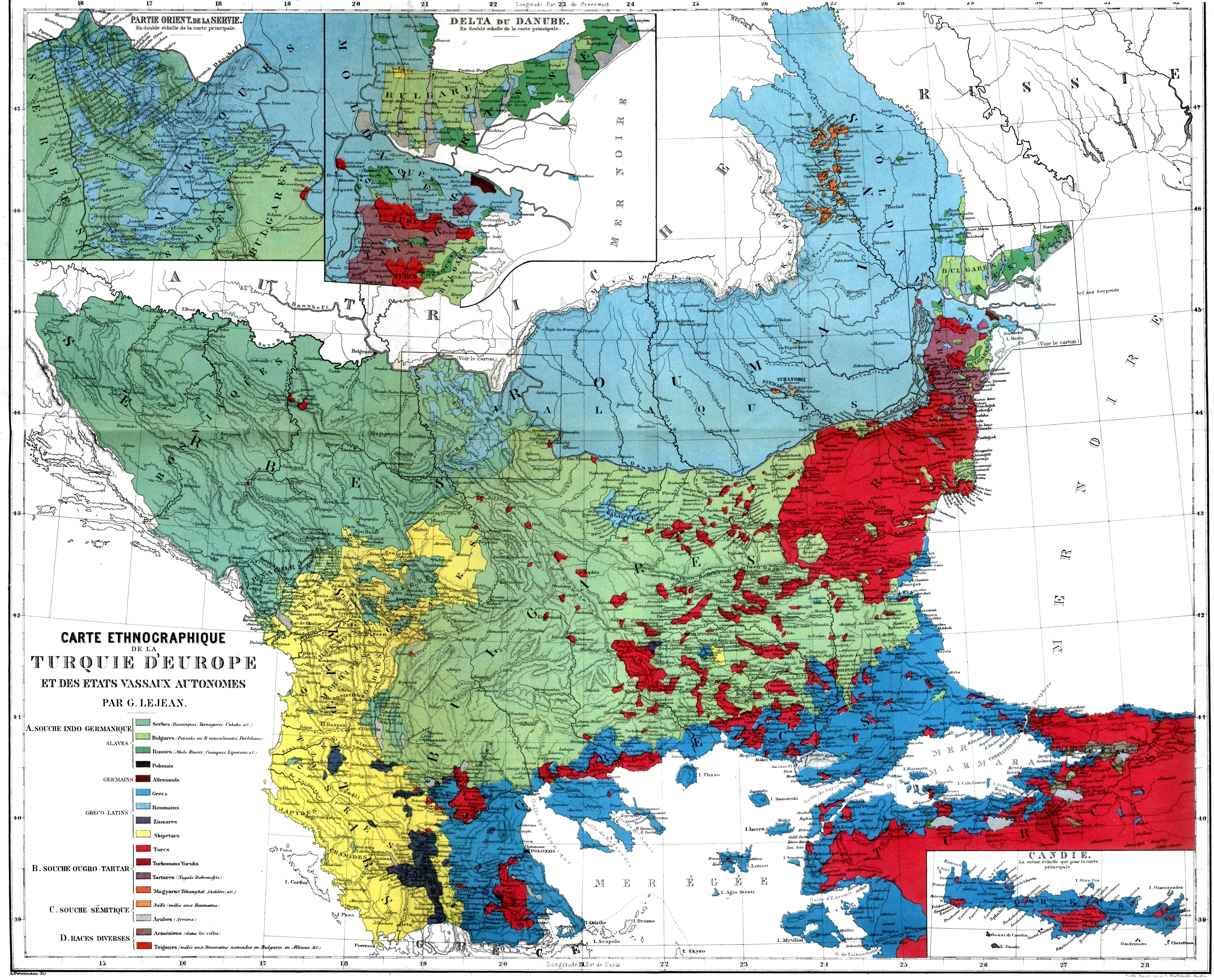
Harta etnică a statelor vasale Imperiului Otoman în 1861. Răspândirea ceangăilor („Tchangeï”) în Moldova, cu portocaliu.

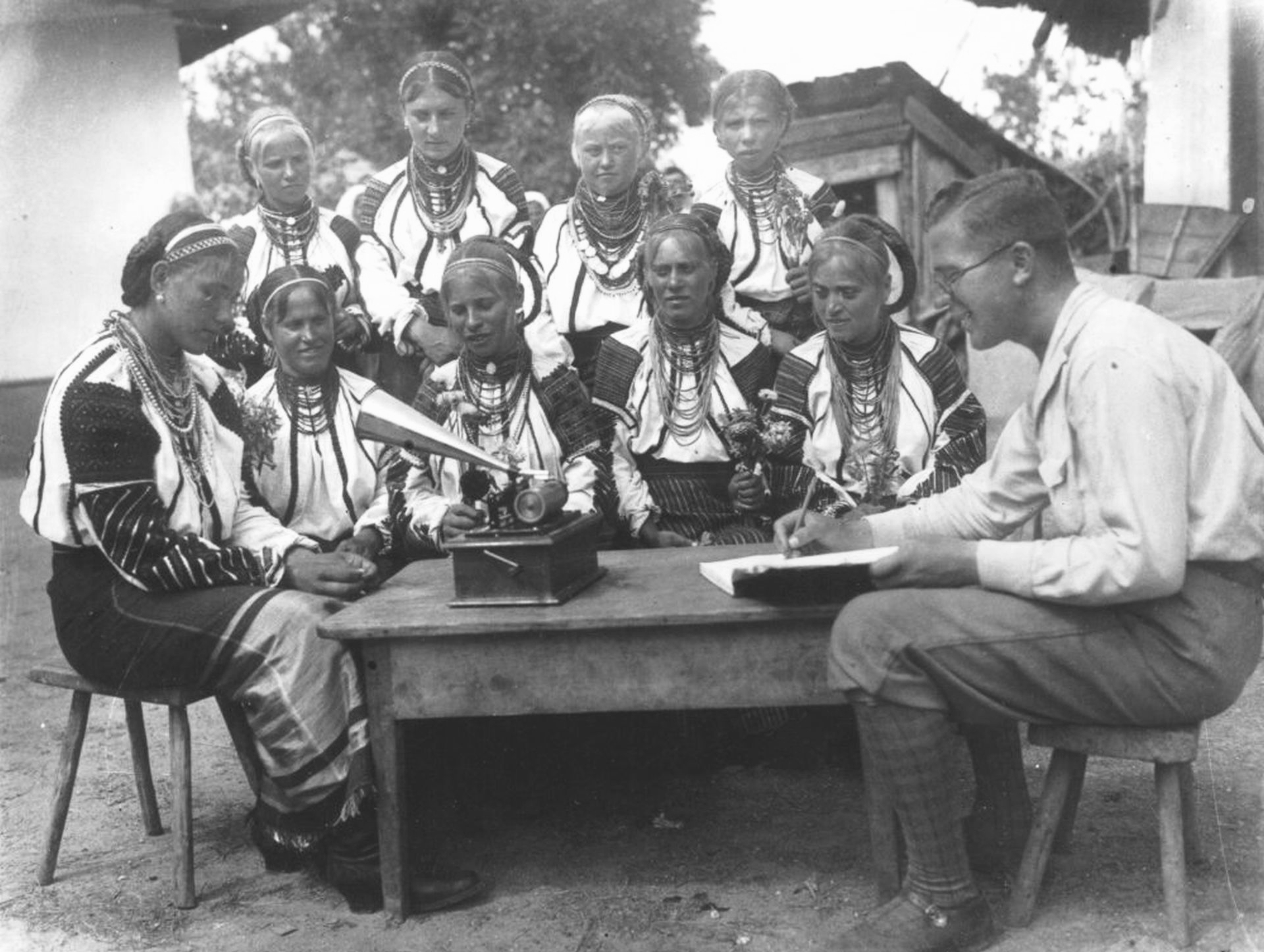
Istoricul etnograf Pál Péter Domokos, studiind în anul 1931 o comunitate ceangăiască din Galbeni, Bacău

Teoria generală a originii turcice face referire la faptul că, ceangăii ar putea fi descendenții unei populații turcice care a adoptat limba maghiară, ori care s-a amestecat cu maghiari și secui înainte de secolul al XIII-lea, ideea din urmă bucurându-se de atenția cercetătorilor români de renume. Géza Ferenczi⁠(hu)[traduceți] susține totuși că doar grupul sudic (din zona Bacăului) provine din elemente turcice.
Potrivit lui Nicolae Iorga, comunitatea provine dintr-o populație turcică stabilită la estul Carpaților înaintea maghiarilor, care a lăsat urme în toponimia zonei (Ceahlău, Rarău etc.). Drept particularitate geografică, istoricul amintește că populația secuiască se află preponderent la vest de Carpați. Aripa sa răsăriteană maghiară se află la est de Carpați, cu o continuare de câteva așezări la est de râul Siret, fondate de husiți în decursul secolului al XV-lea. De asemenea, de la râul Prut până la Nistru se continuă tot cu o pătrundere liniară de populație maghiară, până la Cioburciu.

#### Teoria originii avare
Gyula László⁠(en)[traduceți] a lansat în anul 1986 teoria conform căreia Bazinul Panonic a fost cucerit în două etape: prima dată în secolul al VII-lea, de către avari, iar a doua oară în secolul al IX-lea, de către maghiarii conduși de Árpád. Rămășițele primului val sunt secuii și ceangăii, cei din al doilea val fiind maghiarii de astăzi.

#### Teoria originii cumane

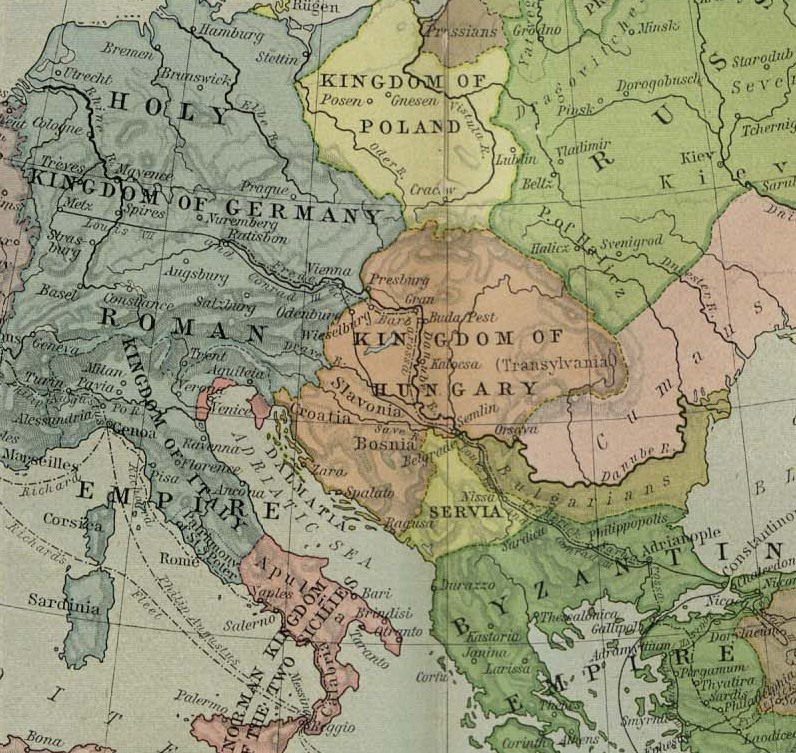
Teritoriul ocupat de cumani în preajma anului 1190

La jumătatea secolului al XIX-lea a apărut teoria, astăzi considerată romantică, precum că ceangăii pot fi de origine cumană. Teoria a avut ca bază credința populară a înrudirii limbilor maghiară, hunică și cumană și nu a luat în considerare originea fino-ugrică a limbii maghiare și turcică a limbii cumane.
Contextul în care cumanii s-au stabilit în zona Moldovei a fost înfrângerea acestora în bătălia de la Kalka din anul 1223, moment în care aceștia au părăsit zona cuprinsă între râurile Nipru și Don. În încercarea obținerii unui protectorat din partea Regatului Ungariei, o parte din cumani s-au convertit și la catolicism în anul 1227, papa înființând cu această ocazie Episcopia Cumaniei. Teritoriul aflat sub controlul episcopiei era cuprins între râul Siret și Carpați, coincizând cu spațiul ce fusese înainte ocupat de cavalerii teutoni. Potrivit lui Dimitrie Onciul, odată cu venirea elementelor românești și secuiești din Transilvania la răsărit de Carpați, au apărut și primele colonii de ceangăi în spațiul ocupat de cumani. Scrisorile Papei Grigore al IX-lea din secolul al XIII-lea și ale episcopului Teodoric menționează cumani, sași, secui, maghiari și valahi în Episcopia Cumaniei. Românii, organizați în mici formațiuni politice, alcătuiau probabil majoritatea populației, de pe teritoriul episcopiei, însă aceștia erau de credință ortodoxă și se opuneau convertirii la catolicism.
Preotul Elek Gegő⁠(hu)[traduceți] a constatat în cercetarea sa din 1838, că ar putea exista o continuitate între cumanii din fostul Imperiu Cuman distrus la marea invazie mongolă din 1241-1242 și populația ceangăiască de pe teritoriul Moldovei, de aceeași părere fiind lingvistul Bernát Munkácsi și savantul german Gustav Weigand. Ultimul a cercetat personal din punct de vedere lingvistic câteva din satele acestora și și-a argumentat opinia pe baza rostirii siflante, considerând-o un reflex întârziat din limba cumană. Cu toate acestea, opinia lui Weigand și Munkácsi s-a dovedit a fi eronată, întrucât fenomenul nu are nicio legătură cu limba, acum dispărută, a cumanilor, a cărei natură sibilantă nu poate fi oricum dovedită.
Istoricul Endre Veress a fost de părere că, primii ceangăi din Moldova ar fi fost cumani maghiarizați prin intermediul schimbului lingvistic și cultural cu populația maghiarofonă prezentă pe văile Prutului și Siretului, la sfârșitul secolului al XIV-lea. Această variantă și altele asemănătoare, precum cea a cumanilor secuizați a lui Munkácsi Bernát (bazată pe observații lingvistice și antropologice), sau cea a finlandezului Yrjö Wichmann și-au pierdut din însemnătate.
Ipoteza originii cumane a fost abandonată în anii 1920 de majoritatea istoricilor, excepție făcând Endre Veress. Cu toate acestea, s-a putut dovedi o moștenire culturală cumană atât în cultura maghiară ceangăiască cât și în cea românească. Populația maghiară din Moldova a avut contact cu o populație cumană care a rezistat campaniilor tătare în timpul secolelor XIV și XV. Potrivit lingvistului turc Hakan Aydemir, lexemul „ír” din dialectele secuiești și ceangăiești ce înseamnă „a sculpta” și „crestătură” sunt alături de cuvintele „urk” - „uruk” („lasou”, „laț”), „dzsepü” („lână”) și „kórhány” („deal”, „munte mai mic”) – de origine cuman-kıpçak, iar cumanii s-ar putea să fi avut și un fel de influență asupra sistemului runic secuiesc de scriere. Mai mulți istorici și lingviști români și maghiari au considerat că o populație cumană destul de numeroasă, a trăit în anumite zone din Moldova chiar și în secolul al XV-lea (spre exemplu, lângă Târgu Neamț). Mai târziu, potrivit lui Spinei și Aydemir, acești cumani au fost asimilați de populația românească împreună cu alte grupuri etnice de origine estică, cum ar fi de exemplu, tătarii. Pe lângă acestea, mai multe nume de localități unde locuiesc ceangăi, precum Turluianu, ce provine de la pasărea Turul și Coman, sunt de origine cumană. Alte toponime cumane păstrate în zonă sunt Toroklyás, Ciudomir, Nemira, Kalabucs (Clăbuc), Tazlău, Caraclău, Cotumba, Oituz, Uz, Dărmănești, Comănești, Răcăciuni, Dofteana, Faraoani, Dsidafalva (Adjudeni).

#### Teoria originii hunice
Teoria continuității ceangăilor se referă la faptul că aceștia nu au provenit din bazinul Carpatic, ci din stepele Asiei. Astfel, una din cele mai vechi și răspândite idei este cea a descendenței acestora din hoardele lui Attila, dar după Béla Gunda⁠(hu)[traduceți], acestă teorie a apărut în urma influenței secuiești. Zoltán Zsupos⁠(hu)[traduceți] a menționat că ceangăii s-au așezat pe teritoriul actual în prima fază în 670-680 d. Hr., fiind parte a confederației avar-sabir⁠(en)[traduceți]-hunice.
Unii istorici au considerat cumanii un popor înrudit cu hunii, iar Petru Râmneanțu a lansat în 1944 ipoteza originii hunice a acestora.

#### Teoria originii khazare
Istoricul maghiar János Karácsonyi⁠(hu)[traduceți] a adus ideea descendenței dintr-un trib kavar desprins de khazari, amestecat cu maghiari, având la bază argumentul prezenței șuierăturilor, (vorbirea cu s în loc de ș), caracteristică a limbii turcice vorbite de aceștia.
Conducătorii și soldații kavari știau deja limba maghiară până în anul 950, dar femeile și copiii pentru o lungă perioadă de timp și-au păstrat limba khazară. După anul 1006 au început să se creștineze, iar din 1330 kavarii au fost integrați complet printre maghiari.
Karácsonyi a menționat că tribul kabar a fost asimilat în zona râului Drava și regiunea Slavoniei, iar urmașii acestora au fugit în Moldova din cauza persecuțiilor la adresa husiților de la începutul secolului al XV-lea. Argumentul este cel lingvistic, al vorbirii sâsâite, fenomen întâlnit atât la ceangăi cât și în regiunea Slavoniei.

#### Teoria originii pecenege

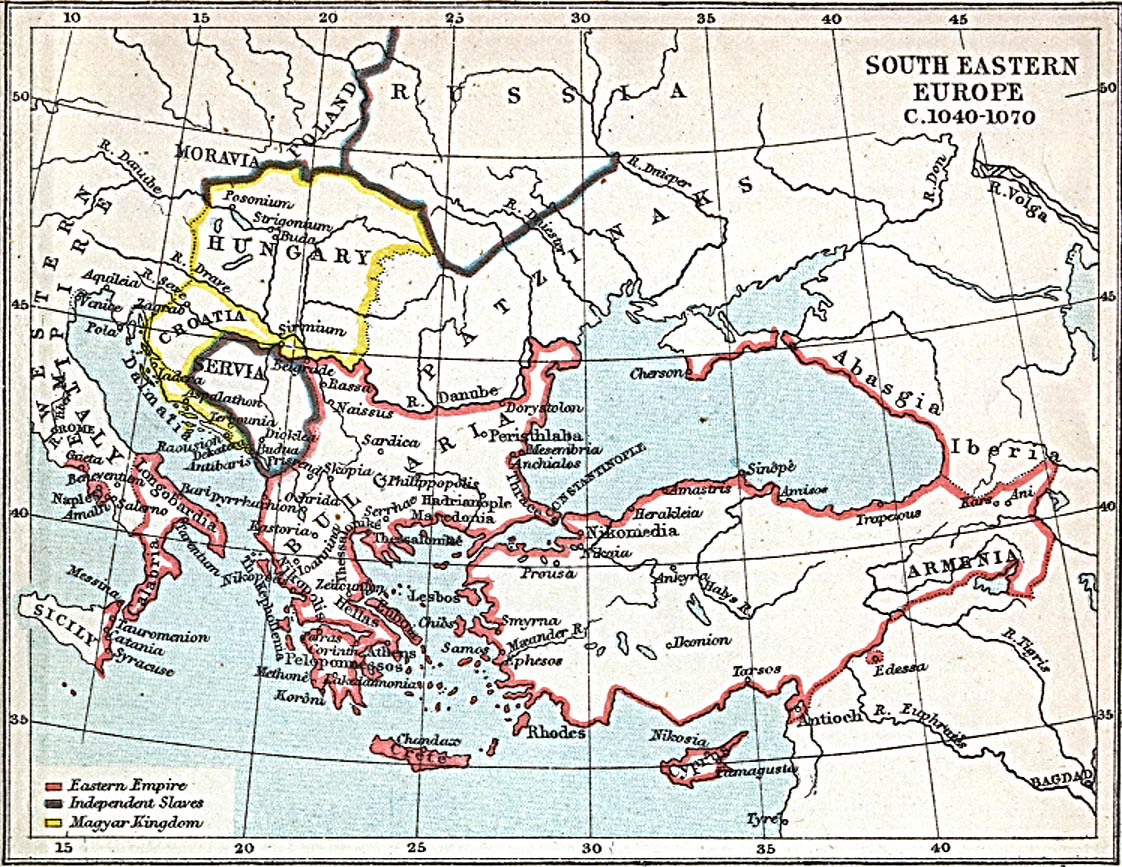
Prezența pecenegilor în perioada anilor 1040–70.

La rândul său, Gheorghe I. Brătianu a menționat un amestec al pecenegilor și cumanilor, trecuți la creștinism, cu secuii și ungurii din Transilvania, veniți în Moldova prin văile Trotuș și Oituz. Tot acesta a amintit că secuii au venit în Moldova abia după fondarea principatului, ceea ce pentru Robin Baker⁠(en)[traduceți] este demn de remarcat. Alături de Brătianu, istoricul Nicolae Iorga a susținut ideea originii din pecenegi sau cumani, ca explicație pentru diferențele dialectale comparative cu secuii, anume prin nepronunțarea sunetului ș, reprezentând o moștenire a substratului peceneg. Drept argument geografic, istoricul a amintit de poziționarea atestată a pecenegilor la șes și în Carpații Orientali și de poziționarea ceangăilor la est de aceștia.
Deși astfel de variante ale teoriei continuității, precum asocierea ceangăilor cu un substrat turcic în spațiul de la est de Carpații Orientali, și-au pierdut susținerea din partea majorității istoricilor, încă mai există unii cercetători care le cred valabile.

### Teoria originii maghiare orientale
La începutul secolului al XX-lea Mózes Rubiny⁠(hu)[traduceți] a dezvoltat ideea că ceangăii sunt succesori ai maghiarilor din Etelköz, la fel și Istvan Györffy⁠(hu)[traduceți], Michael Bombardi, György Pray⁠(hu)[traduceți]  (1774), Iános Jerma (1852). László Mikecs⁠(hu)[traduceți] a remarcat că nu au fost aduse argumente credibile în acest sens, în timp ce Pál Péter Domokos a susținut teoria lui Mózes, alături de Zsigmond Simonyi⁠(hu)[traduceți], Bernát Munkácsi, Endre Veress, Fortunát Boros, Árpád Bitay, Endre György⁠(hu)[traduceți], Balint Csüry⁠(hu)[traduceți]. Deși unii cercetători maghiari sunt de acord că grupuri de unguri au plecat din Etelköz, zonă ce se presupune a fi cuprins și văile Siret și Prut, în bazinul Carpatic, cucerit de Árpád împreună cu triburile maghiare, dovezile arheologice și istorice contrazic ideea originii ceangăilor dintr-un trib maghiar de dinaintea epocii cuceririlor. Contextul în care maghiarii s-au stabilit în Etelköz este reprezentat de presiunea la care au fost supuși de alte popoare vecine. Cei mai amintiți în acest sens sunt pecenegii, în vremea când maghiarii erau stabiliți între fluviile Ural și Volga, delimitați fiind la nord de râurile Kama și Belaia, iar la sud de apele Samarei (teritoriu numit Ungaria Mare sau Baskiria).

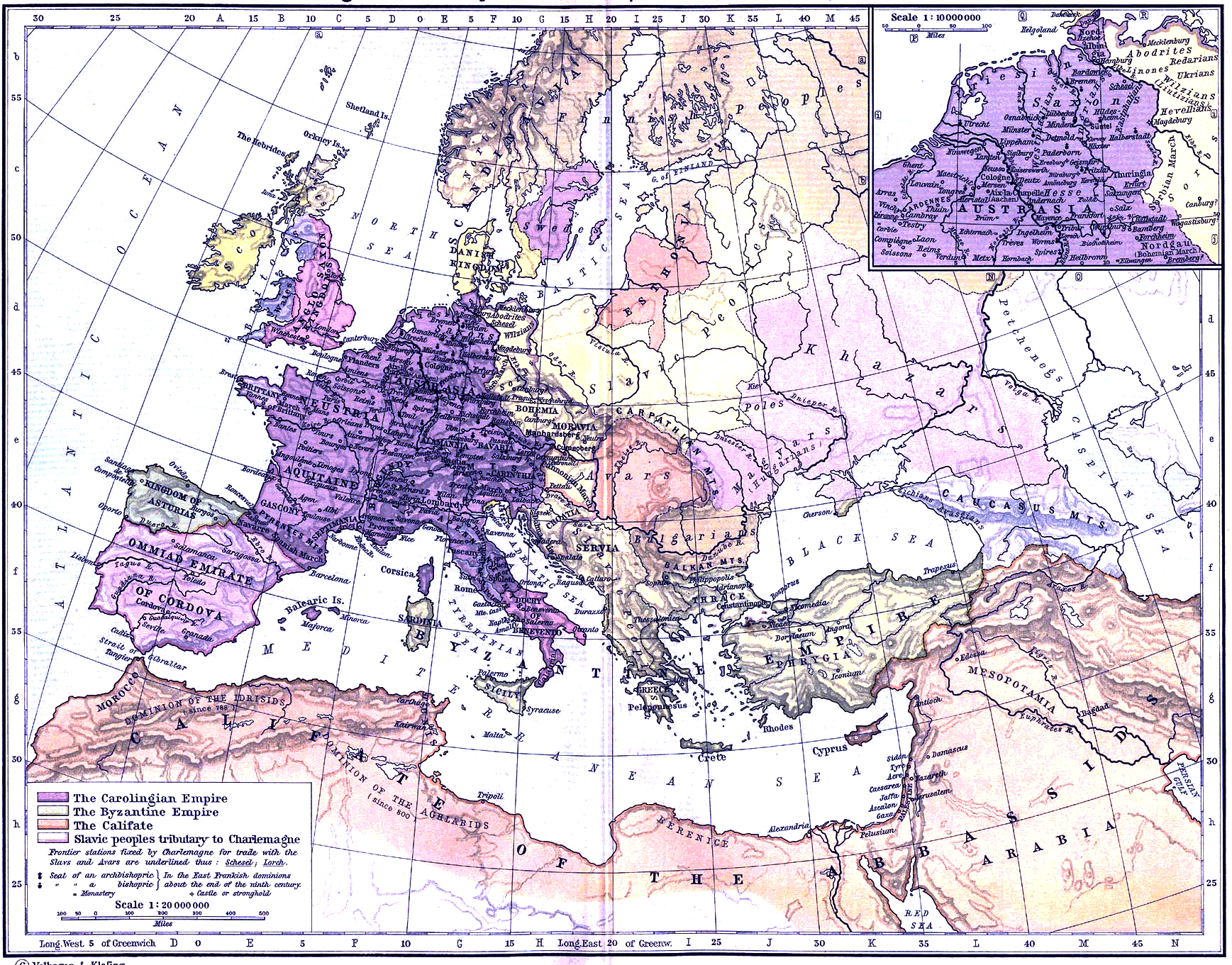
Maghiarii aflați în relație de vasalitate cu khazarii în anul 800.

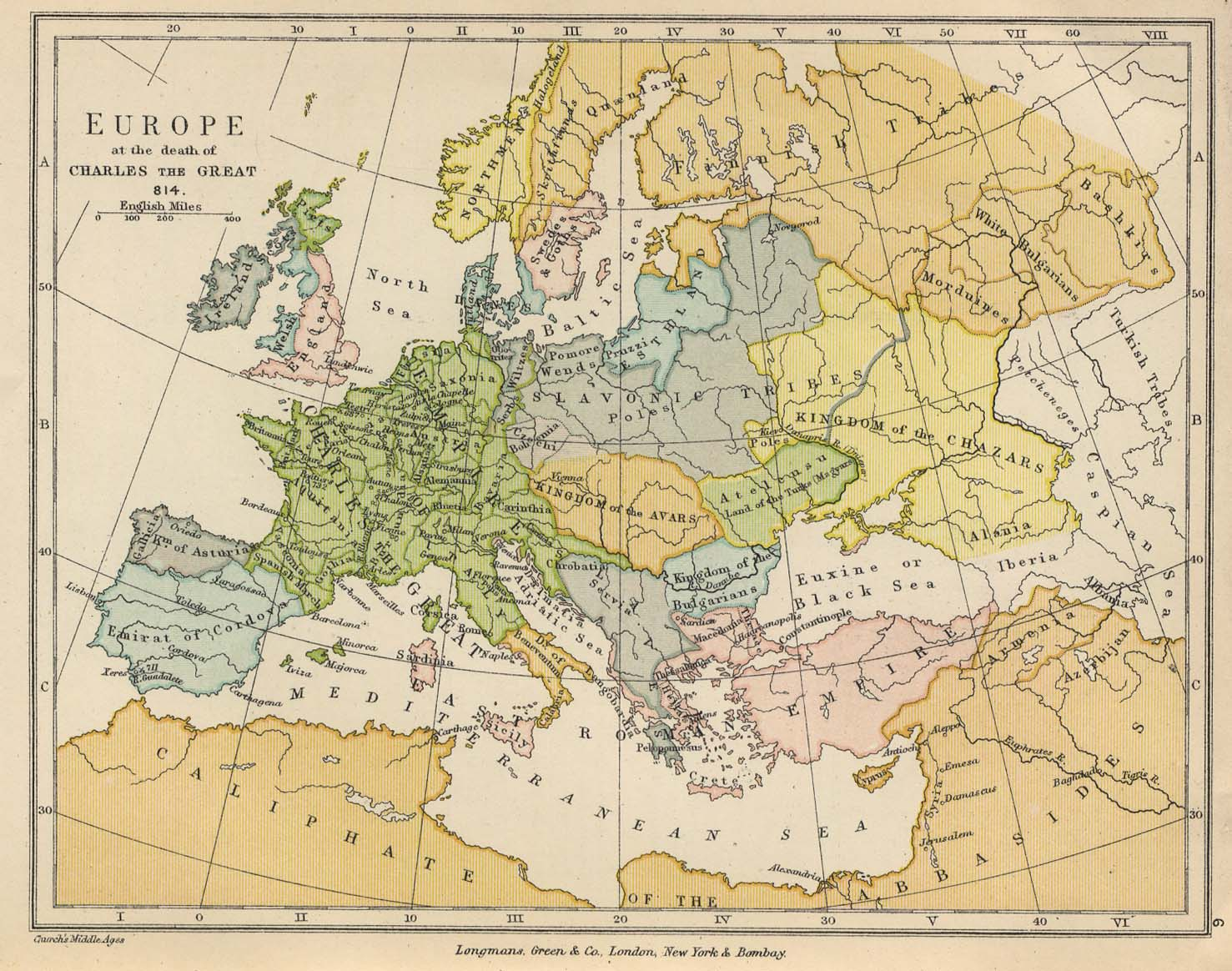
Etelköz (cu verde) în anul 814.

Între 894 și 899 khazarii, într-o alianță formată cu uzii, i-au invadat pe pecenegi alungându-i spre apus. Aceștia din urmă s-au oprit mai întâi în Rusia Kieveană în anul 915, unde au încheiat un tratat de pace cu cneazul vareg Igor. Ulterior au început la rândul lor să îi invadeze pe maghiarii stabiliți în noul teritoriu, Etelköz, alungându-i definitiv în Bazinul Carpatic. Sub supunerea triburilor kavare, conduse de kavarul Álmos, maghiarii au fost dirijați spre Panonia prin pasul Ugorscoe „trecătoarea ungurilor” din Carpații Nordici (astăzi Pasul Verecke). Pecenegii au ocupat cu această ocazie un teritoriu vast cuprins între Nipru, Dunăre și Carpați. Ocupația pecenegilor a luat sfârșit în jurul anului 1050, când au fost presați de uzii veniți dinspre răsărit, aceștia din urmă lăsând în zona fostului Etelköz două hidronime: Uz și Oituz și la gurile Dunării denumirea Uzo-Limna, în traducere „mlaștinile uzilor”.
Misionarul Marco Bandini a relatat în lucrarea acestuia Visitatio generalis omnium ecclesiarum catholicarum romani ritus in Provincia Moldaviae, informația conform căreia un târg maghiar numit Gyula, situat la jumătatea distanței între Târgu Neamț și Baia, a fost fondat în anul 744 de Gyula, una dintre cele șapte căpetenii maghiare care se afla la a doua năvălire în Panonia și se oprise pentru scurt timp aici. Gyula, ca titlu medieval, era identificat Kurszán, a cărui funcție militară era echivalentă cu titlul khazar de Bek.
Argumentele ipotezei privind originea maghiară orientală au fost de ordin lingvistic și arheologic, însă fără un suport științific solid. În vreme ce Etelköz se întindea din bazinul Siretului și de la Dunăre spre est, ceangăii stabiliți în Moldova se grupau îndeosebi între Carpați și Siret, unde au lăsat și urme în toponimie și hidronimie. Ipoteza a fost combătută atât de cercetătorii români, cât și de cei maghiari. Prin urmare, teoriile potrivit cărora stratul de bază al ceangăilor moldoveni aparținea unui grup al maghiarilor cuceritori care au rămas în afara Carpaților, în drumul lor spre Transilvania, au fost respinse.
Din punct de vedere toponimic, cele mai vechi denumiri ale satelor moldovenești de origine maghiară, ce conțin sufixul -falva sau -vására (ultimul termen fiind de origine iranian-persană), ce înseamnă „sat” și, respectiv, „târg” dovedește, pentru cercetătorii precum Kálmán Benda sau Adám T. Szabó⁠(hu)[traduceți], că această tendință a toponimelor datează de la începutul secolului al XIII-lea. Pe această bază, ar trebui plasată originea acestor așezări maghiare în perioada anterioară invaziei mongole și, prin urmare, aceasta arată faptul că maghiarii au continuat să trăiască în ele pe toată perioada invaziilor mongole. Cu toate acestea, se pare că particularitatea toponimică a apărut abia în secolul al XIII-lea și a fost la apogeu în secolele XIV și XV. Acest lucru sugerează că satele maghiare inițiale din Moldova au fost reocupate sau fondate în Moldova după perioada invaziilor.
Potrivit istoricului Robin Baker⁠(en)[traduceți], continuitatea unor populații, indiferent de originea lor (cumană, românească, maghiară sau germană) în spațiul moldav este puțin probabilă datorită invaziilor mongole ce au avut loc în secolul al XIII-lea, însă diverși istorici precum Bernát Munkácsi, Pál Péter Domokos, Hugo Weczerka, Ștefan S. Gorovei, Victor Spinei, Béla Gunda⁠(hu)[traduceți], Zoltán Zsupos⁠(hu)[traduceți] au fost de acord cu o anumită formă a continuității. Pentru Munkácsi, locuitorii rămași au fost cumani, pentru Domokos, Gunda și Zsupos, maghiari, strămoșii ceangăilor de astăzi, pentru Spinei și Gorovei, români, iar pentru Weczerka, puțini sași.
Cu toate acestea, o analiză genetică din anul 1996 a sprijinit teoria că ceangăii ar putea proveni dintr-un grup lăsat în urmă de cuceritorii maghiari în anul 896. Un studiu similar publicat în anul 2007 în Annals of Human Genetics a scos în evidență faptul că, există o diferență genetică pronunțată între două eșantioane de populație analizate, unul fiind de secui din Miercurea Ciuc și celălalt fiind de ceangăi din zona Ghimeșului (Lunca de Sus), ceea ce este surprinzător, dată fiind apropierea geografică a celor două zone. Tot aici s-a subliniat faptul că ceangăii au fost supuși unei izolări genetice, comparativ cu secuii. Un alt studiu publicat la aceeași revistă științifică în anul 2000 a arătat că ceangăii sunt cei mai apropiați de maghiarii din zona Kiskunság⁠(en)[traduceți] (județul Bács-Kiskun), cei din urmă fiind descendenții unei populații cumane. Studiul a subliniat, de asemenea, că, după slavi și germani, iranienii și turcicii reprezintă niște elemente importante la originea grupurilor ceangăilor și al secuilor, care par să aibă o genetică oarecum similară. Studiul a ajuns în acord cu ipoteza conform căreia aceste grupuri provin tot din oameni lăsați în urmă de cuceritorii maghiari, susținând ideea stabilirii lor înainte de marea invazie mongolă. Deși nu s-a putut susține o origine alternativă în lipsa unor dovezi, se cunoaște faptul că printre triburile maghiare se aflau și populații de origine iraniană (alană) și turcică. Un studiu din 2015 făcut pe subiecți uzbeci (din Valea Fergana, Taşkent, Horezm, Samarkand, Surhandaria, Karakalpakstan), kazahi (din Provincia Aktobe), mongoli și buriați⁠(en)[traduceți] (din Mongolia) și pe grupuri maghiarofone (maghiarii din Ungaria, secui și ceangăii din Moldova) a estimat un amestec central-asiatic în proporție de 5,1% în rândul maghiarilor din Ungaria, 7,4 la secui și 6,3% la ceangăi, cu unele variații. Într-un alt studiu din 2020 s-a descoperit o apropiere mai mare a ceangăilor cu maghiarii decât cu românii. De asemenea, ceangăilor li s-a găsit și o legătură însemnată cu grupurile etnice turcice central-asiatice și siberiene, ceea ce îi face unici în comparație cu toate celelalte populații din Europa Centrală și de Est investigate în acest studiu.

### Teoria originii maghiare occidentale

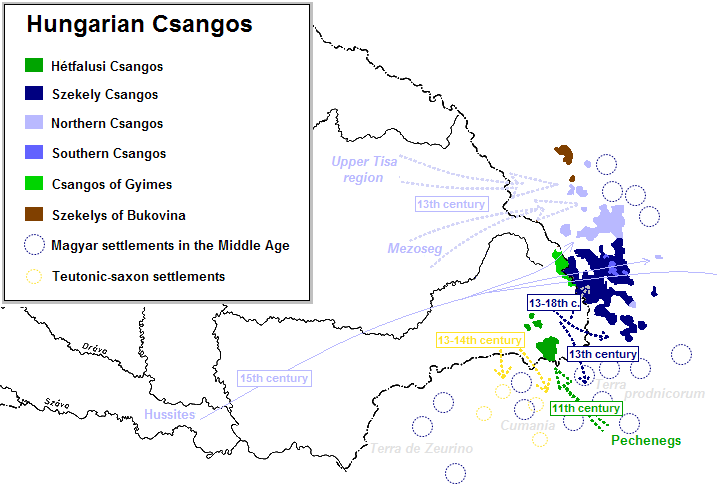
Migrația ceangăilor (grupele de nord, sud și a secuilor), pecenegilor și teutonilor în interiorul și exteriorul Arcului Carpatic în Evul Mediu

În prima jumătate a secolului al XX-lea, cercetătorii maghiari au renunțat la ipotezele emigrării ceangăilor dinspre est, lansând ipoteza migrării în Evul Mediu dinspre vest, după mutarea maghiarilor din Etelköz în Panonia.
Astăzi a devenit un concept general acceptat că maghiarii moldoveni au sosit în actuala lor locație în Evul Mediu nu dinspre est, ci dinspre vest, din Bazinul Carpatic. Rămâne de lămurit de unde au plecat ungurii spre Moldova, istoricii fiind de părere că aceștia ar fi putut veni de pe Valea Someșului și din bazinul Tisei superioare. Cu toate acestea, potrivit unei teorii bazate pe geografia lingvistică, majoritatea ceangăilor ar putea fi o ruptură a unui grup maghiar situat în Câmpia Transilvaniei.
Géza Bakó⁠(hu)[traduceți] a emis ipoteza că ceangăii reprezintă un grup al poporului maghiar care, în decursul secolelor X-XIII a trăit în regiunea apuseană a Ungariei de azi, în zona râului Rába, de unde s-a strămutat în Transilvania în cursul secolului al XII-lea. Trecerea acestora în zona extracarpatică se datorează extinderii puterii maghiare spre est, unde coloniștii cu scop militar au fost amplasați pe liniile vechilor granițe ale Regatului Ungar, râul Olt, Munții Carpații și până pe Valea Siretului, ajungând aici probabil în jurul anului 1230. Nu este exclus nici faptul ca, sub presiunea militară mongolă, elementul maghiar de la est de Carpați să fi revenit în Transilvania, pentru a se reașeza în vestul Moldovei începând cu anii 1330. În timpul în care viitorul teritoriu al Moldovei s-a aflat sub controlul Hoardei de Aur, a apărut drept consecință o scădere demografică. Cu toate acestea, la scurt timp, datorită liniștii relative instaurate în zonă și a interesului noilor autorități pentru o activitate economică susținută, densitatea populației a crescut în perioada următoare. În afară de români, este atestată prezența unei comunități de origine maghiară între râul Siret și Munții Carpați, fiind foarte probabil ca masa de coloniști veniți până la 1241-1242 să se fi întărit la sfârșitul secolului al XIII-lea și începutul celui următor, cu noi valuri de maghiari.
Potrivit lui Bakó, citat de Ioan Marian Țiplic de la Universitatea „Lucian Blaga” din Sibiu, sarcinile privind apărarea granițelor au fost îndeplinite în secolele XI–XII de ceangăi, iar secuii, populație de origine turanică, cel mai probabil kavară, au avut mai târziu atribuții militare grănicerești, fiind inițial fugari din zona Tisei din cauza înăspririi relațiilor de tip feudal în Regatul Ungar incipient. Pentru Bakó, ipoteza este susținută de următoarele argumente: în perioada timpurie a Evului Mediu legăturile feudale dintre Regatul Ungar și populația de secui erau inexistente, iar sarcinile militare nu erau obligatorii; dialectele (de nord și de sud) ale ceangăilor se deosebesc fundamental de cele ale secuilor, dar păstrează puternice similitudini cu limba maghiară veche, vorbită în spațiul apusean al Câmpiei Panonice; faptul că regiunea Rába a fost până la începutul secolului al Xll-lea zonă de graniță. Pe de altă parte, aceste grupuri de populație se aflau concentrate în trei regiuni: linia Oltului, la apus de defileul Racoș, linia Carpaților Orientali și linia Siretului, iar în primele două regiuni ceangăii au apărut în asociație cu pecenegii, ultimii fiind folosiți în cursul secolului al Xll-lea de regalitatea ungară drept populație de graniță.
Antropogeograful Gheorghe I. Năstase a susținut că Regatul Ungariei a colonizat maghiari în grupuri așezate până la cursul mijlociu al râului Siret, în zona gurii de vărsare a Bistriței, creând astfel o frontieră stabilă înaintea întemeierii statului feudal al Moldovei, dar nu mai devreme de sfârșitul secolului XIII. Aceștia fiind susținuți de politica defensivă a Regatului Ungariei, sarcina lor era de a controla și de a apăra granița estică a statului. În acest context, regii maghiari au încercat să exercite controlul militar asupra teritoriilor situate dincolo de graniță, împingându-și punctele de supraveghere, avanposturile și fortificațiile până în dreptul râurilor Nistru și Dunăre. Primele așezări din regiunea de frontieră au apărut cel mai probabil după invazia mongolă din 1241-1242, apoi la începutul secolului al XVI-lea. Radu Rosetti a susținut teoria coloniilor militare, fiind o explicație pentru întemeierea orașelor Bacău și Târgu Trotuș. László Mikecs⁠(hu)[traduceți] a fost de aceeași părere, adăugând informația conform căreia coloniștii catolici din Moldova au fost alungați de invazia mongolă, fiind ulterior înlocuiți de soldați maghiari. El a amintit că Episcopia Cumaniei a fost repopulată în acest fel în 1247 cu ajutorul cavalerilor germani ai Ordinului Ospitalierilor. Această relocare rapidă a fost motivată de politica lui Béla al IV-lea, ce prevedea protecția pasurilor din Carpați. Mikecs a susținut că Béla a recurs la acest lucru pentru a avea o pază militară de-a lungul Siretului, printr-o serie de cetăți amplasate pe văile afluenților de dreapta, Trotuș, Bistrița și Moldova. Înainte de bătălia de la Mohács (1526), maghiarii din Moldova au beneficiat de protecția Regatului Ungar datorită aportului acestora în politica împotriva migratorilor. Nicolae Iorga a contestat ipoteza amplasării unor colonii maghiare, în favoarea originii turcice a acestora.
Primele surse documentare menționează prezența unei comunități etnice maghiare în Moldova încă din secolul al XIII-lea. Prezența unor toponime și hidronime de origine maghiară, grupate în marea lor majoritate în partea de vest a Moldovei, dovedește că printre cei stabiliți la răsărit de Carpații Orientali se găseau și colectivități umane de limbă maghiară. Astfel de nume sunt atestate documentar încă de înainte de mijlocul secolului al XV-lea (Bacău, Bârgăuani, Chiejdi (Cuejd), Cracău, Hindău, Hârlău etc.), iar pentru adoptarea lor de către localnici fiind necesară trecerea mai multor decenii, este probabil ca acestea să fi apărut înainte de întemeierea Moldovei. Odată cu venirea elementelor românești din Transilvania înainte de descălecat, în Moldova s-au stabilit și mici grupuri de sași, unguri și, probabil, secui. Cele mai vechi dovezi despre așezarea populației germane (teutonici) și ungurești (ungari) în sud-vestul Moldovei și nord-estul Munteniei, în cadrul Episcopiei Cumaniei, datează încă din anul 1234. Anterior avuseseră loc pătrunderi ale cavalerilor teutoni dincolo de curbura Carpaților, dar ele nu au lăsat urme durabile în structura etnică a regiunii. Distrugerea Episcopiei Cumaniei prin invazia mongolă de la 1241-1242 și perioada care a urmat ocupării ținuturilor de la nordul gurilor Dunării de către mongoli au dus la plecarea elementelor coloniste venite din Transilvania. După Victor Spinei, ele au revenit, probabil, abia la începutul secolului al XIV-lea, când formațiunile prestatale pe cale de a se întări făceau eforturi pentru a asigura un climat de stabilitate, favorabil dezvoltării meșteșugurilor și comerțului. Migrația este în legătură cu faptul că, în genere, românii de baștină nu dovedeau o înclinare prea pronunțată către meșteșuguri și comerț, astfel că din Evul Mediu aceste activități au rămas în seama străinilor.
Pál Péter Domokos a fost de părere că primii ceangăi au venit în perioada imediat următoare alungării cavalerilor teutoni din Regatul Ungariei în anul 1225. Totuși, Karl Auner a sugerat că aceștia au venit sub protecția cavalerilor teutoni între 1211 și 1225. Preotul Ioan Ferenț a menționat că primele colonii catolice din Moldova au apărut în intervalul amintit de Karl Auner, fiind compuse din sași, unguri și secui. Acesta este de acord că fiind așezate pe teritoriul Cumaniei cucerite de cavalerii teutoni, și dezvoltându-se sub ocrotirea și administrația acestora, coloniile se aflau sub jurisdicția bisericească a decanului din Brașov, încredințat de Sfântul Scaun să aibă în administrație întreaga țară a Teutonilor.
Potrivit lui Dimitrie Cantemir, comunitățile catolice vorbitoare de limbă maghiară au fost aduse de Ștefan cel Mare, în urma victoriei într-o luptă cu Matia Corvin. Contele d'Hauterive⁠(fr)[traduceți], în descrierea sa a Moldovei din anul 1787, și austriacul Rudolf Bergner, într-o carte a sa din 1887, au fost de aceeași părere. Nicolae Iorga era de părere că populația maghiară din Faraoani și alte sate din ținutul Romanului este un rezultat a unei colonizări făcute de Dragoș, Bogdan sau Roman. După Péter Zöld, ceangăii au venit din Transilvania în Moldova în secolul al XV-lea, mai precis în jurul anului 1420, în timpul conducerii lui Sigismund de Luxemburg. Mulți cercetători, mai ales maghiari și români, au contestat ascendența acestora în secolul al XV-lea.
Grupul etnic maghiar s-a stabilit în zona cea mai productivă a celui mai mare râu, Siret, în principal în jurul gurilor de vărsare ale afluenților acestuia (Moldova, Bistrița, Trotuș). Regiunea populată de maghiari era alcătuită din așezări continue din punct de vedere geografic (spre exemplu: între Suceava și Roman, pe teritoriul județului Bacău pe malul drept al râului Siret, pe cursul inferior al râului Trotuș). Chiar și unele orașe au fost așezate în locuri de importanță majoră din punct de vedere economic, comercial, strategic. Urbanizarea și comerțul au luat avânt în Moldova în secolele XIV-XV, mai ales datorită activității germanilor și maghiarilor stabiliți aici. Cu toate acestea, dezvoltarea economică și socială a fost întârziată de condițiile politico-militare nefavorabile încă la sfârșitul secolului al XVI-lea și a fost în cele din urmă stopată ca urmare a campaniilor militare ale invadatorilor din est. Populația acestor orașe a ajuns într-un final să fie asimilată de către cea majoritară, românească. Este de remarcat însă și faptul că, populația maghiară nu a avut același caracteristici social precum cea a germanilor, nefiind o pătrundere urbană cu caracter comercial, ci mai degrabă o infiltrație de populație rurală, din zona secuimii, care printre altele a dat naștere ceangăilor. O situație asemănătoare s-a putut remarca și în fostul județ Săcuieni.
Datorită pustiirilor cauzate de războaie și a altor factori, din anumite zone a dispărut elementul maghiar, rezultând două enclave lingvistice locuite de ceangăi non-secui (ceangăii de nord – zona Romanului și ceangăii de sud – zona Bacăului), zone care se mențin și în prezent în același stadiu. Acestea se caracterizează prin prezența unei limbi maghiare arhaice și a unor elemente culturale vechi.
Începând cu secolul al XV-lea, mai precis din anul 1436, numărul maghiarilor moldoveni a crescut și mai mult prin sosirea ereticilor husiți plecați din zona Szerémség, din sudul Ungariei și din sudul Transilvaniei pentru a scăpa de Inchiziție. Mai târziu, în anii 1480, în conformitate cu notele lui Bandinus, alte valuri de husiți au plecat din zona de frontieră nord-estică a Ungariei și din împrejurimile orașului Bratislava. Nu există date referitoare la numărul lor, dar se presupune că au fost câteva mii. Această presupunere este fundamentată pe un raport scris în anul 1571 de către György Vásári, secretar al episcopului de Kamenyec, care afirma că Mihály Thabuk, vicar de Târgu Trotuș, a convertit aproximativ 2.000 de husiți înapoi la catolicism. Aceștia erau din Huși, Târgu Trotuș, Roman și din 5 sate din jurul Romanului și stătuseră sub confesiunea husită timp de 150 de ani. În acest sens, episcopul a trimis și 12 preoți din Polonia, pentru a-l ajuta pe vicar la păstorirea noilor catolici.
Istoricul Mihail P. Dan a considerat că, emigrarea timpurie a husiților era un rezultat al sentimentelor antihusite manifestate de Sigismund de Luxemburg. În Moldova, aceștia au beneficiat de protecția lui Alexandru cel Bun. Într-o scrisoare din 6 aprilie 1431 a regelui Vladislav Iagello către domnul Alexandru cel Bun, s-a cerut să se pună capăt toleranței husite și să fie extrădat principalul predicator husit pe nume Jacob de Molda, absolvent al Facultății de Drept și Litere a Universității din Praga, stabilit în capitala Baia. Mihail P. Dan a considerat că, în 1432, predicatorul propaga husitismul în coloniile maghiare și săsești din Moldova și era încurajat de domnul Moldovei. Toleranța domnului pentru credința husită este în legătură cu ruperea vasalității față de Regatul Poloniei și alierea cu Marele Ducat al Lituaniei, condus de Švitrigaila⁠(en)[traduceți], și cu Taboriții⁠(en)[traduceți] cehi. Tot istoricul respectiv a afirmat că, în perioada imediat următoare morții lui Alexandru cel Bun, husiții moldoveni au fost nevoiți să-și caute loc de refugiu în Transilvania, însă activitatea desfășurată de inchizitorul Iacob de Marehia⁠(en)[traduceți] a determinat plecarea unor noi valuri de husiți spre Moldova, de origine maghiară și săsească. În 1437 refugiații husiți din Ungaria, aflați sub conducerea lui Tamás Pécsi și Bálint Újlaky, s-au stabilit la Târgu Trotuș, unde au desfășurat și o activitate prozelită evidențiată prin acțiunea de traducere a Sfintei Scripturi în limba maghiară în anul 1440. O copie a traducerii a fost realizată tot la Trotuș în anul 1466 de către György Németi.
Potrivit lui Gábor Lükő⁠(hu)[traduceți], originea maghiară este susținută și de portul popular specific, lipsa căsătoriilor mixte dintre ceangăi și români și de tendința de a se stabili doar în sate exclusiv catolice, și acolo unde exista și o prezență românească, aceștia din urmă trăiau separat la periferiile satelor. Béla Gunda⁠(hu)[traduceți] a menționat, de asemenea, faptul că nu existau căsătorii mixte între comunitățile de ceangăi maghiari și secui din Moldova, pe lângă alte diferențe dintre cele două grupuri în ceea ce privește portul popular sau în practica, aparent dispărută, a endogamiei.

### Teoria originii secuiești

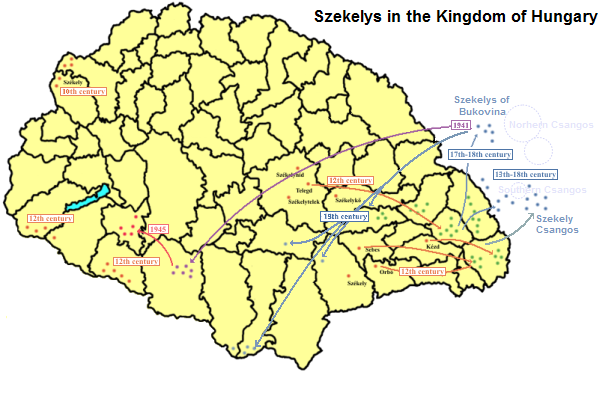
Migrația secuilor pe teritoriul Ungariei și în exteriorul ei.

Pe Valea Trotușului, în zonele din jurul orașelor Târgu Ocna și Onești, prezența catolicilor maghiari a fost atestată începând din Evul Mediu. Toponimele maghiare foarte numeroase din această zonă geografică au fost semnalate prima dată de către istoricul Radu Rosetti, iar după îndrumarea lui, cercetătorii Karl Auner, Nicolae Iorga și Andrei Veress au ajuns, pe baza surselor documentare, la concluzia că, în timpul întemeierii statului Moldova în secolul al XIV-lea, ținutul era populat de o populație maghiară. Pe baza studiului antroponimic asupra locuitorilor, Radu Rosetti și Nicolae Iorga au demonstrat că marea majoritate a populației regiunii Trotușului era de etnie maghiară chiar și în perioada premergătoare înființării statului moldovean. În 1924, Istvan Györffy⁠(hu)[traduceți] a argumentat că granița etnografică a Secuimii în Evul Mediu și în secolele următoare era mai spre est decât granița statală. Ulterior, László Mikecs⁠(hu)[traduceți] a opinat că extinderea spre est a secuilor în secolul al XIII-lea nu s-a oprit la linia Carpaților, ci a ajuns până la cursul râului Siret, iar Gábor Lükő⁠(hu)[traduceți] a indicat coloniile secuiești de pe Valea Trotușului și cele aflate mai la sud de această zonă care sunt de o vechime identică cu coloniile maghiare de origine non-secuiască din nordul Moldovei.
Astfel, populația maghiară veche din această zonă era de origine secuiască, primele colonii nefiind rezultatul emigrărilor secuiești din epoca modernă, ci au luat ființă cu mult timp înainte. Însă, în urma războaielor și a molimelor din secolele XVI–XVII numărul populației maghiare secuiești a scăzut foarte mult, unele localități consemnate în surse documentare din secolul al XVII-lea dispărând. Potrivit Codex Bandinus, scris de Marco Bandini în 1646, în cele 42 de localități catolice din întreaga Moldovă trăiau în total 5.577 de oameni, dintre care numai 516 persoane proveneau din zona Trotușului, potrivit lui László Mikecs. Însă, episcopul misionar nu a luat în considerare unele localități maghiare însemnate din zonă, precum Onești și Dărmănești.
O parte din ceangăi ar putea proveni, din secuii aduși după anul 1400 de boieri pentru a lucra pe moșiile lor. Străinii, în genere de rit catolic, aduși din altă țară de către proprietarii de moșii și de administratorii mănăstirilor închinate pentru a se folosi de munca lor pe un timp determinat, erau scutiți de dări și se numeau liuzi. Termenul este întâlnit în denumirea comunei Luizi-Călugăra.
Începând cu anul 1420 Sigismund de Luxemburg a autorizat ca un număr însemnat de sași și secui să părăsească Transilvania, stabilindu-se în Moldova condusă de Alexandru cel Bun. Inițial au fost împărțiți în nouă parohii aflate sub autoritatea Episcopiei de Bacău, dar parohiile germane au dispărut ori s-au contopit cu cele maghiare, odată cu trecerea timpului. Secuii au rămas cu parohii la Faraoani și Luizi-Călugăra (cu filiale la Bacău și Barați) și Grozești (cu filiale la Târgu Trotuș și Târgu Ocna).
În regiunile sudice ale Moldovei (văile Siret și Trotuș, cu precădere pe teritoriul fostului ținut Trotuș) s-au stabilit încă din Evul Mediu secui proveniți tot din Transilvania, cele mai importante localități de așezare fiind Solonț, Moinești, Băhnășeni, Brusturoasa, Dărmănești, Dofteana, Grozești, Bogdănești, Slănic, Târgu Ocna, Târgu Trotuș, Onești, Berzunți, Valea Rea-Târg, Sănduleni, Tețcani, Nadișa, Bogdana, Căiuți. Apogeul trecerii secuilor în Moldova a fost după Masacrul de la Siculeni din 1764, când generalul Nikolaus von Buccow a încercat să-i încorporeze pe aceștia în nou-createle regimente de grăniceri, acțiune soldată cu opoziția unor săteni și represiuni din partea autorităților.
Preotul Péter Zöld, unul din conducătorii protestelor de la Madefalău (Siculeni), refugiat ulterior în Moldova împreună cu câteva mii de familii de secui din zona Ciucului, a consemnat pentru prima dată termenul de ceangăi, în sintagma ceangăi-maghiari, referindu-se la faptul că locuitorii pe care i-a găsit în Moldova, ei înșiși își spun așa, fără să mai știe nimic despre originea etnonimului respectiv. În această privință trebuie remarcate două aspecte din textele preotului: în primul rând, îi cuprinde sub acest termen atât pe urmașii sașilor maghiarizați, cât și pe cei ai secuilor sau maghiarilor emigrați din Transilvania, cu câteva secole în urmă. Pe de altă parte, face distincția între ceangăi și secuii emigrați în contextul masacrului, astfel că pentru acesta, secuii imigrați de curând erau un grup distinct. Acești secui proveneau din zonele estice ale secuimii: Scaunul Ciucului (Csíkszék, cu scaunele filiale Gheorgheni – Gyergyószék  și Cașin  –Kászonszék) și regiunea celor Trei Scaune (Háromszék). Majoritatea satelor ceangăiești de astăzi, cu caracter secuiesc, au fost înființate în acea perioadă.
Datorită faptului că zona secuimii, subdezvoltată economic, nu dispunea de terenuri agricole suficiente din cauza suprapopulării, în decursul secolului al XlX-lea secuii au continuat să emigreze în satele ceangăiești din Moldova. Între secolul al XIX-lea și secolul al XX-lea emigrația secuilor s-a intensificat, unii dintre aceștia îndreptându-se spre orașele mai însemnate ale Regatului. Dintre cei emigrați în Moldova, un număr mai restrâns erau de religie reformată, însă aceștia au fost în scurt timp asimilați de populația catolică majoritară. În unele sate reformații erau majoritari (Sascut-Sat, Pralea, Vizantea Mănăstirească), însă nici aici locuitorii nu și-au păstrat religia. Credincioșii reformații existenți astăzi în Moldova sunt maghiari proveniți din emigrări recente, nefiind ceangăi.
Când valul de emigrare de la sfârșitul secolului al XVIII-lea a ajuns la punctul culminant, grupuri mari și omogene din punct de vedere etnic și religios de secui s-au stabilit în Moldova în satele Pustiana, Frumoasa, Lespezi, Pârgărești și în împrejurimi: Arini, Vladnic, Luizi-Călugăra etc. Având în vedere faptul că terenurile cele mai bune erau deja ocupate, noii coloniști au trebuit să se limiteze la văile înguste ale râurilor și la zonele denivelate.
Se poate presupune că, în cazul mai multor sate secuii s-au suprapus peste o populație maghiară deja existentă, schimbând semnificativ limba și cultura populară a așezărilor. În mod evident, acest lucru s-a întâmplat în următoarele zone de pe valea Siretului cum ar fi: Gioseni, Luizi-Călugăra, Cleja și Faraoani și probabil în Fundu Răcăciuni și Sascut. Unele sate de-a lungul râului Trotuș și afluenților săi, cum ar fi Oituz, Târgu Trotuș și probabil Onești ar fi putut fi locuite de maghiari mai devreme. Cu toate acestea, datorită influenței secuiești puternice a dispărut dialectul original, iar clasificarea unor astfel de sate conform dialectelor s-a dovedit a fi problematică, pentru cercetătorii care folosesc metodele de geografie lingvistică. De remarcat faptul că ceangăii de nord nu s-au amestecat niciodată cu secuii, ceea ce poate fi explicat prin densitatea mai mare a populației și prin influența culturală puternică a stratului de bază.
Secuii sosiți în grupuri mici, izolate, cei veniți mai târziu (în secolul al XIX-lea) sau eventual proveniți din satele moldovenești existente, s-au stabilit în, sau în jurul comunităților românești deja formate. Probabil că în unele sate a existat simultan o populație mixtă de români-secui. În așezări cum ar fi Gârleni, Lilieci, Solonț, Sârbi, Verșești, Enăchești, Turluianu, Bogata, Dărmănești, Ștefan cel Mare etc. și în cele din lunca Siretului precum Chetriș, Furnicari, Gheorghe Doja, se poate întâlni un amestec de populație ceangăiască-secuiască. Asemenea amestec etnic s-ar putea întâlni și în zone muntoase cum ar fi: Ciugheș, Brusturoasa, Gutinaș, Ferestrău, Vizantea etc. Unele așezări ungurești de mici dimensiuni, sau doar părți din sate se găsesc în apropierea unor localități românești situate în regiuni montane: Cucuieți, Râpa, Lărguța, Strugari, Nesuești, Valea Rea, Berzunți (Butucari), Seaca, Slănic, Cerdac, Capăta, Pralea etc.
Întreaga populație a ceangăilor din Moldova a fost considerată de lingvistul János Steuer ca fiind secuiască, având la bază argumentul asemănării dialectului ceangăiesc cu cel secuiesc. Lingvistul Gábor Szarvas⁠(hu)[traduceți] a considerat totuși, că unele diferențe dialectale justifică ideea că ceangăii și secuii aparțin unor grupuri separate.
Secuii veniți în urma Masacrului de la Siculeni au întărit componenta maghiară a multor comunități catolice din Moldova, împrospătând limba maghiară și aducând obiceiuri de peste munți.

### Teoria originii germane
Germanii, fiind de religie catolică, alături de maghiari, au răspândit împreună cu aceștia catolicismul pe teritoriul Moldovei. László Mikecs⁠(hu)[traduceți] analizând originile germanilor din regiune, a ajuns la concluzia că trebuie urmărite două direcții:
1. Galiția, aflată sub stăpânirea regelui Cazimir al III-lea al Poloniei în secolul al XIV-lea, cucerită ulterior de Marele Ducat al Lituaniei, fiind parțial locuită de coloniști germanici, mulți dintre aceștia ajungând și la Siret și Suceava;[135]
2. Transilvania, de unde probabil sașii au traversat Munții Carpați din mai multe motive: acțiunea de convertire dominicană întreprinsă în secolul al XIII-lea, care a atras sașii de oportunitățile economice ale Moldovei, ducând la înființarea exploatărilor miniere de la Baia și a zonelor viticole de la Cotnari, împreună cu maghiarii. Au existat, de asemenea, comercianți de vite la Bacău, Târgu Trotuș și Iași. În cele din urmă, datorită participării la mișcarea husită, un număr de sași, împreună cu maghiari, au trebuit să părăsească Transilvania.[135]

Péter Zöld a afirmat că prin tradiție orală ceangăii din fostele așezări săsești se știu a fi descendenți ai sașilor, însă datorită amestecului cu maghiarii, fenomen ce a dus la asimilarea lingvistică și culturală a germanilor, aceștia din urmă își spun tot ceangăi-maghiari.
După Constantin C. Giurescu, la Târgu Trotuș au fost semnalați cei mai vechi sași din Moldova, stabiliți înainte de anul 1234. Ulterior, în valurile de husiți din anii 1420 și 1437 refugiați în Moldova datorită Inchiziției, pe lângă maghiari se aflau și sași din zona Slovaciei și Ungariei de Nord. Alte așezări cu element german erau Cotnari, Roman, Târgu Neamț și altele.
Sasul Georg von Reicherstorffer a lăsat o importantă descriere a Moldovei, subliniind că alături de moldoveni trăiesc și un număr „mare de sași catolici risipiți în această țară”. După anul 1562, umanistul Johann Sommer în lucrarea sa privitoare la viața lui Despot Vodă a pomenit de ungurii și sașii din Moldova, care căpătaseră obiceiul să nu mai respecte legământul căsătoriei. De asemenea, a scris despre ordinul pe care domnitorul l-a dat cu privire la construirea unei școli la Cotnari și despre complotul împotriva lui Despot, când oastea ungurească a acestuia a fost ucisă, iar aderenții săi din rândul străinilor (germani, italieni etc.) au fost jefuiți sau uciși.
Despot Vodă s-a implicat în promovarea protestantismului în Moldova, dar fără a intra în conflict direct cu reprezentanții Bisericii Catolice. Ca parte a unui program politic mai complex, acesta a transferat proprietăți catolice în posesia luteranilor. Ulterior, a înființat o școală protestantă în orașul Cotnari, devenit centrul noilor idei religioase în Moldova. A fost ajutat de predicatorul Jan Lusinski, venit în Moldova ca episcop al calviniștilor de aici și de colegul său, Johann Sommer, care s-au convertit ulterior de la calvinism și luteranism la credința unitariană, pe care de altfel au impus-o mai târziu și în congregația moldoveană.
Prima sursă care atestă trecerea catolicilor la ortodoxism este scrisoarea Papei Grigore al IX-lea adresată regelui Ungariei Béla al IV-lea la 14 octombrie 1234, ce arată faptul că germanii și ungurii din Episcopia Cumaniei sunt asimilați de către valahii ortodocși. Maghiarii amintiți erau ceangăi și nu secui, afirmație susținută de Bakó Géza prin faptul că ceangăii apăreau în acte cu denumirea de maghiari, în timp ce secuii nu. Un raport cu autor anonim, trimis de la Sibiu la 11 aprilie 1552, arată intenția voievodului Ștefan al VI-lea Rareș de a converti toți ungurii din Moldova la religia ortodoxă. La porunca lui Despot Vodă, un alt raport a fost redactat la Roman de agentul habsburgic Ioan Belsius către Ferdinand I, pentru a arăta faptul că Alexandru Lăpușneanu a silit toate națiunile Moldovei să se boteze din nou și să urmeze religia ortodoxă. Între anii 1583 și 1586, misionarul iezuit Giulio Mancinelli a relatat faptul că, populația catolică a trecut la ortodoxism din cauza lipsei preoților și că a găsit într-o biserică romano-catolică, preoți și credincioși unguri și germani, de confesiune luterană.

### Teoria originii românești
Teoria originii românești a apărut în diferite scrieri ale unor preoți catolici din Moldova, precum Iosif Petru M. Pal și Ioan Mărtinaș,[D] ceangăii fiind prezentați drept români pe jumătate deznaționalizați, având ca singur semn de alteritate care să-i diferențieze de ceilalți români din Moldova: credința romano-catolică. Inițial teoria a fost un răspuns apărut în perioada interbelică și în timpul celui de Al Doilea Război Mondial, prin care se încerca dezvăluirea unei așa-numite maghiarizări a ceangăilor, cu scopul dovedirii lor ca români autentici. Aceasta avea scopul de a evita ca ceangăii să mai fie vizați de practicile discriminatorii din administrația română și de a fi scutiți de relocarea forțată în Ungaria, aflată în anul 1941 sub guvernul pronazist al lui László Bárdossy. Preoții romano-catolici din Moldova au conceput argumente folosindu-se de toate detaliile relevante, necesare pentru a scoate în evidență identitatea etnică românească, după posibilitățile de la nivelul anilor 1940. S-a încercat inclusiv folosirea noilor practici biopolitice și rasiale. Astfel, Iosif Petru M. Pal a colaborat cu antropologul clujean Petru Râmneanțu, care a publicat un articol și ulterior o carte, bazată pe studii serologice și antropometrice, „dovedind” originea românească a ceangăilor în timpul regimului Ion Antonescu.
În timpul regimului național-comunist al lui Nicolae Ceaușescu, ceangăii au devenit ținta unei politici de asimilare, una dintre strategii fiind susținerea originii românești a acestora prin cartea lui Dumitru Mărtinaș[D] Originea ceangăilor din Moldova, publicată în anul 1985 prin intervenția secției de propagandă. Cooperând cu statul, Episcopia Romano-Catolică de Iași a participat la politica de asimilare. La scrierea acestei cărți a luat parte și Ioan Mărtinaș (născut Tamaș Mărtinaș Gabur), manuscrisul fiind realizat în anul 1963. Acesta a suferit de-a lungul timpului mai multe revizuiri înainte să fie finalizat în anul 1973, la Buzău. Manuscrisul nu a fost publicat la acel moment, deoarece lectorii l-au considerat ca fiind neștiințific și diletant. Ideea manuscrisului a devenit valabilă în cadrul intensificării naționalismului, în 1985, la șase ani după moartea autorului, când asupra documentului de aproximativ 100 de pagini s-au mai adăugat circa 60 de pagini de către istoricii V. M. Ungureanu și Ion Coja. Însă, la publicarea cărții, ca autor a fost menționat doar Dumitru Mărtinaș, cel mai probabil din cauza faptului că fratele său, Ioan, fusese cleric anticomunist cu funcție în statul legionar. Cartea a fost tradusă ulterior în italiană (1987) și engleză (1989) și propagată internațional, exagerându-se valoarea acesteia. Ion Coja a realizat, în 1987, o sinteză a cărții în limba germană. În fapt, lucrările traduse sunt și un răspuns împotriva operei istorice apărută în trei volume Erdély története („Istoria Transilvaniei”), publicată de Béla Köpeczi în 1986. De la acel moment, teoria Mărtinaș a devenit pentru elita intelectuală și politică română o opinie avizată și oficială.
Conform punctului de vedere promovat de către profesorul Dumitru Mărtinaș și de asociația omonimă, strămoșii ceangăilor au fost români din sud-estul Transilvaniei, secuizați parțial sau complet în Transilvania și ulterior refugiați în Moldova. În sprijinul acestei teorii se menționează faptul că ceangăii sunt bilingvi, vorbesc defectuos limba maghiară,[E] aflată pe cale de dispariție și folosesc un grai specific transilvănean,[F] ce constituie dovada peremptorie a originii românești. De asemenea, se amintește că au un port popular românesc.
Dumitru Mărtinaș a menționat faptul că vechea populație maghiară și săsească de religie romano-catolică a dispărut de-a lungul timpului prin asimilarea în timp a acesteia de către populația românească. La acest proces s-au adăugat convertirile la husitism, luteranism și ortodoxie, astfel că la sfârșitul secolului al XVII-lea catolicismul a dispărut aproape complet în Moldova. Ulterior, după câteva perioade de invazii turcești și tătărești, secete, foamete și epidemii, Moldova a fost pustiită. Locuitorii catolici care au supraviețuit au plecat în Transilvania și nu s-au mai întors. În sprijinul acestei idei sunt citați episcopul Petru Parčevič, conform căruia în Moldova n-a rămas nici a treia parte din locuitorii de pe timpul lui Vasile Lupu, precum și Vito Piluzio, potrivit căruia locuitorii unor așezări catolice erau fugiți cu toții. Ulterior autorul a remarcat o creștere a populației catolice în Moldova în a doua jumătate a secolului al XVIII-lea, creștere pe care a explicat-o ca fiind datorată unei noi stratificații de populație, a ceangăilor de origine românească numiți ungureni, veniți din Transilvania. Motivul pentru care aceștia au plecat s-a datorat serviciului militar obligatoriu impus de autoritățile austriece.
Nu există dovezi care să sugereze că maghiarii stabiliți în Evul Mediu pe Valea Siretului în jurul Romanului și Bacăului au dispărut sau s-au dispersat integral, deși se poate spune că răspândirea teritorială a așezărilor maghiare de pe teritoriul Moldovei, de la Carpați la Prut și Nistru, s-a redus dramatic. Izvoarele istorice din secolul al XV-lea și până în prezent indică o prezență maghiară continuă în zonă, sporită de noi valuri din Regatul Ungariei, dar redusă de război, boli și asimilare. Potrivit mai multor rapoarte ale unor vizitatori, printre care cel al episcopului de Bacău Marian Kurski din 5 februarie 1659 al misionarului franciscan conventual Bernardino Silvestri scris la Roma la 28 iunie 1697, al lui Giovanni Francesco Bossi scris la Iași la 8 decembrie 1727 și al altora, populația catolică fiind refugiată în păduri, o parte din aceasta nu s-a mai restabilit în locuri atât de expuse invaziilor.
Din alte surse se cunoaște faptul că mulți români din Transilvania au imigrat în Moldova pe parcursul secolului al XVIII-lea, însă majoritatea românilor care au emigrat erau de confesiune ortodoxă și greco-catolică. Încă nu există în istoriografia română un studiu documentat despre ponderea religiei romano-catolice între românii ardeleni în secolul al XVIII-lea. De aceea, potrivit istoricului Marius Diaconescu, orice afirmație că emigranții ardeleni care au ridicat numărul enoriașilor catolici și al parohiilor din Moldova ar fi fost de origine românească este nefondată. Misionarul Giovanni Hrisostomo dei Giovanni a consemnat în 1762 că în ultimele două decenii a crescut numărul catolicilor din Moldova prin dezertorii și fugarii veniți din Ungaria, Polonia și Transilvania. Un alt misionar, Giovanni Bartolomeo Frontali, a remarcat în aceeași perioadă valul de emigranți din Ungaria și Transilvania. Giuseppe Maria Cambioli, prefectul misiunii moldovenești în anul 1763, a surprins valul mare de emigranți începând cu 1756, precum și pe cel din anul în care a redactat acest raport către Congregatio de Propaganda Fide. În perioada înființării regimentelor secuiești de graniță au imigrat în Moldova câteva mii de familii de secui, dintre care doar o parte s-au întors după grațiere. O altă parte a secuilor au fost colonizați după 1775 în câteva sate din Bucovina, iar restul au rămas în Moldova. Acești secui au întărit componenta maghiară a multor comunități catolice din Moldova, împrospătând limba maghiară și aducând obiceiuri din Bazinul Carpatic. Potrivit aceluiași istoric, trebuie admis faptul că printre secui se aflau și români secuizați de-a lungul secolelor, însă orice absolutizare trebuie exclusă din cercetarea istorică.
În sprijinul afirmației că ceangăii sunt bilingvi este citat preotul Péter Zöld, pentru Mărtinaș constituind o dovadă a originii române a acestora. Însă afirmația preotului nu trebuie absolutizată și generalizată, potrivit lui Marius Diaconescu. Preotul sublinia în două scrisori diferite că unii credincioși întâmpinau dificultăți la spovedanie din cauză că misionarii italieni nu cunoșteau limba maghiară. Potrivit lui Marius Diaconescu, nu toți catolicii moldoveni puteau să se exprime corect în limba română, iar pe de altă parte au existat și catolici care nu cunoșteau deloc sau cunoșteau foarte puțin limba maghiară. Aceste diferențe nu pot fi absolutizate, ci trebuie acceptată diversitatea. În aceeași perioadă, un preot maghiar din Oituz, Pater Paulus Hoch, a relatat că mulți credincioși din Moldova veneau la el să se spovedească datorită faptului că știau doar limba maghiară. Bilingvismul și necesitatea cunoașterii limbii maghiare de către preoți au fost relevate chiar și de misionarii italieni precum Giovanni Hrisostomo dei Giovanni. Acesta a consemnat în anul 1762, în aceeași perioadă în care Péter Zöld era stabilit în Moldova, că era obiceiul ca în toate bisericile unde nu rezidau misionari să funcționeze un dascăl sau învățător. Acesta „trebuie să cunoască limba maghiară și latină”, iar slujba lui „este de a preda catehismul, de a rosti diferite rugăciuni, de a cânta la liturghiile solemne și la alte slujbe bisericești”. Același misionar a afirmat că „nu se folosește altă limbă decât cea moldovenească, numai doar pentru predarea învățăturii creștine în unele sate de unguri, se folosește graiul maghiar”. Misionarul a făcut aceste constatări în urma unor vizite în toate satele catolice din Moldova.
În 1743 Francescantonio Manzi, după o experiență de 23 de ani în misiunea din Moldova, a raportat la Congregatio de Propaganda Fide că trebuia să fie cunoscută limba moldovenească pentru a fi înțeles de locuitorii țării, iar misionarul „mai trebuie apoi să știe limba maghiară, pentru că cea mai mare parte din catolicii care locuiesc în acea țară sunt unguri și obișnuiesc să își spună rugăciunile în limba maghiară”. Manzi s-a întors în Italia și nu a fost implicat în scandalul provocat de iezuiții maghiari în Moldova. În schimb, prefectul Giovanni Maria Ausilia s-a pronunțat în anul 1745, în perioada conflictului cu iezuiții maghiari, împotriva limbii maghiare: „limba absolut necesară pentru ca misionarii să poată fi înțeleși este cea românească sau moldovenească; nu e nevoie de cea ungurească, deoarece ungurii din această provincie, fiind născuți în Moldova, învață mai întâi limba țării... și apoi întâmplător pe cea ungurească”. În acest caz Ausilio a luptat împotriva iezuiților maghiari, în context dat fiind direct interesat să minimalizeze importanța limbii maghiare, principalul argument invocat de preoții maghiari.
Teoria lui Dumitru Mărtinaș are ca fundament lucrări mai vechi pseudoștiințifice din timpul regimului totalitar din Al Doilea Război Mondial (Pal, 1941, Râmneanțu, 1943 și 1944), fiind vorba de o concepție anacronică și nefondată din punct de vedere istoric, lingvistic și etnografic. Cu toate acestea, structura ei, potrivit unei logici interne, induce impresia de coerență, bazându-se pe o structură de motivații și pe o metodologie selectivă cu scopul negării caracterului maghiar al limbii vorbite și a originii ceangăilor. Indiferent în ce mod este abordat conținutul cărții, acesta se dovedește a fi eronat, amestecând adevăruri, jumătăți de adevăruri și falsuri. Dumitru Mărtinaș și-a bazat argumentele în principal pe date lingvistice, deși nu era în măsură să o facă atât timp cât nu cunoștea limba maghiară și nu deținea acces la studii fundamentale. El a lăsat problemele istorice și etnografice altor experți. Documentele istorice, toponimia, dovezile etnografice și arheologice indică faptul că ceangăii au trăit în Moldova și mai înainte de secolul al XVII-lea. În „Codex Bandinus”, scris în anul 1646 de episcopul Marcus Bandinus, sunt amintite așezări conservate cu element maghiar de proveniență anterioară acestei date precum Grozești, Târgu Trotuș, Faraoani, Valea Seacă, Trebeș, Tămășeni, Adjudeni, Răchiteni, Tescani, Săbăoani, Hârlău, Cotnari, Huși și probabil Bacău și Roman. În acestea se aflau și sași, care însă erau mai puțin numeroși. Mai mult decât atât, dialectul lor dezvăluie trăsături arhaice pierdute în limba maghiară literară curentă, dialect menținut până în prezent cu toate că au trăit timp de secole între români vorbitori de limbă română.
Adepții teoriei originii românești folosesc surse istorice (rapoarte ale misionarilor, jurnale de călătorie etc.) prin care se încearcă atestarea limbii române în rândul ceangăilor. Cea mai citată lucrare este cea a preotului Péter Zöld, în care acesta remarcă pronunția siflantă (consoana s în loc de ș): „Înțeleg la fel de bine limba valahă și cea maghiară, folosesc corect ambele limbi, numai că limba maghiară o pronunță clar, dar sâsâit.” În continuare, acest fenomen lingvistic este răstălmăcit de adepți prin a se afirma că, ceangăii fiind români maghiarizați, folosesc anevoios limba maghiară. Însă Zöld a remarcat faptul că ceangăii ce trăiesc de secole în Moldova vorbesc limba statului, iar maghiara o pronunță în mod tradițional siflant (în textul latin original multo blesius). în opinia lui János Szőcs⁠(hu)[traduceți], aproape toate constatările lui Péter Zöld au fost răstălmăcite de către Dumitru Mărtinaș. Szőcs ulterior a atras atenția că românii din zona Ciuc, Voșlăbeni, Subcetate, Sărmaș, Livezi și Ghimeș nu vorbesc limba română sâsâit și se mai cunoaște faptul că la 1786 aceștia foloseau și limba maghiară, dar nu îi consideră nimeni a fi de origine maghiară pe baza acestui fapt.
Un alt argument al adepților, de ordin lexical, este existența în vocabularul ceangăilor de limbă maghiară și în a celor de limbă română a cuvântului lér (lérike), respectiv ler (lerule), provenit din latinescul levir. În privința acestui argument, lingvistul László Murádin⁠(hu)[traduceți] și-a exprimat nedumerirea privitoare la cazul unic întâlnit în lingvistică și anume că teoria originii unei etnii este pusă pe seama unui singur cuvânt. Etimologia cuvântului lér - rér este cea de „soțul surorii mai în vârstă” și a fost interpretată în lingvistica maghiară de către lingviștii Dezső Pais⁠(hu)[traduceți] (1943) și Réka J. Lőrinczi⁠(hu)[traduceți] (1980) ca fiind un cuvânt pătruns în dialectele limbii maghiare din vocabularul bisericesc latin medieval (levir). Deci, existența cuvântului ler în vocabularul ceangăilor vorbitori de limbă română se datorează împrumutului din vocabularul liturgic. Însă, potrivit lingvistului Sándor N. Szilágyi⁠(hu)[traduceți], sensul de „soțul unei surori mai mari” nu poate fi explicat pe baza latinescului levir, deoarece nici latina, nici româna nu au avut niciodată o asemenea categorisire în funcție de vârstă. Existența termenului în limba maghiară poate fi datată istoric și acesta este prezent în mai multe dialecte, având un sens inexistent în latină și română și potrivindu-se cu o structură istorică a termenilor de rudenie maghiari, unde se face diferențierea între surorile și frații mai tineri sau mai în vârstă (öcs – „frate mai tânăr” bátya – „frate mai vârstnic”; húg – „sora mai mică” néne – „sora mai vârstnică”). Această apoziționare se observă și în cazul perechii süv – lér (rér), primul fiind un cuvânt din limba maghiară arhaică, în dialectul ceangăiesc și în alte dialecte arhaice maghiare însemnând „soțul surorii mai mici”, iar cel de-al doilea „soțul surorii mai vârstnice”.
Prin studiul etnografic, punctul de vedere naționalist românesc remarcă arhaicitatea și esența pur românească, imitând parțial studiul etnografic maghiar care a subliniat arhaicitatea culturii maghiare ceangăiești, dar continuând în același timp să se împotrivească construcției etnice posibile a ceangăilor.
În pofida popularității sale în țară, teoria nu a câștigat recunoașterea academică internațională atât timp cât există dovezi istorice, toponime și nume proprii care atestă o prezență maghiară în Moldova.
Asimilarea populației românești ortodoxe de limbă maternă română de către populația maghiară romano-catolică ar putea fi semnificativ mai mic proporțional decât cea a asimilării populației maghiare de către români. Cu toate acestea, numele de familie românești care se găsesc în satele catolice atrag atenția asupra existenței unui asemenea proces. De regulă, diferențierea românilor față de restul ceangăilor se face prin utilizarea termenului „ungurean”. În schimb, pe văile Oituzului și Cașinului se remarcă și populația mocănească, stabilită aproximativ în secolul al XIX-lea.

## Grupurile ceangăiești

### Ceangăii din Moldova
Radu Rosetti i-a împărțit pe maghiarii catolici din Moldova în două grupuri: în ceangăi și în secui. Aceste grupuri erau delimitate geografic și erau deosebite prin grai și caracter. După treizeci de ani de la concluziile lui Rosetti, Gheorghe I. Năstase a analizat situația după criterii istorice, geografice, lingvistice și antropologice, și a împărțit maghiarii din Moldova tot în două grupuri, ceangăi și secui. Dar, a ajuns la concluzia că termenul ceangău, în sens istoric, nu se mai suprapune cu termenul ceangău, în sens geografico-lingvistic.
În urma unei cercetări etnografice și lingvistice, cercetătorul maghiar Gábor Lükő⁠(hu)[traduceți] a împărțit ceangăii moldoveni în două grupe: de nord și de sud. Conform acestuia, grupul nordic cuprinde zona teritorială din jurul Romanului și mai spre sud, din jurul Bacăului, amestecându-se cu zona satelor catolice din regiunea Siretului și a Trotușului. Potrivit lui Lükő, cei din această subpopulație și-au asumat denumirea de ceangău la data cercetărilor întreprinse în deceniul al treilea al secolului al XX-lea. Pe de altă parte, Lükő a afirmat că, populația catolică din grupul sudic nu și-a asumat denumirea de ceangău, ci pe cea de secui, ca urmare a legăturii etnografice și lingvistice cu secuii din sud-estul Transilvaniei. Cercetătorul⁠ a ajuns la concluzia că, grupul nordic al ceangăilor este grupul maghiar cel mai vechi care era prezent în Moldova. În susținerea afirmației, Lükő a opinat că reprezentanții respectivului grup sunt apropiați din punct de vedere etnografic de maghiarii din bazinul Someșului, iar cei din zona Siretului și a Trotușului au legături cu cei din secuime.
Cea mai puternică comunitate de ceangăi secui este cea din Pustiana (Pusztina), unde există și o casă comunitară („casa maghiară”) și unul dintre cele două sedii al Asociației Maghiarilor Ceangăi din Moldova (AMCM). Aici funcționează și Asociația „Sfântul Ștefan al Ungariei” (patronul bisericii din sat fiind Sfântul Ștefan).
În ultima vreme, în terminologia românească se înțelege doar ramura din Moldova a ceangăilor. Aceștia se disting prin particularități lingvistice (limba maghiară arhaică), etnie distinctă și prin bogăția de tradiții vechi, artă populară și cultură. Ceangăii din Moldova (în maghiară: moldvai csángók) trăiesc pe văile Trotușului, Tazlăului, Siretului, Bistriței și în zona Podișului Moldovei pe teritoriul județelor Bacău, Botoșani, Iași, Neamț, Vaslui și Vrancea. La rândul lor, aceștia se împart în ceangăii de nord – zona Romanului și ceangăii de sud – zona Bacăului, fiind două enclave ce se caracterizează prin prezența unei limbi maghiare arhaice și a unor elemente culturale vechi.
Din punct de vedere al conștiinței naționale, ceangăii din Moldova nu au avut contact cu Iluminismul și reformismul maghiar din secolele XVIII-XIX și nici nu au păstrat relații cu Ungaria. De asemenea, nu au dezvoltat o elită locală, iar din memoria colectivă lipsesc evenimente decisive precum Revoluția Maghiară din 1848, care au determinat evoluția identității maghiare moderne. Astfel, nu a existat un interes pentru aceștia din partea Ungariei. Ceangăii nu au avut contact nici cu reforma limbii maghiare literare. Unii dintre aceștia încă posedă un model de identitate pre-național, bazat doar pe afilierea lor la religia romano-catolică.
În același timp forța tradiției orale scade în mod constant, iar menținerea culturii specifice acestora este tot mai dificilă. În schimb, în instituțiile laice și religioase se poate afirma că sunt promovate locurile, simbolurile și personalitățile istoriei naționale a românilor.
Nu trebuie confundați cu secuii din Bucovina, o populație maghiară care a trăit în județul Suceava între 1777 și 1940, și dintre care o parte au ajuns în Deva, fiind numiți în mod eronat, ceangăi.

Ceangăi din Moldova
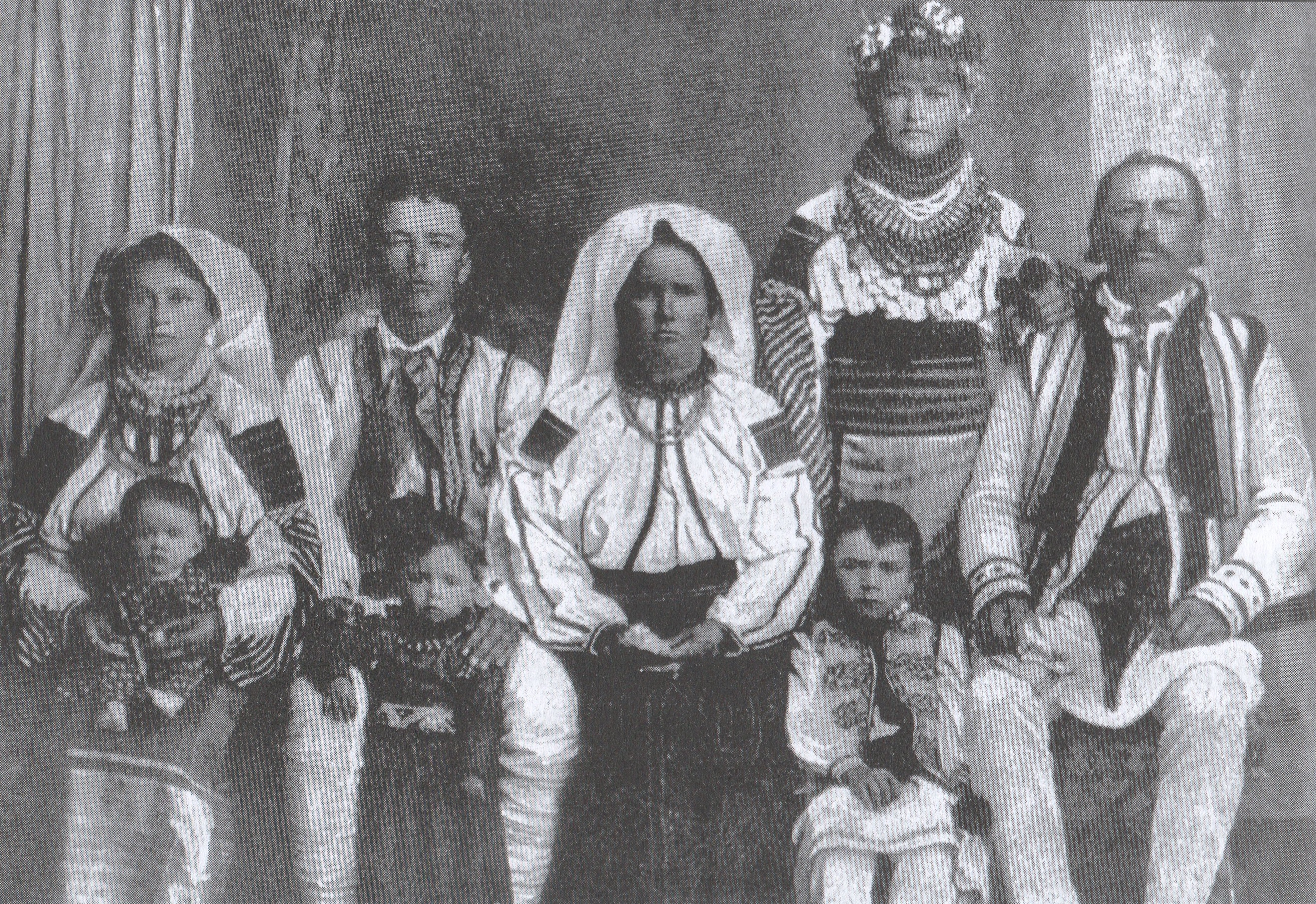
Familie din Săbăoani, Neamț
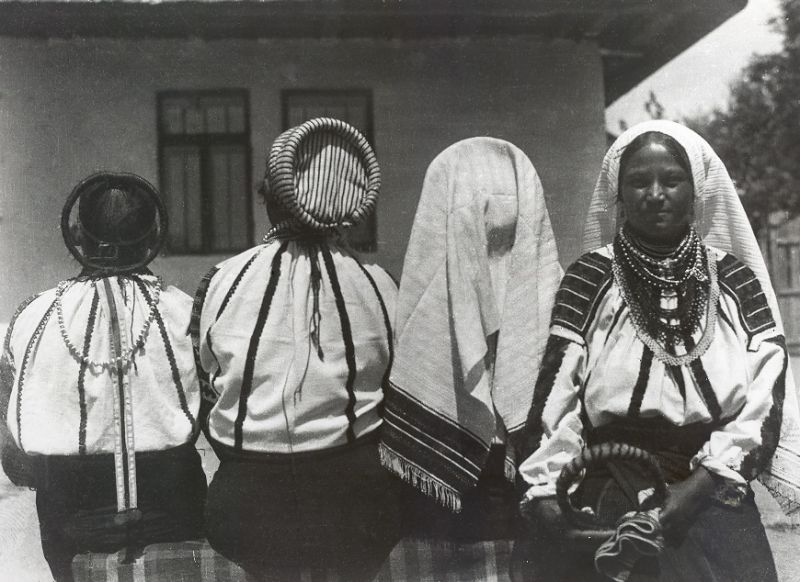
Galbeni, Bacău
Cleja, Bacău, fotografie realizată de Sándor Veress⁠(en)[traduceți]
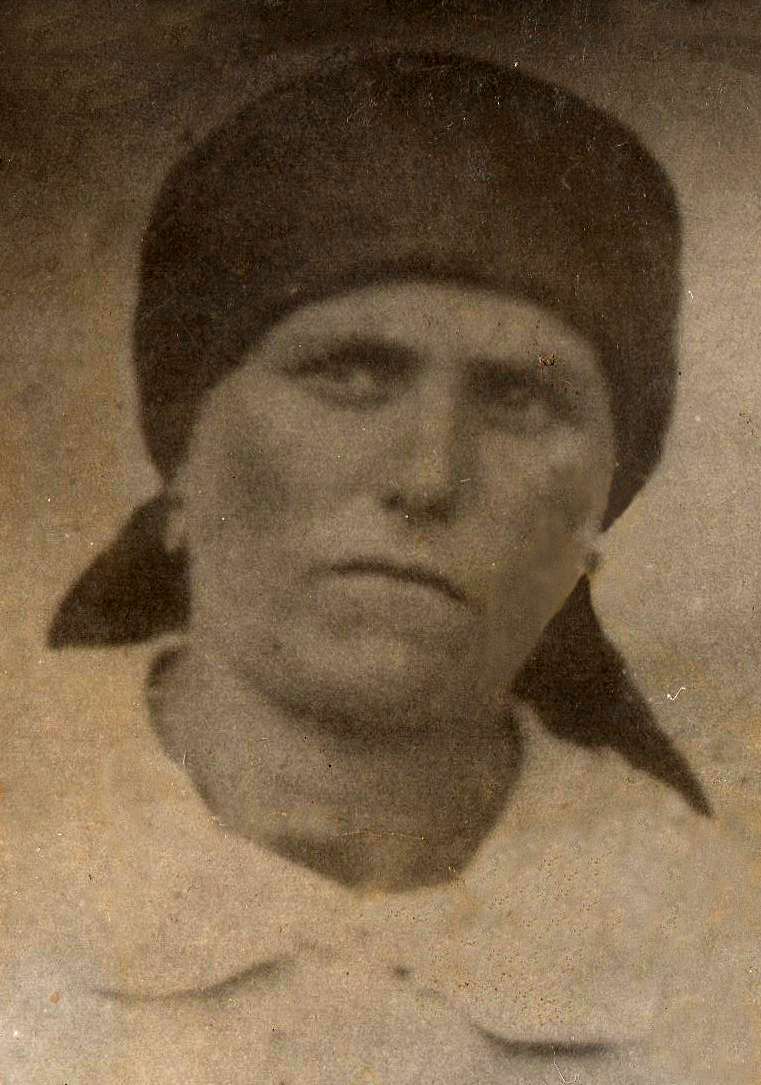
Târgu Trotuș, Bacău
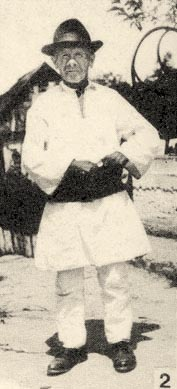
Somușca
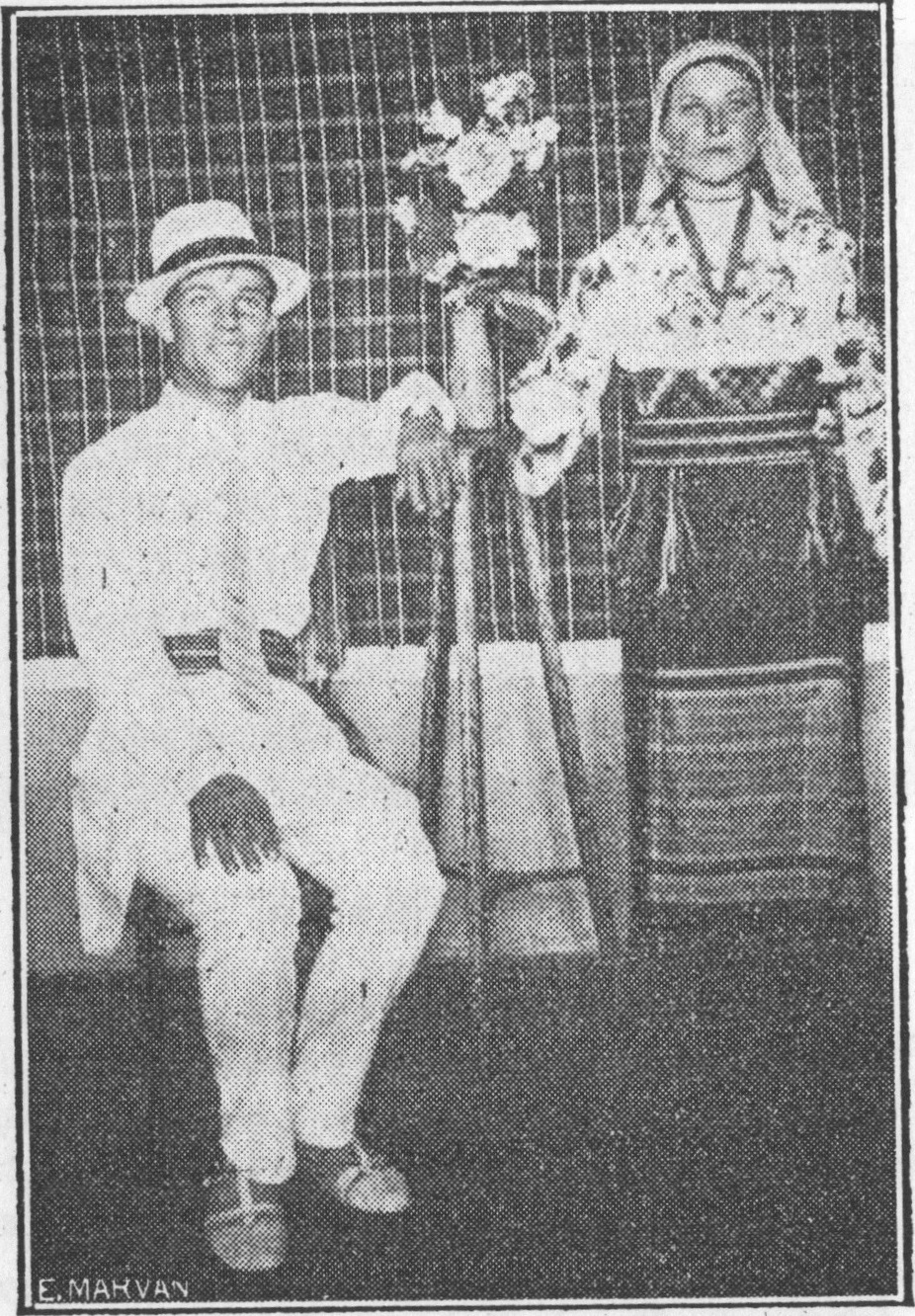
Săbăoani

### Ceangăii din Ghimeș
Ceangăii ghimeșeni (în maghiară: gyimesi csángók) trăiesc în Munții Ciucului și în valea Trotușului în trei comune (alcătuite din 21 localități), dintre care două (respectiv 15 sate) se află în județul Harghita și una (alcătuită din 6 sate) se află în județul Bacău. Cele trei comune ale ceangăilor ghimeșeni sunt: Ghimeș-Făget (Gyimesbükk), Lunca de Sus (Gyimesfelsőlok) și Lunca de Jos (Gyimesközéplok). Ceangăii ghimeșeni provin din imigranții secui din zona Ciucului, plus alții proveniți din sate maghiare și românești din Moldova, în timpul secolelor al XVII-lea și al XVIII-lea. Aceștia se ocupă astăzi în principal cu creșterea vitelor și cu silvicultura. În cultura lor populară, ceangăii de aici păstrează un strat străvechi al culturii rurale secuiești. Potrivit lui Géza Bakó⁠(hu)[traduceți], acest grup provine din zona Ciucului de Sus.
Dialectul ceangău ghimeșean este o variantă al dialectului secuiesc din zona Ciucului. Ghimeș-Făget este singura comună din județul Bacău unde există școli cu predare în limba maghiară. Deși în timpul regimului comunist predarea în limba maghiară era interzisă și aici, după 1990 pedagogii maghiari au reușit să reînființeze clasele maghiare, iar mai târziu și școala maghiară. Totuși, în ciuda faptului că 60 % dintre localnici se declară maghiari, doar 20 % dintre copii învățau după 1990 în clasele cu limbă de predare maghiară.
Comuna Ghimeș-Făget era până în anul 2019 singura comună din județul Bacău (și din toate județele moldovenești), unde în bisericile romano-catolice se celebra (și) în limba maghiară slujba, deoarece comunitatea aparține la Arhidieceza de Alba Iulia, în cadrul căreia fiecare naționalitate are posibilitatea să participe la slujba celebrată în limba maternă.

Ceangăi din zona Ghimeșului
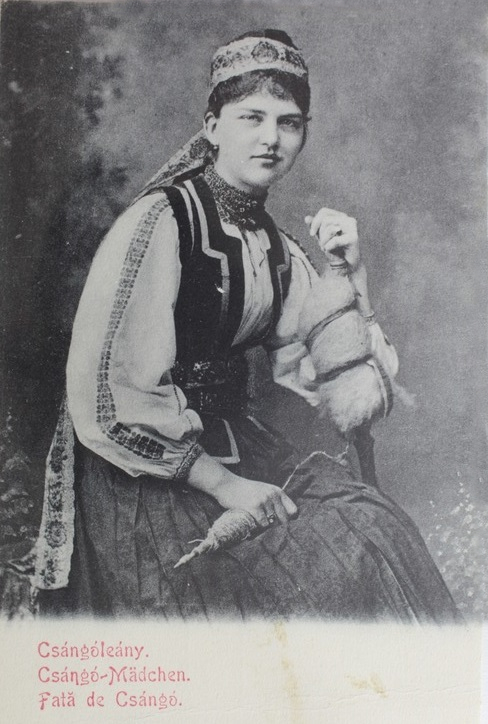
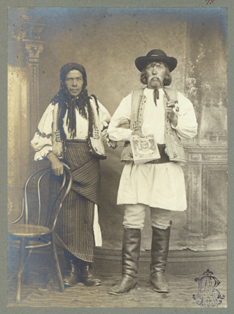
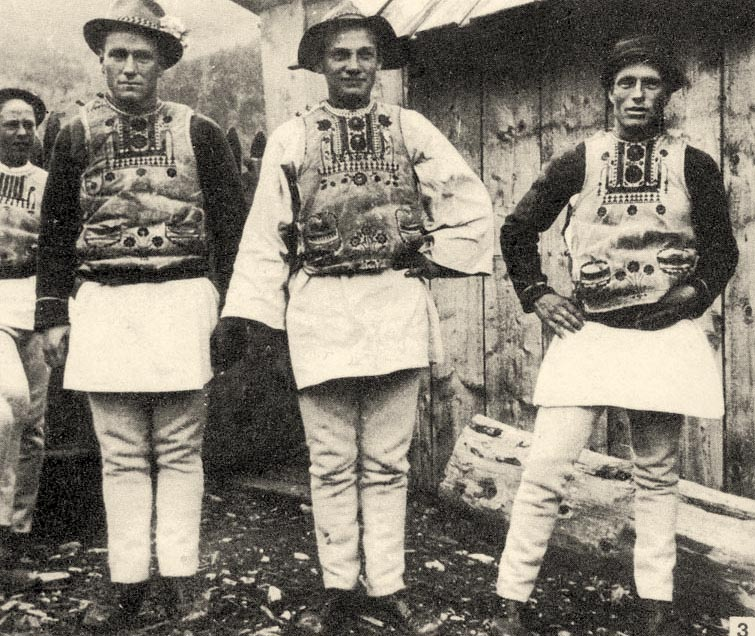

### Ceangăii din Țara Bârsei
Ceangăii din fostele Șapte Sate (Baciu, Turcheș, Cernatu și Satulung – incluse azi municipiul Săcele și comuna Tărlungeni – cu satele Tărlungeni, Purcăreni și Zizin), din Țara Bârsei (în maghiară: hétfalusi csángók) trăiesc în județul Brașov. Se presupune ar fi descendenții unor diferite grupuri secuiești, în timp ce unii cercetători exclud originea secuiască a acestora. Aceștia se identifică drept maghiari, și sunt identificați de alții, cum ar fi de secuii locali, drept ceangăi.
Pe lângă cele două grupuri (din Săcele și Tărlungeni) care au supraviețuit, în trecut au mai existat alte trei grupuri ceangăiești care au fost asimilate de secui, lăsând o moștenire dialectală în graiul acestora. Primul grup era așezat în cotitura Oltului, în special în localitățile Hălmeag, Jimbor și Racoșul de Jos. Al doilea grup era situat la sud-vest de Târgu Secuiesc, pe teritoriul fostelor scaune Orbai (Orbaiszék) și Chizd (Kézdiszék), iar al treilea grup era așezat în mijlocul Ciucului, unde elementele dialectale ceangăiești au fost semnalate în 13 localități.
După Géza Bakó⁠(hu)[traduceți], cele cinci grupuri aveau un dialect ceangăiesc comun, ceea ce dovedește că au o origine comună. În trecut, membrii acestor grupuri au locuit împreună cu poporul maghiar pe teritoriul de azi al Ungariei în regiunea râurilor Rába și Répce, unde erau grăniceri împreună cu pecenegii până la începutul secolului al XII-lea. După aceea, au apărut tot ca paznici ai granițelor situate în estul Regatului Ungariei, prima dată pe linia Oltului și după aceea pe linia Carpaților Orientali, în ambele zone împreună tot cu pecenegii și în final, pe linia Siretului. Argumentele aduse sunt în primul rând de ordin lingvistic, dar și istoric. Bisericile catolice de la Hălmeag, precum și cele de pe vechiul teritoriu ceangăiesc din sudul râului râul Negru (Ghelința etc.) au fost construite înainte de invazia mongolă din 1241-1242, de către ceangăi. O altă teorie este că sunt urmașii supraviețuitori ai grănicerilor pecenegi.
În timpul Evului Mediu, ceangăii s-au stabilit în Șapte Sate ca soldați pentru sașii înstăriți din Brașov. Ulterior, populația a fost convertită religios în mod forțat de la catolicism la luteranism, după cercetătorul Erdmann D. Beynon, în scopul de a-i germaniza, însă aceștia și-au păstrat cultura maghiară. Același cercetător estima numărul lor la 12.000 de oameni (1927), menționând că existența acestora nu părea să fie amenințată, spre deosebire de alte cazuri de grupuri etnice izolate din Ungaria.
În anul 1900 au plecat, din cauza sărăciei, 446 de ceangăi care s-au stabilit în București, devenind meșteșugari și meseriași calificați (zidari și brutari). Mulți au devenit birjari sau proprietari de trăsuri și cai. Doar cei mai săraci lucrau la grajduri și își puneau și copiii să lucreze, fie vânzând cornuri sau covrigi, fie pe post de curieri la birturi. Ceangăii stabiliți în București, majoritatea în cartierele Tei și Filantropia, au devenit mai înstăriți decât secuii, deținând case, grădini, pământ și bani. La începutul secolului al XX-lea existau 1.370 de vizitii în București, dintre care 500 erau ceangăi. La intrarea României în Primul Război Mondial, ceangăilor li s-au rechiziționat caii.

Ceangăii din Țara Bârsei aparțin Bisericii Evanghelice-Luterane din România (Sinodo-Prezbiteriană).

Ceangăi din Țara Bârsei
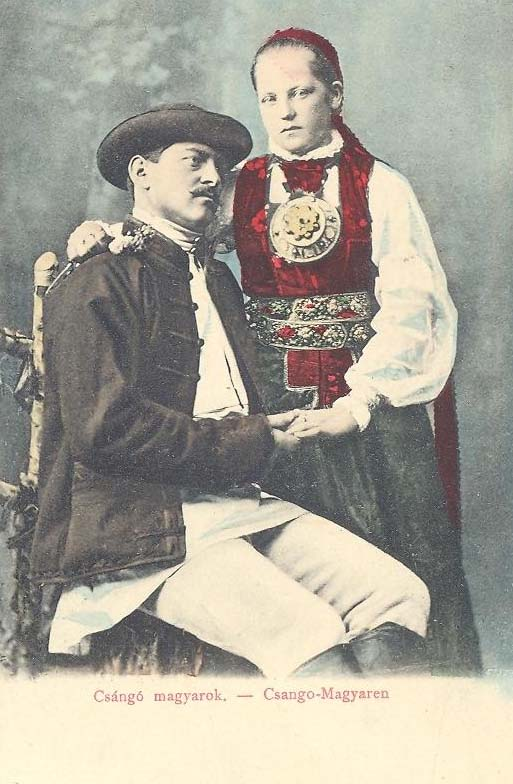
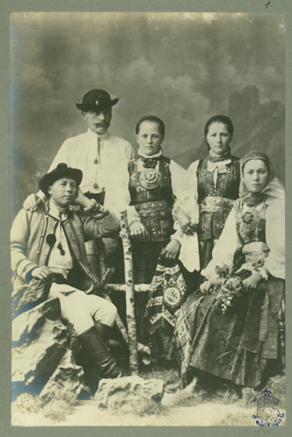
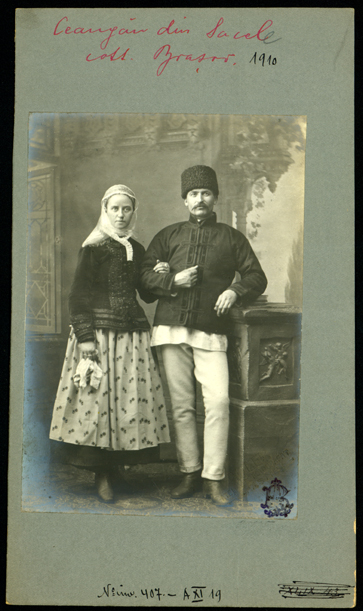
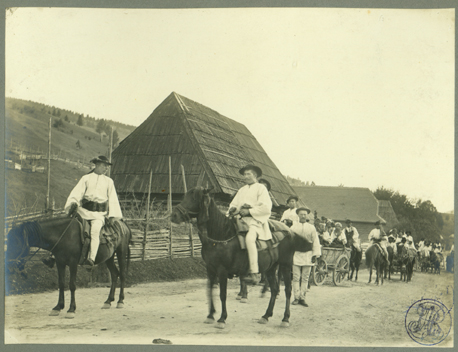

### Ceangăii din Dobrogea
Comunități de ceangăi s-au stabilit și în alte județe din țară, precum Constanța și Tulcea. Cei din județul Constanța sunt descendenții militarilor originari din Luizi-Călugăra, Bacău, care au luptat în Primul Război Mondial și care au primit pământ în Dobrogea. Aceștia locuiesc în satul Oituz din județul Constanța, înființat în anul 1923.
La întemeierea satului, au fost ajutați de comunitatea de germani dobrogeni din comuna Mihail Kogălniceanu.
Acești ceangăi aparțin Bisericii Romano-Catolice din România, având parohie proprie din anul 1991. Înainte, aparțineau de parohia din Mihail Kogălniceanu.

## Demografia

### Date actuale

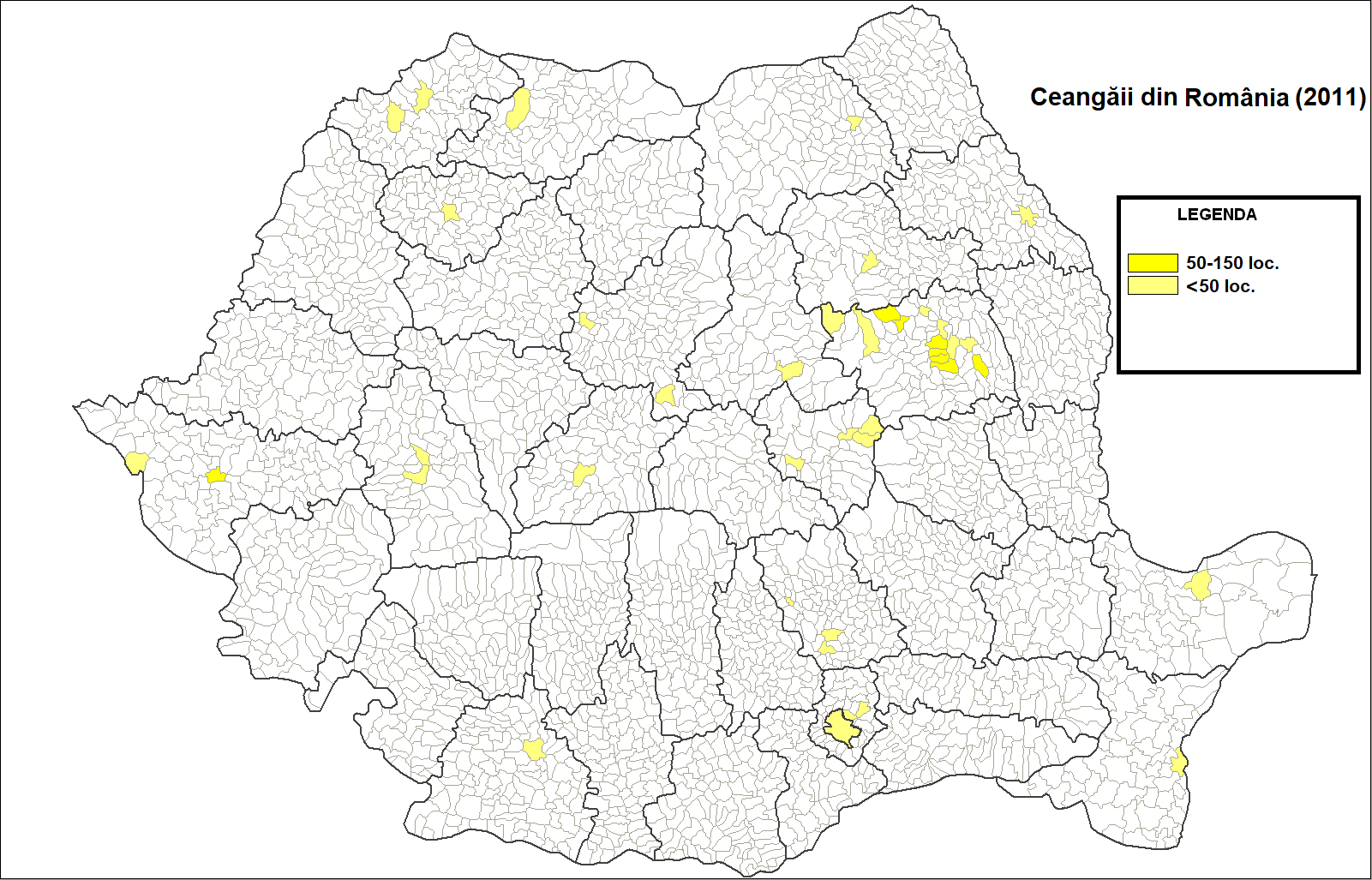
Ceangăii declarați în România în anul 2011

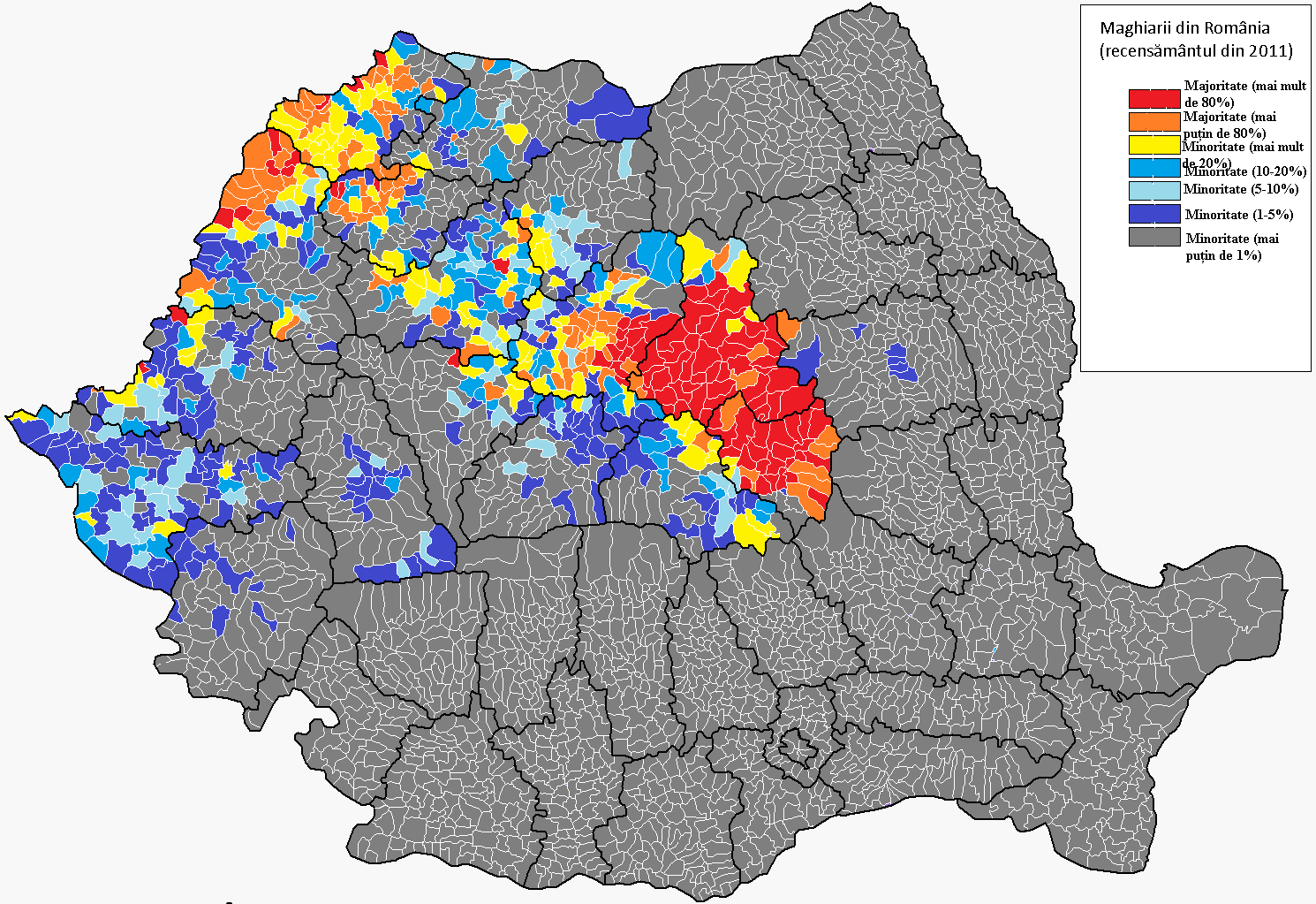
Maghiarii declarați în România în anul 2011, județul Bacău având 4.528 persoane (0,64%)

Din punct de vedere al clasificării populației, cercetătorul Vilmos Tánczos îi descrie drept o minoritate etnică și religioasă.
Ceangăii au fost menționați pentru prima dată ca etnie separată în cadrul recensământului din 1992, când s-au declarat ceangăi 2.165 de respondenți. La recensământului din 2002 au existat 1.370 de respondenți, iar la recensământului din 2011, numărul ceangăilor a fost de 1.536. Pe județe, repartiția acestora în 2011 era următoarea: Bacău – 829, Timiș – 151, Covasna – 83, București – 46, Brașov – 41, Prahova – 37, Constanța – 35, Satu Mare – 31, Harghita – 30, Ilfov – 22, Arad – 19, Hunedoara – 18, Tulcea – 17, Cluj – 16, Dolj – 16, Alba – 14, Sălaj – 13, Argeș – 12, Mureș - 11, Bihor – 10, Dâmbovița – 8, Maramureș - 8, Sibiu – 8, Suceava – 8, Caraș-Severin – 7, Galați – 6, Neamț – 6, Brăila – 5, Iași – 5, Teleorman – 5, Giurgiu – 3, Mehedinți –  3, Olt – 3.
Ceangăii din zona Ghimeșului figurau la recensământul din 2011 în felul următor: Comuna Ghimeș-Făget, Bacău – 48.
Ceangăii din Țara Bârsei, ce se identifică drept maghiari, în 2011 apăreau în felul următor: Săcele – 6210, comuna Tărlungeni – 2281. În Săcele existau și 3 ceangăi.
Într-un sondaj de opinie efectuat în cursul anului 2002 în comunitatea de ceangăi din Moldova, așa cum era ea rezultată din recensământul efectuat în 1992, 92,8% din totalul acestei populații s-a declarat români, 5,0% maghiari, 0,4% ceangăi, 0,7% de alte etnii (romi și germani), iar 1,1% nu știu/nu răspund. Din punct de vedere al identificării ca ceangăi, 48% se autoidentificau ceangăi și 52% erau numiți de alții ceangăi. Un procent de 96% se considerau romano-catolici și 4% se considerau ortodocși. Conform sondajului, nici un maghiar din satele cu ceangăi din Moldova nu se considera etnic ceangău. Pentru 96% dintre ceangăii maghiari, acest lucru înseamna că sunt maghiari de religie catolică.
Potrivit recensământului din 2002, în județul Bacău, comuna Balcani concentra 22,99% din populația județului declarată sub această etnie, urmată de comuna Răcăciuni (17,09%), municipiul Bacău (10,05%), comuna Pârjol (9,05%), comuna Ghimeș-Făget (8,92%), comuna Cleja (6,91%), comuna Faraoani (5,15%) și comuna Pârgărești (5,03%). Față de recensământul anterior (1992), în 2002 s-a produs o scădere cu -30% a ceangăilor. O situație asemănătoare a existat în cazul evreilor (cu -42,4%), rușilor lipoveni (-31,1%) ș.a.
Tot conform aceluiași recensământ, 63,01% din maghiarii județului Bacău se aflau în comuna Ghimeș-Făget, 8,06% în comuna Pârjol, 4,77% în municipiul Onești, 4,73% în comuna Agăș, 4,42% în municipiul Bacău, 2,52% în comuna Cleja.
Prin urmare, ceangăii se identifică a fi de naționalitate română, ceangăiască și maghiară.
Potrivit unor rapoarte școlare realizate în perioada 1896-1953, populația era identificată sub etnonimele, exonimele, denumirea confesională și glotonimul de unguri, ceangăi, maghiari, catolici și eterogloți. Prezența denumirii confesionale de catolici drept etnonim se poate explica prin faptul că în perioada analizată, în Moldova, religia era indicatorul etnicității. În unele cazuri apar și asocieri între etnie și confesiune: unguri catolici; ceangăi catolici; ceangăi, catolici. S-a putut remarca faptul că distribuția cronologică a acestor denumiri nu este uniformă, inițial dominând termenul unguri, iar din anii 1910 cel de ceangăi. După al Doilea Război Mondial denumirea catolici a dispărut din acte, dominând cea de maghiari, explicația fiind schimbările politice cu caracter leninist-stalinist ce au favorizat crearea Regiunii Autonome Maghiare și instituționalizarea limbii maghiare în Moldova. Folosirea termenului ceangăi în preajma Primului Război Mondial și după Dictatul de la Viena și cea de unguri în rest poate fi explicată prin faptul că, primul termen dorea ascunderea apropierii de statul maghiar și prin al doilea se dorea opusul, crearea imaginii unei populații loiale statului maghiar. În același timp, după prima conflagrație mondială, termenul unguri a devenit „peiorativ” în Moldova, iar cel de ceangăi folosit drept poreclă, astfel dintr-un exonim care făcea referire în trecut la un grup etnografic maghiar, a devenit ulterior denumirea întregii populații maghiare.
În sensul etnolingvistic al cuvântului, ceangăii reprezint un număr mult mai mare decât cel evaluat la recensămintele oficiale: în prezent existând circa 60-70.000 de vorbitori de limba maghiară în Moldova (indiferent de naționalitatea lor declarată). În timpul cercetărilor realizate între 1992 și 1996 de etnograful Vilmos Tánczos în 110 localități moldovene, acesta a găsit 62.265 vorbitori de limba maghiară, dintr-un număr total de 103.543 de romano-catolici. Menționând că poate să mai existe câteva sute de vorbitori a limbii maghiare și în alte localități, acest număr minim estimat este cel mai acceptat în literatura de specialitate.
Antropologii, etnologii și istoricii maghiari folosesc adesea termenul csángó într-un sens larg, care include și populația romano-catolică din Moldova vorbitoare de limbă română. Această uzanță a termenului se bazează pe supoziția, în al cărei sprijin există argumente relevante, precum că cea mai mare parte a catolicilor din Moldova este de origine maghiară. Majoritatea acestor catolici, în jur de 75%, sunt astăzi vorbitori de română ca limbă maternă, ca urmare a proceselor de asimilare și a abandonării unei limbi, în favoarea alteia de-a lungul secolelor.
Pe de altă parte, în ultimele două decenii unii autori români (în special politicieni și ideologi) au tendința de a folosi și ei termenul de ceangăi în sensul său extins de catolici din Moldova, concentrându-se însă asupra populației vorbitoare de română și excluzându-i pe ceangăii vorbitori de maghiară, considerându-i pe aceștia din urmă drept ceangăi atipici, victime ale unei presupuse asimilări forțate, practicate de puterea maghiară din secolul al XVIII-lea în Moldova.
În mod sigur, majoritatea romano-catolicilor moldoveni sunt de origine ceangăiască (respectiv maghiară), însă trebuie menționat că, există între ei o minoritate relativ largă, de altă origine. Tánczos citează surse istorice, conform cărora numărul maghiarilor ar fi fost 20-25.000 dintr-un număr total de 25-30.000 romano-catolici, la începutul secolului al XVI-lea. Ca urmare, se poate afirma că un număr de circa 5.000 de catolici era de altă naționalitate în acele timpuri (români, polonezi, eventual romi), deși naționalitatea lor exactă nu este menționată. De asemenea, Lucian Boia menționează că dintr-un număr de 70.000 de catolici înregistrați la recensământul din anul 1899 în țară, câteva mii erau de diferite origini, iar restul ceangăi. În cadrul aceluiași recensământ, cei de rit catolic din regiunea Moldova reprezentau 4,8%.
În timpul cercetărilor sale din perioada 1992-1996, Vilmos Tánczos a găsit în 72 de sate 44.565 de persoane care au vorbit în maghiară dintr-un număr total de 69.470 romano-catolici. Între comunitățile cercetate a găsit 8 sate în care toată populația romano-catolică știe limba maghiară (și vorbește această limbă și acasă) și încă 17 sate, unde mulți copii știu și limba maghiară.
Pe baza izvoarelor istorice din secolele XVI-XVIII, evoluția istorică a numărului catolicilor din Moldova poate fi evaluată doar cu aproximație. Din prima jumătate a secolului XIX, dar mai ales începând cu cea de-a doua jumătate a acestui secol, se dispune de date destul de exacte, putând forma o imagine despre procesele demografice mai importante pe baza conscrierilor bisericești, a evaluărilor domnești, iar mai târziu pe baza primelor recensăminte (1859, 1899) și a publicațiilor științifice. Dintre recensămintele moderne ale secolului XX pot fi utilizate doar cele din 1930, 1941 și 1992, întrucât numai acestea au publicat date referitoare la compoziția confesională a satelor. Recensămintele perioadei cuprinse între 1945-1989 (1956, 1966, 1977) au dat publicității informații doar la nivelul unităților administrative mai mari, sau chiar dacă au publicat date referitoare la structura satelor (1966), nu au existat întrebări referitoare la apartenență religioasă, astfel că acestea nu sunt relevante pentru populația ceangăilor moldoveni.
Ferenc Glatz⁠(en)[traduceți], fost președinte al Academiei Maghiare de Științe, a definit utilizarea termenului ceangău ca fiind inițial folosit pentru elementele etnice de limbă maghiară care s-au așezat în cursul Evului Mediu în Moldova și Țara Românească, locuite în majoritate de români. Mai târziu, această denumire s-a generalizat, la nivelul vieții cotidiene cuprinzându-i pe toți maghiarii stabiliți în ținuturi cu majoritate românească. A fost utilizat și pentru desemnarea secuilor care, în epoci diferite, s-au stabilit în Bucovina sau în ținuturile de șes de la Dunărea de Jos. Potrivit lui Ferenc, credința catolică reprezintă forța de coeziune a esenței tradițiilor ungurești ale acestora, trăsătură ce îi desparte de românii ortodocși, în ceea ce privește modul de viață.

### Date istorice

#### Populația
Din secolul al XVI-lea, au început să apară numeroase rapoarte și recensăminte asupra populației catolice din Moldova, realizate de clerici, preoți și misionari. Câteva dintre documente conțin și nume, altele doar numărul catolicilor.
Bogdan Petriceicu Hașdeu aprecia numărul catolicilor din Moldova condusă de Petru Șchiopul la 15.000 de oameni, în cea mai mare parte sași și unguri.
| Anul evaluării | Numărul catolicilor | Sursa datelor |
| -------------- | ------------------- | ------------- |
| 1587           | 15 000              | Bruti         |
| 1591           | 20 000              | Bruti         |
| 1599           | 10 704              | Quirini       |
| 1623           | 4 480               | Bogoslavič    |
| 1631           | 3690                | anonim        |
| 1636           | 2 240               | Remondi       |
| ~ 1640         | 3 715               | anonim        |
| 1641           | 3 963               | Deodato       |
| 1643           | 4 540               | Basetti       |
| 1646           | 5 577 sau 5 392     | Bandinus      |
| 1661           | 2 366               | Koičevič      |
| 1696           | 2 799               | anonim        |

Marco Bandini, vizitând comunitățile catolice din Moldova în anul 1646, a consemnat faptul că numărul maghiarilor și sașilor era în scădere continuă, mai ales în Vaslui, Trotuș, Bârlad, Hârlău, Cotnari, Neamț, Baia, Roman. În alte cazuri a găsit sate dispărute (un sat anonim de lângă Huși, Satul de jos, Gyula–Giulești, Stănești, Mănești, Slobozia, Bălana, Amăgei, Sărata) sau, care au fost reocupate cu timpul, de români, sau care și-au pierdut elementul maghiar (Cioburciu, Vaslui, Bârlad, Galați, Bogdana, Solonț, Lucăcești, Fântânele, Strunga, Baia, Suceava, Iași). Având în vedere că episcopul a notat fiecare cap de familie în parte după nume și pe localitate, numărul catolicilor se cifra la 1646 la 5.392 de oameni. Din aceștia, sașii mai puțini la număr, se cifrau la aproximativ 350, restul populației maghiare mai numeroase fiind aproximată la 5.000 de oameni.
Pe lângă maghiari și sași, Bandini a găsit și secui după nume: Szekely = Secuiul, întâlnit de 12 ori în Codex; Siculus, întâlnit o dată; nume de proveniență toponimică din ținuturile secuiești ca Pataki, Baroti, Fancsali. Numele ungurești întâlnite au fost Ungarus, Transilvanus, Erdely, Egerbegi, Husti, Racz, Tolnaj dar și de sorginte posibil toponimică, precum Somandi, Sorgal, Bondi, Paxi, Berczi, Föczi etc.
Karl Auner, vicar general al Diecezei de Iași, a estimat numărul maghiarilor romano-catolici din Moldova în anul 1807 la 22.000 de oameni, iar dintr-o altă statistică a acestuia, bazată pe documente bisericești, reieșeau în anul 1814 23.331 de maghiari.
Câțiva ani mai târziu, preotul Ince János Petrás a estimat numărul de ceangăi care trăiau în Moldova la 45.000 de locuitori în 1830 și 57.304 în 1839, deși el a afirmat că mulți din aceștia vorbeau limba maghiară mai bine sau mai rău la acel moment, în timp ce unii nu cunoșteau această limbă, dar se considerau totuși maghiari.
În cadrul primului recensământ al populației organizat în Principatele Unite ale Moldovei și Țării Românești în anul 1859, în care a fost luată în considerare și limba maternă, au fost identificați în Moldova 52.811 romano-catolici, dintre care 37.823 persoane (71,5%) au fost menționate a avea ca limbă maternă maghiara. De aici rezultă că, 86,6% dintre romano-catolicii din județul Bacău și 94,6% dintre cei din județul Roman aveau ca limbă maternă maghiara.
Analizând datele publicate în 1930, se pot observa neconcordanțe între acestea și cele ale recensămintelor anterioare (1859, 1899). Spre exemplu, o astfel de neconcordanță o reprezintă situația demografică a comunei Onești. Dacă la recensământul din 1899, jumătate din populația localității se declarase maghiară, în 1930, din cei 2.945 de locuitori ai localității, 1.236 erau romano-catolici, însă doar 672 au declarat că ar avea ca limbă maternă maghiară și doar 57 au susținut că ar fi de etnie maghiară. Un alt caz este la Fundu Răcăciuni, unde cercetătorii nu au putut găsi nici măcar o singură persoană de etnie maghiară, deși 833 de indivizi au susținut că ar avea ca limbă maternă maghiara. Similară este și situația satului Pustiana, unde dintr-o populație de 1.153 romano-catolici, 1.146 aveau ca limbă maternă maghiara, însă nici unul nu s-a declarat a fi maghiar. În satul Somușca, cunoscut ca fiind o așezare ceangăiască puternică, conform biroului de recensământ nici un rezident cu limbă maternă maghiară nu locuia acolo. De asemenea, în Cleja și Faraoani nu exista decât un singur locuitor maghiar în fiecare dintre cele două sate, în timp ce, în „Marele Dicționar Geografic al României”, apărut cu 30 de ani înaintea acestui recensământ, comuna Cleja avea 2.379 de locuitori maghiari, iar comuna Faraoani 1.443. Conform istoricului László Diószegi, rezultatele recensământului din 1930 ar fi putut fi viciate de o acțiune de falsificare a datelor, desfășurată de către oficiali, în scopuri naționaliste.
„După recensământul din 1890, județul Bacău numără 172.496 de locuitori. După naționalitate, populațiunea urbană se împarte în 9.665 Români, 1.199 Unguri, 7.369 Evrei, 530 Armeni, 45 Greci, 629 Germani, 20 Ruși, 5 Sârbi, 18 Francezi, 55 Italieni, 12 Elvețieni, 2 Turci, 36 Bulgari, în total 19.200 suflete.

Populațiunea rurală se compune din 123.132 Români, 24.715 Unguri, 5.197 Evrei, 47 Greci, 111 Germani, 5 Ruși, 5 Francezi, 58 Italieni, 1 Englez, 35 Bulgari, în total 152.296 suflete.
Locuitori pământeni sub protecțiune română, de care, afară de Români, țin și Armenii, Ungurii și Evreii: 170.883.
Cultul catolic numără în acest județ 32.463 credincioși, mai mult ca în orice alt județ din țară.

Episcopul catolic are sub autoritatea sa, în județul Bacău, doi vicari: unul al Trotușului cu reședința în Târgul-Trotușul. De acest vicariat depind 4 parohii: cea din Târgul-Trotușul și cele din satele cu Săcui: Dărmănești, Pustiana și Grozești. Al doilea vicariat este al Bacăului, cu reședința în Bacău. De acest vicariat depind parohii de prin locurile locuite de Ciangăi și anume: Prăjești, Bacău, Liuzi-Călugăra, Valea Seacă, Valea-Mare, Cleja și Faraoani. Bisericile catolice sunt 62 active, 2 în construcție, deservite de 12 preoți, 54 cântăreți și eclesiarhi. De acest rit țin Ungurii, în număr de 25.914, din cari 24.715 prin mai mult de 80 sate.”—Conform Marelui Dicționar Geografic al României, 1898, alcătuit după Dicționarul geografic al județului Bacău, Ortensia Racoviță, Stabilimentul grafic I. V. Socecŭ, București, 1895
Jurnalistul Octavian Gâdei estima numărul ceangăilor din Moldova în lucrarea „Ocrotirea minorităților” din 1935, la circa 60.000.
După Vasile Stoica, numărul ceangăilor din județele Bacău și Roman poate fi stabilit numai pe baza datelor oficiale ale Episcopiei romano-catolice din Iași. Conform acestor date, în 1902 episcopia avea 64.601 credincioși, în acest total fiind incluși și italienii, polonezii și unele grupuri de germani catolici, în număr de 15–16.000. Astfel, populația maghiară propriu-zisă din Moldova era de 50.000 de oameni.
Ceangăii din Țara Bârsei, ce se identifică drept maghiari, figurau la recensământul din anul 1880 în felul următor în plasa Săcele: Baciu – 974, Cernatu – 1630, Satulung – 2500, Purcăreni – 1114, Tărlungeni – 1980, Turcheș – 1678, Zizin – 996, în total 10.872.

#### Repartiția spațială
Károly Kós a explicat multitudinea de așezări dense din lunca Siretului, ca fiind un rezultat al ocupării treptate a terenurilor nepopulate. Acesta a argumentat că, în teritoriile de-a lungul Trotușului și Tazlăului, locuite mai ales de români, satele maghiare erau mai rare, iar secuii care locuiesc pe văile Oituzului și Uzului au încercat să se stabilească în locuri nepopulate.
Același autor a afirmat că, trecutul acestor așezări este reflectat de configurația lor spațială și de structura stradală. Satele mai vechi sunt de două feluri: închise și deschise.
- satele închise vechi au fost formate, prin așezarea simultană a unor grupuri independente având la bază relația de rudenie: conform tradiției locale, acesta este cazul satului Trebeș (atestat documentar la 1428), Luizi-Călugăra (1498) și Cleja (1588), la care se poate adăuga și Săbăoani (1453).[242] Aceste sate, fiind răzeșești, aveau mai multe privilegii și locuitorii trăiau precum secuii până la apariția domniilor fanariote, când boierii le-au preluat.[242] Dacă aceste sate[242] se suprapopulau, se forma o altă așezare la periferie, un exemplu fiind Somușca, aflat pe lângă Cleja.[243]
- satele deschise au fost formate din mai multe nuclee, de către coloniști care soseau din multe locuri pe o perioadă lungă de timp, așa cum arată prin tradiția locală și numele de familie. Valea Seacă (atestat documentar la 1420) s-a format din nouă părți, în timp ce Lespezi (1634, 1752) din cinci părți. Nucleele erau formate din familii sau clanuri, în multe cazuri, unele dintre străzile mai mici purtând numele familiilor până în ziua de astăzi. Rețelele stradale actuale au la bază împărțirea pământului între urmași, în trecut, moment în care aceștia își realizau intrări separate, care ulterior ajungeau la rândul lor să se unească la loc.[243]
- Satele închise noi (numite újfaluk sau szilistyék) au fost formate în afara satului-mamă, de către familiile mai sărace, ca urmare a unor relocări: acestea au o structură uniformă, având la bază parcele măsurate care să respecte aceleași dimensiuni între ele. Satul Nicolae Bălcescu este un astfel de exemplu, fiind inițiat de statul român în secolul al XX-lea, cu Valea Seacă ca sat de origine. În același mod, satul Garoafa, Vrancea s-a format inclusiv cu foști locuitori ai Pustianei. În aceste cazuri bazele vecinătății nu erau relațiile de rudenie, ci nivelul de trai comun.[243]

#### Migrația internă
Politica de Industrializare a favorizat dislocarea unui număr considerabil de ceangăi în sudul Transilvaniei, pe axa industrială Brașov–zona minieră Hunedoara–Timișoara și într-un număr mai mic – în Secuime. Alte destinații au fost București, Constanța și zonele petrolifere de lângă Ploiești. După anul 1989 populația a început să emigreze în țări precum Germania, Italia, Israel, Rusia, Ungaria. Potrivit recensământului populației din 2011 efectuat de Institutul Național de Statistică, comuna Cleja, Bacău era una dintre unitățile administrative din țară cu o rată ridicată de migrație internațională, țările de destinație fiind în primul rând Ungaria, Italia și Spania, urmate de Israel și Portugalia și altele precum Franța și Grecia.

### Date privind dinamica asimilării

#### Asimilarea lingvistică
Fără a contesta datele recensămintelor, care spun ceva despre statutul lingvistic și identitatea etnică a ceangăilor moldoveni, Tánczos afirmă că situația reală este mult mai complicată, deoarece sondajele oficiale sunt incapabile să reflecte adecvat statutul actual complex al vorbirii ceangăiești din Moldova, precum și sensul specific al acesteia în cadrul comunității. Astfel, de exemplu, unii dintre vorbitorii dialectelor ceangăiești nu consideră că vorbesc maghiara, atunci când li se solicită să facă o identificare lingvistică, ci o limbă diferită atât de maghiară, cât și de română. În plus, metodologia de investigare a problemelor lingvistice referitoare la ceangăi este în curs de perfecționare.
Tánczos a repetat cercetarea sa între 2008-2010 și a dovedit existența unei dinamici accelerate a procesului de asimilare lingvistică în cadrul ceangăilor: pe când în 1996 a găsit peste 62.265 de vorbitori de limba maghiară în Moldova, în 2009 acest număr a fost cu 14.000 mai mic (numărul vorbitorilor activi ai limbii maghiare scăzând la doar 48.752 de persoane în același grup de localități.) Aceasta însă a avut loc însă în contextul schimbărilor sociale profunde care au avut loc în același interval, respectiv: accelerarea schimburilor civilizaționale și a creșterii mobilității populației, emigrația pentru locuri de muncă spre Europa de Vest și alte zone ale lumii (care a dus la scăderea absolută a populației), începutul apariției unei conștiințe transnaționale ca efect al apariției unor noi forme de comunicare socială, devalorizarea din punct de vedere al oportunității sociale a folosirii limbii maghiare în raport cu mediul. La aceasta se adaugă și sporul natural negativ, care include atât pe români, cât și pe maghiari.
O creștere semnificativă a numărului de vorbitori de limbă maghiară între 1930 și 1992 poate fi observată doar în aproximativ 25-30 de așezări cu o populație ceangăiască mai mare, unde asimilarea limbii a devenit evidentă abia în ultimele două decenii.
Deoarece este strâns legată de naționalitate, limba maternă este definitorie pentru identitatea națională prin cultură și apartenență la modelele spirituale. Limba poate sluji așadar și la înstrăinarea unei minorități naționale. Cu toate acestea, adoptarea limbii române, potrivit lui Vladimir Trebici, este insuficientă pentru a explica disoluția identității naționale maghiare, atenția trebuind deplasată spre învățământ, precum și spre alți factori care explică o asemenea tendință. În sprijinul afirmațiilor sale, Trebici a adus exemplul comunităților evreiască, romă, armenească și greacă, la care procentele de vorbitori de română ca limbă maternă, sunt de 72%, 54,3%, 49,7% și, respectiv, 37,6%.

#### Asimilarea etnică
Vladimir Trebici a scos în evidență diferențele existente în plan demografic între maghiari și români, primii fiind afectați de o îmbătrânire demografică ceva mai avansată decât cea a românilor, precum și de o rată de fertilitate mai scăzută.
De asemenea, tot după Trebici, diferența procentuală de repartiție teritorială pe provincii a maghiarilor, ilustrată de recensământul din 1930 în raport cu celelalte recensăminte, este explicată prin migrația internă în cadrul statului român în perioada 1948—1992. Pe primul loc este, din punctul de vedere al schimbului populațional între provincii – pe fondul unei natalități ridicate, Moldova.
În timpul Evului Mediu s-a putut remarca o acțiune dizolvantă față de catolicism și de deznaționalizare față de populația maghiară din partea Bisericii Ortodoxe, prin intermediul a doi factori: în mijlocul masei catolice se aflau trei episcopii ortodoxe: Suceava, Roman și Huși și, chiar și în lipsa unor presiuni, Gheorghe I. Năstase este de părere că unele convertiri au putut avea loc; cel de-al doilea este faptul că unele sate catolice precum Săbăoani, Leucușești, Lucăcești sau Berindești erau așezate pe moșiile unor mănăstiri ortodoxe, iar potrivit mai multor mărturii ale unor misionari, prozelitismul și convertirea au fost active.
| \| - Antal[258] - Balașcă (diminiutivul lui Balázska, Balázs – Blaj)[258] - Bálint (Balint – Valentin)[258] - Benchea (din Benkő, Benke)[258] - Bișoc (din Bisak)[258] - Cadar (din Kadar – dogar)[258] - Cherecheș (din Kerekes – rotar)[258] - Chiș (din Kis – Mic(u))[258] - Ciceu (din Csicsó)[258] - Coșa (din Kósa, Köse)[258] - Covaci (din Kovács – fierar)[258] \| - Dâscă (din deszka – scândură)[258] - Demșa (din Demse)[258] - Doboș (din Dobos – toboșar)[258] - Farcadi (Farczadi, Fartzadi, Fartadi, Farțadi), Farkas (Fărcaș, Forcoș, Forcos – Lup(u))[258] - Ferenc (Ferencz, Ferentz, Ferenț – Francisc)[258] \| - Gherghel (din Gergely – Grigore)[258] - Ieriș (din Erős – puternic)[258] - Imbrea (din Imreh)[258] - Laioș (din Lajos)[258] - Lăcătuș (din Lakatos)[258] - Lukács (Lucaci – Luca)[258] - Mărtinaș, Mărtinică (din Márton – Martin)[258] - Noghi (din Nagy – Mare)[258] \| - Petercă (din Péterke – diminutivul lui Péter, Petru)[258] - Robu (din limba slavă)[258] - Roca (din Róka – vulpe)[258] - Sabău (din Szabó – croitor)[258] - Vereș (din Veres – roșu)[258] - Vârgă (din Varga – cizmar)[258] \| În rândul ceangăilor cu ascendență săsească, sunt întâlnite nume precum: Müller, Schuster etc. | | | |
| - Antal - Balașcă (diminiutivul lui Balázska, Balázs – Blaj) - Bálint (Balint – Valentin) - Benchea (din Benkő, Benke) - Bișoc (din Bisak) - Cadar (din Kadar – dogar) - Cherecheș (din Kerekes – rotar) - Chiș (din Kis – Mic(u)) - Ciceu (din Csicsó) - Coșa (din Kósa, Köse) - Covaci (din Kovács – fierar) | - Dâscă (din deszka – scândură) - Demșa (din Demse) - Doboș (din Dobos – toboșar) - Farcadi (Farczadi, Fartzadi, Fartadi, Farțadi), Farkas (Fărcaș, Forcoș, Forcos – Lup(u)) - Ferenc (Ferencz, Ferentz, Ferenț – Francisc) | - Gherghel (din Gergely – Grigore) - Ieriș (din Erős – puternic) - Imbrea (din Imreh) - Laioș (din Lajos) - Lăcătuș (din Lakatos) - Lukács (Lucaci – Luca) - Mărtinaș, Mărtinică (din Márton – Martin) - Noghi (din Nagy – Mare) | - Petercă (din Péterke – diminutivul lui Péter, Petru) - Robu (din limba slavă) - Roca (din Róka – vulpe) - Sabău (din Szabó – croitor) - Vereș (din Veres – roșu) - Vârgă (din Varga – cizmar) |

În lipsa unor rezultate adecvate ale cercetărilor cu privire la asimilarea ceangăilor, în prezent se presupune doar că asimilarea lor în secolele XVI-XVIII nu a fost doar de natură lingvistică, ci și religioasă. Astfel, în anumite sate oamenii și-au pierdut atât limba, cât și religia sub presiunea boierilor locali, dar și ca urmare a lipsei preoților de cult romano-catolic. Unele denumiri ale localităților din regiunea Moldovei, denumiri geografice, nume de familie, precum și documente istorice conduc fără nicio îndoială la astfel de concluzii.
În anul 1902, Bernát Munkácsi a enumerat 4 etape distincte de asimilare:
1. Satele în care femeile vorbeau doar limba maghiară, iar bărbații știau expresiile românești necesare în comerț. Oamenii din aceste sate au avut puține contacte cu români, iar cele existente erau relațiile comerciale. Valea Seacă, Bacău este un exemplu de acest tip.[259]
2. Satele în care limba română devenise limba principală a multor familii: Săbăoani, Neamț.[259]
3. Satele ale căror locuitori nu știau limba maghiară, deși ei încă erau de credință romano-catolică. Exemple sunt Prăjești, Bacău, Mărgineni, Bacău și Butea, Iași. În Butea, Munkácsi a găsit un bărbat în vârstă de 80 de ani, care a declarat că tatăl său vorbise limba maghiară.[259]
4. Satele ale căror locuitori vorbeau numai românește și erau de credință creștin-ortodoxă. Cu toate acestea, în pronunția limbii române ei aveau o particularitate dialectică care le dovedea originea maghiară.[259]

De la analiza lui Munkácsi din 1902 asimilarea a progresat rapid, astfel, în anul 1930 Sándor Veress⁠(en)[traduceți] a constatat că melodiile populare românești au înlocuit melodiile populare maghiare în întregime la Săbăoani și în toate satele alăturate. Melodii populare maghiare mai erau cântate la Valea Seacă și în alte șapte sate aparținând grupului sudic al ceangăilor. Satele din grupul nordic al ceangăilor, din zona fostului județ Roman, au fost asimilate mai puternic decât satele din sud, din județul Bacău. Ceangăii din județul Roman erau înconjurați în întregime de români și nu aveau decât contacte rare cu alți maghiari. Pe de altă parte, grupurile maghiare din județul Bacău au fost întărite constant de emigranții secui din Transilvania. Asimilarea în populația românească a fost întârziată, deoarece contactul cu coloniștii secui a adus acestui grup sudic o nouă conștiință a naționalității maghiare. În vremurile anterioare nu au existat contacte însemnate și aproape niciun fel de căsătorii mixte între ceangăii sudici din județul Bacău și imigranții proveniți din secuime. Acest fapt se datora secuilor care nu doreau să se căsătorească cu ceangăii cu o situație materială mai precară și au insistat ca soțiile lor să provină din secuime. Cu toate acestea, în timp, în anii în care atât secuimea, cât și Moldova au început să se afle sub autoritatea statului român, secuii care au emigrat în județul Bacău au început să accepte ceangăii drept compatrioți și și-au arogat rolul de misionari propagatori ai culturii și naționalismului maghiar.
Potrivit lui Ferenc Pozsony⁠(hu)[traduceți], conștiința identitară, lingvistică și culturală a ceangăilor a fost alterată de acțiunile bisericii și statului de a interzice limba maghiară în locurile publice, de propaganda antimaghiară, de intervențiile Securității și de șicanările la adresa cercetătorilor din Transilvania și Ungaria interesați de cultura comunității, ducând astfel și la împiedicarea dezvoltării unor legături între ceangăi și maghiarimea care trăia în blocuri compacte.

## Limba

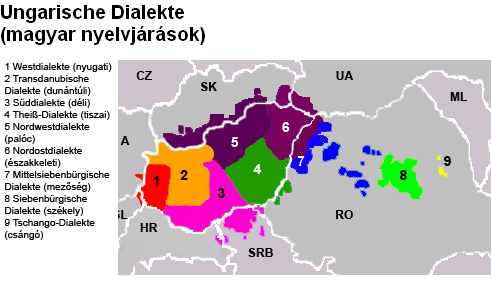
Dialectele limbii maghiare, cele două grupuri dialectale ale ceangăilor (grupul de nord și grupul de sud) evidențiate cu galben (9).

Limba ceangăilor (a celor care sunt vorbitori de limba maghiară și în prezent) se încadrează în grupul dialectal ceangăiesc al limbii maghiare. Deși sunt diferențe relativ mari între graiurile ceangăiești (ceangăii de azi provenind din diferite grupuri ardelene), acestea se încadrează în două grupuri mari: grupul de nord și grupul de sud al graiurilor. Trăsătură comună întregului grup de graiuri (dialect) este că, toate variantele acestuia sunt graiuri arhaice ale unei limbi maghiare medievale și nu includ cuvintele apărute în timpul reformei limbii maghiare (proces de modernizare a limbii maghiare, care a avut loc între 1790 și 1870, determinat de intelectuali ca György Bessenyei sau Ferenc Kazinczy) sau pe cele apărute în urma acesteia. Pe lângă un substrat lingvistic arhaic maghiar, toate dialectele conțin un număr relativ mare de cuvinte preluate din română (folosite, însă, conform gramaticii maghiare), mai ales pe planul neologismelor. Lipsesc cu desăvârșire cuvintele maghiare apărute în secolul al XX-lea, acestea fiind înlocuite ori cu cuvinte preluate din limba română ori cu creații proprii în limba maghiară. De exemplu: „război mondial” în standardul maghiar este világháború, în graiurile ceangăilor însă se folosește termenul nagy verekedés (marea încăierare) cu sensul de marea bătălie, fapt care demonstrează în același timp și influența puternică a limbii române (în care cuvintele „bătaie” și „bătălie” sunt asemănătoare).
Atât graiul de nord cât și cel de sud au ca trăsătură comună utilizarea lui l' palatalizat, în limba maghiară modernă acesta fiind înlocuit de consoana sonantă palatală [j] (reprezentat ortografic de ly). Trecerea de la l' la [j] este posibil să fi avut loc la începutul secolului al XIV-lea în Bazinul Carpatic, dar a apărut semnificativ în texte abia la sfârșitul secolului al XV-lea. Deși se consideră că această dezvoltare a apărut inițial în estul arealului de folosire a limbii maghiare, l' palatalizat se mai găsește și în dialectul câmpean transilvănean (mezőségi). De asemenea, este caracteristic dialectului palot din Ungaria de Nord. Potrivit lui Loránd Benkő⁠(hu)[traduceți], relicte ale acestui fenomen mai apar doar la unele varietăți ale dialectului secuiesc din Transilvania. Exemple din graiul ceangăiesc de nord: hel', în maghiara standard hely, székel – székely; gergel' – Gergely și în graiul ceangăiesc de sud: l' uk – lyuk. Un alt exemplu este ilyen în maghiara standard, pronunțat [ijen] („iien”, cu transliterație românească), pe când în varianta ceangăiască acest cuvânt se pronunță [il’en]. Similaritățile dintre dialectul ceangăiesc, limba vorbită de paloți și graiul din regiunea Sárköz⁠(hu)[traduceți] sunt atribuite originii cumane a grupurilor de către cercetătorul Erdmann D. Beynon.
O altă trăsătură specifică o reprezintă și utilizarea consoanei africate alveolare sonore ([ʣ]), atât în grupul nordic cât și în cel sudic. În limba maghiară din Bazinul Carpatic, această consoană a fost înlocuită cu consoana oclusivă palatală sonoră ([ɟ]) cu începere din secolul al IX-lea, iar în secolul al XVI-lea, deja era răspândită în toate zonele unde se vorbea limba maghiară. Singurul dialect unde se mai poate întâlni acest specific se află în Oberwart (Felsőőr), Austria. Această trăsătură fonologică nu a putut fi asociată cu limba turcă otomană, unde unele cuvinte împrumutate conțin dzs. Dialectul ceangăiesc, alături de cel maghiar din Slavonia și cel palot au păstrat vocala nerotunjită á, în restul zonelor maghiarofone nu mai poate fi întâlnită, acestea trecând la vocala rotunjită a. Debutul și cursul transformării este dificil de determinat, deoarece vocala nerotunjită á a fost folosită în scris în același timp și cu cea rotunjită. Se presupune totuși că fenomenul de tranziție a început în secolul al XI-lea și s-a încheiat la sfârșitul secolului al XIII-lea.
Există astfel un dialect ceangăiesc maghiar compus din trei graiuri, nord, sud și secuiesc, precum și un grai separat ceangăiesc românesc. Lingvistul Romulus Todoran, în revista „Cercetări de lingvistică”, a considerat dialectul ceangăiesc o variantă locală a limbii maghiare, format în condițiile unei izolări lingvistice, fiind sortit dispariției treptate din cauza efectului puternic exercitat asupra acestuia de limba română.
În 1880 ziarul românesc Amicul Familiei, care apărea în orașul Gherla din Austro-Ungaria, scria astfel despre ceangăii din Moldova:
„În Moldov’a, în doue din cele mai mari și mai frumoase județie, mai cu semă Bacăulu și Romanulu, locuitorii țierani, cari suntu mai toți răzăși, moșneni și proprietari mici, vorbescu numai unguresce. Cându intri în satele loru, e mai reu decâtu în mijloculu Ungariei; trebue să mergi cu tălmaci: femeile și copii nu sciu se dea nici „bună demaneția“ românesce. — Culp’a neiertată este a oameniloru noștri de statu că n’au îngrigitu nici odată de romanisarea acestui elementu și a lăsatu in inim’a Moldovei o populațiune de preste doue sute de mii. streină și de limbă și de religiune. Domnule Nicolae Crețiulescu, Ministru culteloru și instucțiunei publice, se vede că seculii ți-a păstratu d-tale resolvarea acestei cestiuni naționale. Fă ca poporulu ruralu, căruia i-au datu pământu la 2 maiu. se fie unulu și acel’ași și în limbă și in animă, căci în elu stă vieți’a țierei; româniseză pre acești Ciangăi, scapă-i de urâtulu nume, ce nu voru nici ei să-lu poarte, și vei ave eterna recunoscinția. Mesurile ce ar’ trebui să se ia suntu: mai întâiu îndesuirea scoleloru prin tote satele, cătunele și fundăturile unguresci; copii luați cu vătășielulu și duși la scola ern’a si ver’a, mai cu sema fetele, care devenindu mame și voru înveția copii românesce; și alu doilea, pe la tote bisericile loru, aduși preoți dintre Românii din Transilvania, ca să le vorbească și să le ceteasca românesce. — Cându preotulu le va da binecuventarea în limb’a română, cându dascălu le va cânta românesce, și cându mama va legăna copilulu si-i va dice: haidi, nani, puiulu mamei, resultatulu va fi dobânditu!”—Ioan Polescu – Limba ungurească în Moldova, „Amicul familiei”, an. IV. 27 ianuarie-8 februarie 1880, pag. 127
Dialectul ceangăiesc a fost dintotdeauna un dialect fără acoperiș, ce nu a fost schimbat de reforma limbii maghiare literare, dezvoltată până în secolul al XIX-lea. Pentru vorbitorii de limbă maghiară literară, inteligibilitatea dialectui ceangăiesc variază de la sat la sat; majoritatea vorbitorilor acestuia sunt, în mare parte sau total, de neînțeles. Ceangăii nu înțeleg sau înțeleg cu mare dificultate alte varietăți ale limbii maghiare, care au fost influențate, de asemenea, într-o mare măsură de reforma limbii maghiare. Din acest punct de vedere, dialectul ceangăiesc reprezintă o limbă ausbau care este foarte apropiată, dar diferită în același timp de limba maghiară literară. Însăși comunitatea își denumește limba maternă drept limbă ceangăiască. Pentru clarificare, exemple de limbi ausbau sunt limba norvegiană și suedeză sau limba tătară de pe Volga și bașchiră. Natura arhaică a dialectului ceangăiesc moldovenesc se datorează în mare măsură delimitării geografice create de Munții Carpați și de fosta graniță, ce au stopat calea inovațiilor lingvistice din Bazinul Carpatic. În același timp, în urma Tratatului de la Trianon și a fragmentării teritoriului cu vorbitori de limbă maghiară s-a ajuns la un anumit grad de dezvoltare a unei limbi maghiare comune în Ungaria și dincolo de graniță. Pe lângă cauza datorată granițelor, care împiedică răspândirea inovațiilor, se adaugă și efectul de contact al limbilor de stat din țările vecine.
Dialectul ceangăiesc figurează în cadrul UNESCO Atlas of the World's Languages in Danger sub codul de identificare 1351.
Graiurile ceangăilor moldoveni sunt răspândite mai ales în județele Bacău, Neamț, Iași, Vrancea și Vaslui fiind vorbite, conform etnografului și antropologului Vilmos Tánczos, de circa 62.000 de persoane.
Fonetismul prezintă asemănări cu graiurile maghiare ardelene și secuiești, de exemplu tratarea vocalei [o] (înlocuită cu [ɒ]).
Lexicul se caracterizează prin lipsa cuvintelor intrate în limba maghiară în perioada „înnoirii limbii” (secolul al XIX-lea), prin prezența multor cuvinte formate pe teren propriu și prin numeroase împrumuturi din limba română.
În structura gramaticală este de menționat păstrarea, ca în graiurile secuiești, a timpurilor trecute corespunzătoare perfectului simplu și mai mult ca perfectului: mene „merse”, kére „ceru”, respectiv ment vala „mersese”, kért vala „ceruse”.
- Graiul arhaic de nord este vorbit de circa 8.000 de persoane.[181] Din Evul Mediu s-a dezvoltat complet separat de restul limbii maghiare, putând fi considerat ca aparținând unei limbi regionale aparte. Păstrează elemente de limbă din Evul Mediu.[281]

Fonetismul se caracterizează prin așa-numita „vorbire sâsâită”, adică s [ʃ] este apropiat de sz [s], distingându-se totuși de fonemul din urmă. Altă caracteristică de pronunțare este frecvența fonemului [ʤ]:
| Graiurile de nord și sud (arhaice) | Maghiara standard | Traducere |
| ---------------------------------- | ----------------- | --------- |
| [ʤɛrmɛk]                           | gyermek           | copil     |
| [ʤio:]                             | dió               | nucă      |
| [mɛʤ]                              | megy              | merge     |

Lexicul ceangăiesc arhaic este greu de înțeles de către ceilalți vorbitori de maghiară și chiar și de către vorbitorii de maghiară care cunosc limba română, deoarece conține multe arhaisme ale limbii maghiare în general, dar și cuvinte dialectale specifice:
| Graiurile arhaice | Maghiara standard | Traducere    |
| ----------------- | ----------------- | ------------ |
| bücsü             | becsület          | cinste       |
| csúkmony          | tojás             | ou           |
| eszüdni           | hozzáérteni       | a se pricepe |
| filjesz           | nyúl              | iepure       |
| hét               | mikor             | când         |
| jü                | ő                 | el / ea      |
| külpis / külbécs  | csiga             | melc         |

În domeniul lexico-gramatical este specifică folosirea frecventă a sufixelor diminutive, aplicate nu numai substantivelor (nume de persoane, dar și de animale și de obiecte), ba chiar și adjectivelor și adverbelor. Sufixul -ka/-ke chiar a devenit marca femininului, la numele de etnii:
| Graiurile arhaice | Maghiara standard | Traducere  |
| ----------------- | ----------------- | ---------- |
| magyarka          | magyar nő         | unguroaică |

Particularități sintactice:
| Fenomen                                      | Graiurile arhaice     | Maghiara standard           | Traducere                  |
| -------------------------------------------- | --------------------- | --------------------------- | -------------------------- |
| omiterea predicatului (verbul „a fi”)        | Arra a kecke a heden. | Arra van a kecske a hegyen. | Capra e pe-acolo, pe deal. |
| omiterea articolului hotărât în unele cazuri | Feredik a búza napba. | Fürdik a búza a napban.     | Se scaldă grâul în soare.  |
| indicativul în locul condiționalului         | Mintha úszik búzába.  | Mintha úszna a búzában.     | Parcă ar înota în grâu.    |

Lexicul ceangăiesc arhaic este cel mai puternic influențat de limba română, prin termeni de specialitate din agricultură, creșterea vitelor, administrație, justiție, industrie, comerț, tehnici, dar și prin adverbe, conjuncții și interjecții. Multe împrumuturi au intrat în lexicul de bază și îmbogățesc mai departe vocabularul prin compunere și derivare.
- Graiul de sud: s-a format din dialectul maghiar câmpean transilvănean (Mezőségi) și dialectul maghiar secuiesc.[283]
- Graiul ceangăiesc secuiesc este înrudit îndeaproape cu graiurile secuiești din Trei-Scaune și Ciuc și prezintă mai puține împrumuturi românești, decât graiul de nord. Este vorbit de majoritatea ceangăilor, aproximativ 24.000.[181]

Între graiurile vechi de nord și de sud și graiul secuiesc, ies în evidență mai multe diferențe de ordin fonologic, morfologic dar și lexical:
| Maghiara standard | Graiurile de nord și sud      | Graiul secuiesc  | Traducere       |
| ----------------- | ----------------------------- | ---------------- | --------------- |
| furuja            | szültü                        | furuja           | flaut dulce     |
| csinál            | csán                          | csinál           | face            |
| durrog            | durrag, durrog                | mëndörög         | tunet           |
| fáj               | sérik, sziérik                | fáj              | durere, a durea |
| savanyú           | szebessz, sëbëss, sebess      | savanyó, savanyu | acru            |
| forró             | hiév                          | fóró             | cald            |
| kígyótojás        | kidzsucsukmony, kigyotyukmony | kégyotojás       | ou de șarpe     |

În dialectul ceangăiesc se întâlnesc toate elementele influenței panono-slave și vechi germane (secolele X–XII), în schimb lipsesc cele ale influenței franceze⁠(en)[traduceți] (secolele XIII–XIV) și germane noi.

### Graiurile

#### Graiul vechi de nord

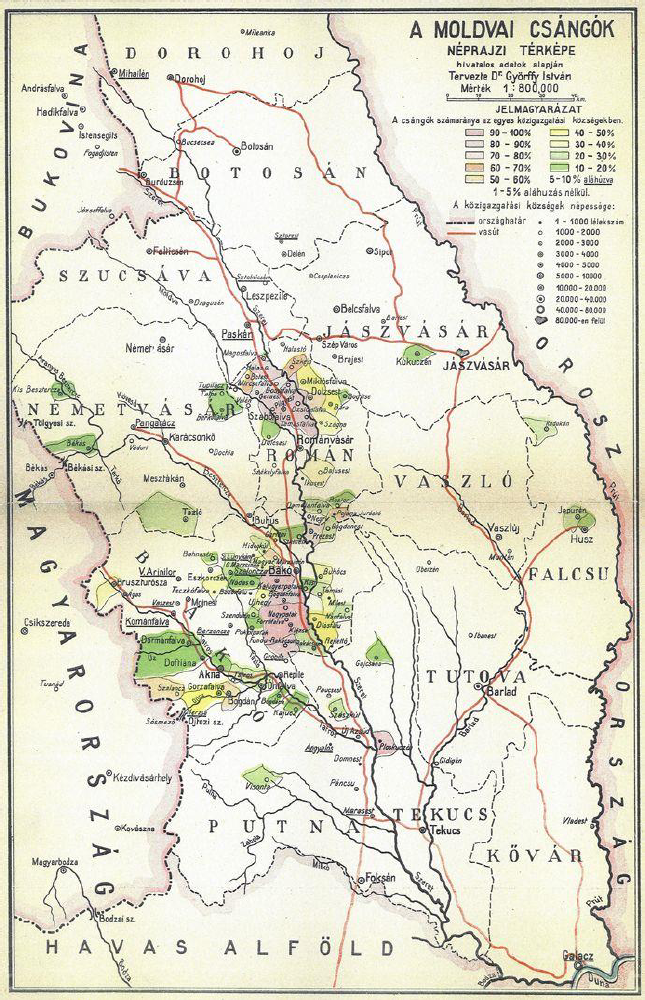
Hartă demografică antebelică realizată de István Győrffy. De remarcat enclavele ale ceangăilor de sud (zona Bacău) și nord (zona Roman) și zona vestică a Bacăului unde s-au suprapus ulterior secui.

Hartă etnografică unde ceangăii de sud și de nord sunt marcați cu negru, ceangăii ghimeșeni cu verde, ceangăii din Țara Bârsei cu roșu.

Ceangăii de nord alcătuiesc o comunitate relativ mică în apropierea municipiului Roman (în maghiară Románvásár, Târgul Românilor), în satele Săbăoani (Szabófalva), Pildești (Kelgyest), Tămășeni (Tamásfalva), Adjudeni (Dzsidafalva),  Traian (Újfalu) din Neamț, Iugani din județul Iași și în alte sate mai mici, unde astăzi abia deloc nu se mai vorbește limba maghiară.
Este cel mai mic și mai asimilat grup al ceangăilor, iar graiul lor constituie varianta cea mai arhaică a limbii maghiare dintre dialectele de azi: de fapt o limbă maghiară medievală cu preluări și neologisme românești. Continuă să fie folosite în această comunitate unele cuvinte sau forme ale cuvintelor care, în secolele XV-XVI au dispărut din maghiara vorbită în Bazinul Carpatic. Caracterul arhaic al acestui grup poate fi explicat prin faptul că, strămoșii acestor oameni au fost primii maghiari care s-au stabilit în Moldova. Acesta s-a întâmplat foarte probabil la sfârșitul secolului al XIII-lea, ceangăii respectivi având după aceea contacte foarte restrânse cu restul maghiarilor, schimbările lingvistice survenite în Bazinul Carpatic neafectându-le graiul. Un exemplu de arhaism lingvistic este cuvântul rér, lér, ce se traduce prin „cumnat, bărbatul unei surori mai în vârstă”. În anul 1395 acesta era încă inclus într-un glosar (rer[e]), mai apoi în alte patru glosare (1405: rer/ e/, 1418-22: Rer[et], 1572: Rer[ed], 1590: Rer[ed], însă după sfârșitul secolului al XVI-lea acest cuvânt nu mai are nici o atestare scrisă în maghiara comună. În prezent este folosit numai într-un dialect maghiar arhaic din Croația (rér) și de ceangăi (rér și lér). Aceasta din urmă formă este mai nouă, fiind rezultată în urma unei mutații fonetice r-r>l-r, ce poate fi observată și la alte cuvinte maghiare, ca de pildă termenii din limba germană Rohr >, maghiara dialectală ler „cuptor”, germană Vierer >, maghiară fillér, etc.
Graiul vechi ceangăiesc (ősi moldvai csángó dialektus) se mai numește și dialectul ceangăiesc cu „s” (sz-elő csángó dialektus), dialectul cu șuierături (sziszegő dialektus), sau dialectul de nord (északi csángó dialektus) în lingvistica maghiară, deși este vorbit și de un mic grup al ceangăilor de sud. Termenul dialectul ceangău cu „s” provine din faptul că graiul vechi conține o consoană „s” care, în limba maghiară nu mai există și diferă de consoana „sz” (care se folosește și aici) și stă de obicei în locul unui „ș” (s) unguresc. Rezultă astfel o trăsătură fonologică foarte specifică numită „sâsâit”: folosirea lui [s] în loc de [š] și a lui [z] în loc de [ž]; de exemplu: szok [sok] „mult, mulți” față de sok [šok] din maghiara comună; zák [za:k] „sac” față de maghiara standard zsák [ža:k]. O trăsătură arhaică a sistemului fonologic o constituie pronunțarea lui [dž] în loc de [dy] și respectiv, folosirea lui [č] în loc de [ty]: madzsar „maghiar” față de maghiara standard magyar; kucsa „câine” față de maghiara standard kutya.
Conform cercetărilor lingvistului Loránd Benkő⁠(hu)[traduceți], documente transilvănene scrise în Evul Mediu conțin adeseori alternanța s-sz. Potrivit cercetătorilor de lingvistică istorică, în Evul Mediu existau două dialecte maghiare în Bazinul Carpatic: unul la care se folosea s [ʃ] și altul la care se folosea sz [s]).
Nivelul de cunoaștere al limbii maghiare în acest areal este cel mai mic raportat la celelalte comunități ale ceangăilor, conform cercetărilor etnografice. Etnograful Vilmos Tánczos a găsit doar 8.180 persoane care mai cunoșteau limba maghiară dintr-o populație totală afirmată ca fiind de 21.094 de ceangăi (în 7 localități), majoritatea acestora fiind persoane în vârstă. Doar într-un singur sat mai există copii care vorbesc bine limba: satul Pildești (Kelgyest), unde procentul locuitorilor vorbitori (și) de limba maghiară era de 82% în 1992. Câteva familii s-au mai găsit în Bălușești (Balusest), Ploscuțeni (Ploszkucény) și Săbăoani (Szabófalva), unde și copiii au avut contact cu limba maghiară. În ultimele trei sate părinții încă mai cunoșteau limba, în restul satelor doar bunicii o mai știau.
Dialectul vechi ceangăiesc este cel mai greu de înțeles și pentru maghiarii vorbitori de limbă română (de exemplu pentru cei transilvăneni), deoarece, pe lângă preluările și neologismele românești, conține un număr relativ mare de arhaisme și regionalisme specifice, inexistente în sau dispărute din limba maghiară curentă.
| Cuvânt       | În vechiul dialect ceangăiesc | În limba maghiară literară |
| ------------ | ----------------------------- | -------------------------- |
| iepure       | filjesz                       | nyúl                       |
| când         | hét                           | mikor                      |
| pe când      | ahét                          | amikor                     |
| cinste       | bücsü                         | becsület                   |
| ouă          | csúkmony                      | tojás                      |
| a se pricepe | eszüdni                       | hozzáérteni                |
| a face       | csánni                        | csinálni                   |

Cel mai apropiat dialect maghiar de graiurile ceangăiești de nord și sud este dialectul maghiar câmpean transilvănean (Mezőségi). După această asemănare, lingvistul Loránd Benkő⁠(hu)[traduceți] a stabilit originea acestor grupuri în zona râului Mureș și în aval de râul Arieș.

#### Graiul vechi de sud
Grupul mai mare și mai puternic al ceangăilor este cel de sud. Majoritatea localităților ceangăilor de sud se află în județul Bacău.
Graiul ceangăiesc sudic s-a format din dialectul maghiar câmpean transilvănean (Mezőségi) și dialectul maghiar secuiesc, fie prin migrație regională, fie prin așezarea unui al doilea val de imigranți din secuime. Astfel, există un substrat lingvistic de Mezőség și un suprastrat lingvistic secuiesc.
La ceangăii de sud, nivelul de cunoaștere al limbii maghiare este mult mai ridicat decât în comunitățile de nord, existând multe familii unde și acasă se mai vorbește în limba maghiară. Diferențele însă sunt relativ mari, chiar și în localitățile unde și copii vorbesc încă limba maghiară. În anumite sate copiii nu folosesc maghiara decât în comunicarea cu părinții lor (copii între ei nu mai vorbesc ungurește) sau numai cu bunicii (în cazul în care și generația părinților s-a asimilat deja). Din cauza relațiilor sociale tradiționale, nivelul de cunoaștere al limbii maghiare este mult mai scăzut în rândul bărbaților, în raport cu femeile. Acestea rareori părăsesc satul și de obicei sunt mai puțin educate decât bărbații – ca urmare nu sunt influențate atât de mult de caracterul asimilator al educației române, ele nefiind nevoite să se încadreze în alte comunități decât cea de acasă (de exemplu: armată, loc de muncă la oraș etc.).
Ceangăii de sud vorbesc două subgraiuri diferite, vechiul grai ceangăiesc vorbindu-se în șase sate mai mari: Pădureni (Szeketura), Valea Seacă (Bogdánfalva), Nicolae Bălcescu (Újfalu), Galbeni (Trunk), Gioseni (Gyoszény) și Valea Mare (Nagypatak), precum și în câteva localități mai mici, unde doar persoanele în vârstă mai cunosc limba maghiară. În cele șase sate sus-menționate, 9.520 persoane mai vorbeau limba maghiară în 1992, dintr-un număr total de 12.979 romano-catolici.

#### Graiul ceangăiesc secuiesc
Informații suplimentare: Dialectele limbii maghiare#Regiunea secuiască
Cea mai mare parte a ceangăilor de sud (circa 70% din numărul total al vorbitorilor de limbă maghiară) aparține de grupul secuiesc al ceangăilor (székelyes csángók). Graiul este vorbit în 24 de sate de pe Valea Siretului de către aproximativ 24.000 de persoane, în 19 sate de pe Valea Tazlăului de către aproximativ 6.300 de persoane și în 26 de sate de pe Valea Trotușului de către aproximativ 16.000 de persoane. Acest grai are multe trăsături în comun cu dialectul secuiesc al limbii maghiare, deoarece strămoșii acestui grup au venit în Moldova din regiunile secuiești către sfârșitul secolului al XVIII-lea. Și acest grai prezintă multe trăsături arhaice, însă nu și trăsăturile fonologice întâlnite la graiurile ceangăiești de nord și de sud.
Examinarea detaliată a diviziunilor interne ale graiului este un obiectiv viitor al lingviștilor. Momentan s-au găsit trei subgraiuri ce pot fi diferențiate: unul de vest, între Lespezi și Bălăneasa, unul sudic, aproximativ între Păcuri și Sascut, precum și unul central, învecinat cu grupul sudic arhaic ceangăiesc. Cea mai însemnată parte a vorbitorilor graiului ceangăiesc secuiesc a venit încă din Evul Mediu din zonele estice ale secuimii: Ciuc (Csíkszék), Gheorgheni (Gyergyószék), Cașin (Kászonszék) și Trei Scaune (Háromszék), fiind de asemenea cele mai apropiate de dialectul secuiesc din punct de vedere dialectologic.
Există și subgraiuri locale situate la marginea regiunii graiului sudic, având statut de enclave: cel de Vizantea Mănăstirească unde se remarcă diftonguri în creștere (în maghiara standard cu ó – subgrai cu uó, ő – üő, é – ié); altul e subgraiul de Chetriș și Frumoasa care prezintă diftonguri mai slabe (în maghiara standard cu ó – subgrai uó, ő – üő, é – ié) și vocala deschisă ä în loc de vocala standard e. Există enclave care folosesc și diftonguri în cădere (în maghiara standard cu ó – subgrai óu, ő – őü, é – éi), cum ar fi la Dărmănești sau Vladnic.
Cea mai numeroasă comunitate a ceangăilor secui trăiește astăzi la Luizi-Călugăra (Lujzakalagor), unde în 1992 s-au găsit 4.700 vorbitori de limba maghiară (90% dintre romano-catolici, respectiv 89% din populația totală).
În multe localități există învățământ în limba maghiară, extrașcolar sau facultativ în cadrul școlii. Majoritatea celor peste 1.500 de elevi care, învață limba maghiară în cadrul școlii sau în cadrul grupurilor extrașcolare organizate de Uniunea Pedagogilor Maghiari din România, sunt ceangăi secui.

#### Graiul ceangăiesc românesc
Lingviștii maghiari nu au investigat graiul românesc al ceangăilor din nord, considerându-l a fi unul aparținând limbii române. La rândul lor, nici lingviștii români nu i-au acordat atenție, deoarece au considerat, într-un consens cu restul cercetătorilor români, că ceangăii, indiferent de limba pe care ar vorbit-o, sunt de origine maghiară, iar o regulă a dialectologiei clasice susține că informatorii trebuie selectați din comunitățile lingvistice care vorbesc aceea limbă ca limbă maternă de multă vreme, nu din comunitățile asimilate.
Până în acest moment, cea mai completă sursă, potrivit lingvistului Sándor N. Szilágyi⁠(hu)[traduceți], pentru acest grai este cartea „Originea ceangăilor din Moldova” a lui Dumitru Mărtinaș (1897-1979). Acesta era un vorbitor nativ al acestui grai, provenind dintr-o comunitate ceangăiască română, însă, vrând să demonstreze în cartea sa originile românești ale ceangăilor, a inclus pe lângă date verificate, culese de pe teren și notate și unele care par a fi fost inventate de el însuși. Acesta nu era de profesie lingvist, cartea sa neputând fi considerată o lucrare științifică. Lucrarea a fost publicată postum de către editorii Ion Coja și V. M. Ungureanu, care au menționat că au adus modificări textului original.
Potrivit lui Dumitru Mărtinaș, graiul românesc era vorbit în anii 1950-1960 mai ales de oamenii în vârstă, generațiile ulterioare trecând la graiul moldovenesc.
Potrivit lingvistului Sándor N. Szilágyi, analizând datele lui Mărtinaș rezultă că graiul a avut multe trăsături comune, cu graiurile ceangăiești arhaice de nord și de sud. Trăsăturile fonologice par, după toate probabilitățile, să fi fost păstrate din substratul maghiar. Pe baza acestor trăsături lingvistice se poate afirma că, strămoșii ceangăilor vorbitori de română au aparținut în cea mai mare parte stratului arhaic al ceangăilor maghiari (în prezent reprezentați de grupurile ceangăilor de nord și sud).
Nu se poate ști dacă au fost păstrate și cuvinte de origine maghiară în acest grai, deoarece, chiar dacă au existat, autorul sau editorii ar fi putut evita să publice astfel de date. O excepție este cuvântul ler, (cumnat) același cu rér, lér din graiurile arhaice maghiare ceangăiești, fiind inclus și comentat deoarece a fost interpretat de Mărtinaș ca fiind dovada concludentă a originilor românești ale ceangăilor, deoarece este un termen latin, negăsit la români. Însă, termenul a fost găsit și în limba maghiară, unde rér, lér nu înseamnă doar „cumnat”, ci și „soțul unei surori mai în etate”. Această diferențiere, realizată prin termeni de înrudire în funcție de vârstă, este o trăsătură specifică a limbii maghiare, trăsătură care lipsește atât din limba română, cât și din limbile indo-europene. Alte exemple din limba maghiară sunt: bátya „frate mai mare”, öcs „frate mai mic”, néne „soră mai mare”, húg „soră mai mică”. În maghiara veche, termenul pentru „soțul unei surori mai în vârstă” era rér, iar pentru „soțul unei surori mai mici” era süv.
Etimologia cuvântului lér - rér a fost interpretată în lingvistica maghiară de către lingviștii Dezső Pais⁠(hu)[traduceți] (1943) și Réka J. Lőrinczi⁠(hu)[traduceți] (1980), ca fiind un cuvânt pătruns în dialectele limbii maghiare din vocabularul bisericesc latin medieval (levir). Deci, existența cuvântului ler în vocabularul ceangăilor vorbitori de limbă română se datorează împrumutului din vocabularul liturgic. Însă, potrivit lingvistului Sándor N. Szilágyi, sensul de „soțul unei surori mai mari” nu poate fi explicat pe baza latinescului levir, deoarece nici latina, nici româna nu au avut niciodată o asemenea categorisire în funcție de vârstă.
Datele care ar servi spre în folosul înțelegerii procesului abandonării unei limbi, în favoarea alteia, nu mai pot fi găsite.

### Starea actuală
Ceangăii în prezent se confruntă cu inversul problemei ausbau. După 1989, oficialitățile maghiare au manifestat o preocupare în scopul salvării grupului, prin punerea la dispoziție a educației în limba maghiară în instituții din Ungaria sau Transilvania. Cu toate acestea, problema abstand pune în dificultate această acțiune. De asemenea, în Ungaria limba vorbită de ceangăi este privită în general ca „maghiară alterată”, ceea ce dă un motiv suplimentar pentru ca ceangăii să treacă la limba română.
În anul 2009, Vilmos Tánczos a evaluat nivelul de cunoștințe lingvistice și vârsta vorbitorilor ceangăi. Asimilarea lingvistică a ceangăilor a fost demonstrată în aproape toate localitățile cercetate: bătrânii (peste 60 de ani) în general cunosc foarte bine limba maghiară și o folosesc ca limba maternă (prima limbă vorbită). Între adulți sunt diferențe mari, în unele localități chiar și adulții mai tineri (30-44 ani) vorbeau limba maghiară ca limbă maternă, în localitățile mai asimilate, doar adulții mai în vârstă (45-59 ani). Tinerii și copiii vorbesc limba maghiară doar în localitățile puternic ceangăiești, dar și aici o folosesc limba doar ca a doua limbă, aproape exclusiv pentru comunicarea cu părinții și/sau bunicii (copiii între ei vorbesc românește). Copiii sub 10 ani în cele mai multe localități nu mai înțeleg limba maghiară. Tánczos a observat mari diferențe între mediul rural și cel urban: în mediul rural 26% dintre catolici au vorbit limba maghiară (14% ca limba maternă, 12% ca a doua limbă) și 33% au înțeles limba (7% fiind procentul celor care au un vocabular pasiv). În mediul urban nivelul de cunoaștere a limbii maghiare este mult mai scăzut: doar 8% dintre catolici vorbesc maghiară (din care doar 3% ca limba maternă și 5% ca a doua limbă) și 5% au un vocabular pasiv, procentul total celor care înțeleg limba maghiară fiind 13%.
Tánczos a observat mari diferențe și între diferitele grupuri ceangăiești, cei mai asimilați fiind ceangăii de nord, pe când ceangăii secui sunt mai puțin asimilați. Ca urmare se poate afirma că, cea mai arhaică variantă a limbii maghiare (dialectul vechi de nord) este pe cale de dispariție, deoarece nu mai există nici o comunitate în care tinerii (15-29 ani) sau copiii ar mai înțelege limba maghiară. În comunitățile ceangăilor de nord, doar bătrânii peste 60 de ani mai vorbesc limba maghiară ca și limbă maternă și doar adulții peste 45 ani o folosesc în calitate de a doua limbă. Ceangăii de sud sunt mai puțin asimilați, mai ales cei care vorbesc dialectul secuiesc. În unele sate locuite de ceangăi secui, chiar și copiii mai mari (peste 10 ani) vorbesc destul de bine limba maghiară.
Potrivit lui Petteri Laihonen, profesor la Universitatea Jyväskylä din Finlanda care a cercetat începând cu anul 2016 eficiența programului școlar în limba maghiară elaborat în Moldova, ceangăii sunt mai determinați în sensul revigorării limbii materne. Acest fapt a fost remarcat datorită rezultatelor pozitive obținute, în comparație cu cele obținute la nivelul comunității sami din Finlanda, care beneficiază chiar de sprijinul statului finlandez. Acolo,  rezultatele obținute au fost puțin satisfăcătoare.

## Cultura
„De sute de ani cultura ceangăilor s-a păstrat în România. Situația ceangăilor a fost studiată de organizațiile internaționale, mai ales de Consiliul Europei. Reprezentanții Adunării Parlamentare a Consiliului Europei au mers de mai multe ori în România.
Ceangăii sunt un grup de catolici care cuprinde mai multe ramuri. Acest grup etnic a supraviețuit timp de secole încă din Evul Mediu și trăiește în Moldova, la răsărit de Carpații României. Ceangăii vorbesc o formă timpurie a limbii maghiare și se deosebesc prin tradiții foarte vechi, o cultură și o artă populară foarte bogată, care au o valoare foarte mare pentru Europa.
Timp de veacuri, identitatea ceangăilor s-a bazat pe religia romano-catolică și pe limba lor proprie, vorbită în familie și în sat. Acest lucru poate să lămurească, pe lângă modul de viață arhaic și felul cum înțeleg ei lumea, și faptul că legăturile cu religia catolică au fost foarte strânse, iar graiul lor încă mai trăiește.
Persoanele care mai vorbesc încă dialectul ceangău sau cei care-l consideră limba maternă sunt o parte din ce în ce mai mică din populație.
Deși această cifră nu este acceptată de toată lumea, se apreciază că din cel mult 260.000 de catolici, numai vreo 60.000 - 70.000 vorbesc dialectul ceangău. Această cultură este astăzi în pericol de dispariție. Este nevoie de ajutorul Europei pentru salvarea acestei culturi.
Ceangăii nu au vreo revendicare politică, dar vor numai să fie recunoscuți ca o cultură deosebită.
Diversitatea de culturi și limbi ar trebui considerată ca un izvor prețios care îmbogățește patrimoniul nostru european și întărește identitatea fiecărei națiuni și a fiecărei persoane.
Ajutorul european și mai ales al Consiliului Europei se justifică pentru a salva orice cultură și se dovedește a fi necesar în cazul ceangăilor. Scopul principal al tuturor acțiunilor trebuie să fie păstrarea și dezvoltarea identității culturale, de limbă și de religie a acestei comunități și această problemă trebuie tratată în afara oricărui interes politic.”—extras din Culture e fede, nr.2/2001, Vatican

Actual, în satele de ceangăi din Moldova cultura de tip tradițional țărănească tinde să fie înlocuită rapid, de o cultură de tip modern. Rezultatul acestui proces constă în faptul că elementele folclorice din limba maghiară, care sunt expresia alterității culturale, nu mai au forța necesară creării și formării identității maghiare. Spre deosebire de comunitățile maghiare din Bazinul Carpatic, unde este întâlnit acest fenomen de perpetuare a culturii originale, chiar și în cursul aculturației, noua cultură încetățenită bazându-se pe limba maternă, în cazul ceangăilor din Moldova schimbarea culturii are o tendință spre cultura proprie comunităților de limbă română. La acest proces participă mediile de informare precum radiodifuziunea și televiziunea, unde creațiile folclorice și muzicale în limba română au un caracter principal. Pe termen lung, impactul expansiunii fondului cultural asociat folosirii limbii române favorizează integrarea ceangăilor în comunitatea de limbă română, precum și în cultura română.
Datorită proceselor dinamice economice, sociale, culturale, lingvistice și etnice se evidențiază faptul că, în ce privește identitatea ceangăilor, nu putem vorbi de un model unitar, conștiința identitară etnică având structuri și semnificații diferite, precum și reprezentări particulare în funcție de sat, părți ale satului, de familii, membrii de familie și de situații de viață diferite. Această formulă este reprezentată de relația dintre utilizarea limbii materne și conștiința identitară, unde până la începutul secolului al XX-lea, în comunitățile rurale limba de comunicare era îndeosebi limba maghiară, familia având un rol crucial în privința însușirii și transmiterii ei. La sfârșitul celui de-al Doilea Război Mondial, copiii învățau limba română mai ales la școală, însă, până la sfârșitul secolului al XX-lea, monolingvismul fiind totuși des întâlnit, îndeosebi în rândurile femeilor. Marea majoritate a bărbaților și-au însușit limba română în afara salului natal, în timpul serviciului militar obligatoriu, sau, mai târziu, prin intermediul locurilor de muncă. Datorită schimbărilor politice, economice și sociale de după deceniul cinci al secolului al XX-lea, izolarea relativă a satelor în care trăiau ceangăii a încetat. Bilingvismul a câștigat astfel tot mai mult teren, iar în ultimele trei decenii ale secolului respectiv, după bilingvismul de tranziție, s-a consolidat treptat dominația limbii române. Astfel, oamenii se autodefinesc acum având ca limbă maternă, româna.
Concluzia lui Gábor Lükő⁠(hu)[traduceți] este că ceangăii aparțin social și cultural atât maghiarilor, cât și românilor.

### Folclorul

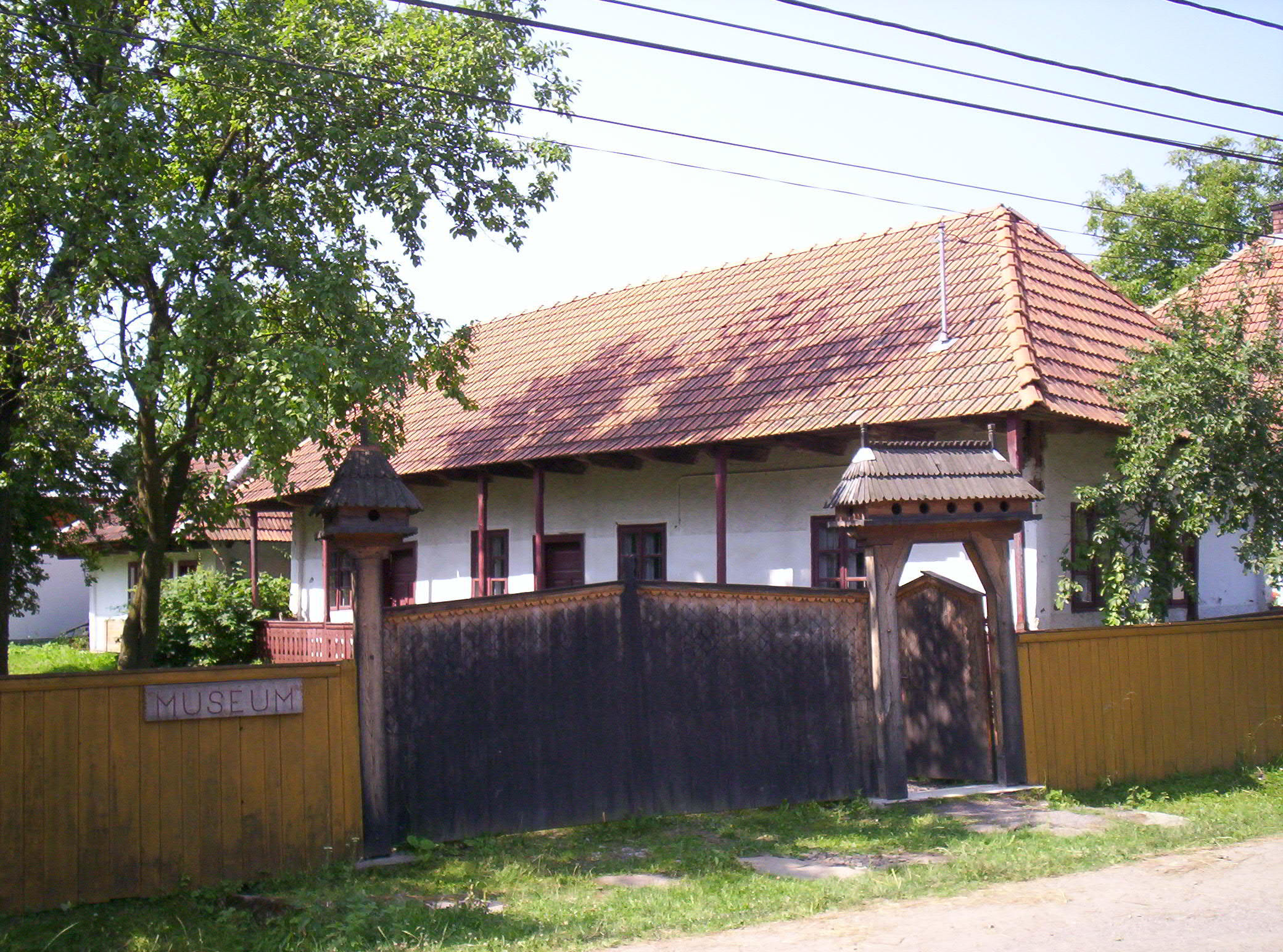
Muzeul ceangăilor din Zăbala, Covasna

În comparație cu cultura maghiară, cultura ceangăiască este mai arhaică, păstrând elemente din Evul Mediu. Astfel, până la sfârșitul secolului al XX-lea ceangăii au păstrat cele mai arhaice straturi ale culturii populare maghiare, iar conform lui Ferenc Pozsony⁠(hu)[traduceți] și a celei europene, datorită situației istorice, sociale, culturale, politice și etnice specifice din Moldova. Interesul intelectualității față de cultura și folclorul bogat în elemente arhaice al ceangăilor a apărut încă din secolul al XVIII-lea, apoi s-a intensificat la mijlocul secolului al XIX-lea, iar în ultimii 150 de ani în satele de ceangăi, cercetătorii au cules un material folcloric maghiar însemnat.
Preotul Elek Gegő⁠(hu)[traduceți], născut la Toplița și însărcinat de Academia Maghiară de Științe să viziteze în anul 1836 de comunități ceangăiești, a prezentat pe baza impresiilor de călătorie viața si cultura maghiarilor din Moldova. Primul cercetător care a studiat sistematic folclorul maghiar din Moldova a fost Ince János Petrás, preot romano-catolic născut în satul Faraoani, care a început să adune creațiile folclorice începând cu anul 1841, la cererea lui Gábor Döbrentei⁠(hu)[traduceți], secretarul Academiei Maghiare de Stiințe.
Literatura etnografică maghiară a fost reprezentată în ce privește cercetarea de Gábor Döbrentei, Ince János Petrás, Gábor Lükő⁠(hu)[traduceți], László Mikecs⁠(hu)[traduceți], Károly Kós și echipa sa (Jenő Nagy⁠(hu)[traduceți] și Judit Szentimrei⁠(hu)[traduceți]), urmați de Péter Halász. Când cheltuielile nu au fost acoperite de instituții (Academia Română a contribuit doar în anii 1950, în timp ce Institutul de Cercetări Etnografice al Academiei Maghiare de Științe a făcut-o mai târziu), aceștia au întreprins lucrări de cercetare pe cheltuielile proprii, chiar dacă s-a dovedit a fi un lucru riscant, datorită neîncrederii manifestate de autoritățile române. Cercetătorii s-au confruntat, de asemenea, cu împotrivirea populației locale. De la formarea națiunii române moderne (1859) și devenirea în cetățeni români, localnicii au fost nevoiți să se confrunte cu faptul că declararea ca maghiari este o acțiune condamnabilă, iar identificarea potrivită pentru ei este cea de româno-catolici.[J]
Cercetările maghiare s-au concentrat întotdeauna, pe aproximativ 50 de sate din regiunea compactă aflată de-a lungul râului Moldova, gurii de vărsare a Bistriței, câmpiilor de-a lungul Siretului și de-a lungul Tazlăului, precum și Trotușului, cu populație majoritar maghiară. Astfel, a apărut reproșul savanților români referitor la atenția maghiarilor acordată exclusiv asupra regiunilor menționate și ignorarea satelor catolice deja românizate. Principalele obiective au fost înregistrarea detaliată, analizarea diferitelor tipuri și variante de fenomene etnografice, schemele evolutive, analizarea straturilor arhaice existente, delimitarea de folclorul maghiar, moștenirea maghiară și preluarea de elemente românești, precum și comparația cu materialul etnografic maghiar ardelean.
Astfel, națiunea maghiară din Bazinul Carpatic a putut să-și contemple modernitatea, dar și continuitatea, prin a vedea cultura ceangăiască drept rădăcină a culturii maghiare. În același timp, ceangăii din Moldova au fost priviți drept element relict, premergător fazei de construcție națională a maghiarilor din interiorul arcului Carpatic, conferind un fel de legitimitate primordială construirii națiunii maghiare prin încadrarea acestei culturi, ca element natural, spontan și necontaminat cu alte grupuri etnice.
Ceangăii moldoveni sunt singurul grup de limbă maghiară care nu a fost încorporat în națiunea maghiară, originile lor nefiind pe deplin clarificate în mod adecvat, iar datorită sentimentului puternic de izolare de Ungaria au conservat o cultură medievală. Astfel, arta populară și folclorul acestora nu sunt considerate drept relicve în interiorul comunității, ci fac parte din viața de zi cu zi.
Literatura etnografică românească, ce prezintă o întârziere evidentă în comparație cu cea maghiară, s-a concentrat pe demonstrarea originii române a ceangăilor, mulți dintre autori făcând acest lucru doar la nivel de afirmații (Iosif Petru M. Pal 1942, Dumitru Mărtinaș, Ion Coja, V. M. Ungureanu 1985, Dorinel Ichim 1987, Ion H. Ciubotaru 1998, 2002, 2005). Dintre toate lucrările existente, doar cele trei volume ale lui Ion H. Ciubotaru sunt reprezentative. Mediul academic românesc, reprezentat de Eugen Simion, președinte al Academiei Române și Sabina Ispas, directorul Institutului de Etnografie și Folclor „Constantin Brăiloiu”, a arătat o atitudine entuziastă asupra concluziilor lui Ciubotaru. În cazul acestor cercetători, motivația datorată curiozității a fost înlocuită de sarcina politică, în scopul de a demonstra originea românească a ceangăilor. Volumele scrise sunt rezultate ale misiunilor cerute de către stat (Ichim 1983, 1987) sau de clerul catolic (Ciubotaru 1998, 2002, 2005). De asemenea, prezentarea datelor istorice este făcută într-un mod selectiv, pentru a servi acestui scop.
Datorită faptului că în cazul studiului etnografic românesc au lipsit tensiunile dintre patrie/patriotism imperial și naționalism etnic/etno-național, prezent în etnografia maghiară, nu s-a putut realiza o critică la adresa accentuării arhaicității, pe care studiul etnografic maghiar a dezvoltat-o în cazul culturii ceangăiești. Interesul târziu al etnografilor și folcloriștilor români pentru ceangăi s-a remarcat, prin prezentarea legăturii rupte dintre cultura maghiară arhaică și cultura maghiară modernă, dar într-un mod distorsionat și simplist. Prin studiul etnografic, punctul de vedere naționalist românesc remarcă arhaicitatea și esența pur românească, imitând parțial etnografia maghiară, dar continuând în același timp să se împotrivească construcției etnice posibile a ceangăilor.
Informații suplimentare: Ceangăi#Probleme privind conservarea identității etnice
La data de 14 septembrie 2003 episcopul auxiliar de Alba Iulia, József Tamás, a inaugurat împreună cu inițiatorul proiectului, Ferenc Pozsony, „Muzeul ceangăilor” din Zăbala, Covasna, având ca exponate obiecte de artă populară și fotografii din Săbăoani, Pildești, Cleja, Pustiana, Oituz, Fundu Răcăciuni, Luizi-Călugăra și alte localități. Din același an, obiectivul a devenit secție externă a Muzeului Național Secuiesc din Sfântu Gheorghe.

#### Portul
Portul actual ceangăiesc al femeilor corespunde tipologic celui românesc din vestul Moldovei. Elementele sale specifice sunt: bluza cu umăr, fusta dreptunghiulară, cureaua lată. Bluza specifică, înafară de Moldova și sudul României, mai poate fi găsită parțial în Ucraina, Slovacia, sudul Poloniei, Bulgaria și parțial în fosta Iugoslavie. Prezintă mâneci și ornamente specifice, care pot fi observate pe bluzele din secolele XVI și XVII. Gâtul este țesut cu fire de bumbac, o practică numită bezáró în maghiară, brezărău în limba română. Datorită numelui său, Romulus Vuia a considerat-o de origine maghiară, reflectând asupra faptului că mai poate fi întâlnită și la alte grupuri maghiare (de exemplu, în valea Crișului Negru din Transilvania). Gâtul bluzei la femei din Evul Mediu avea un guler specific.

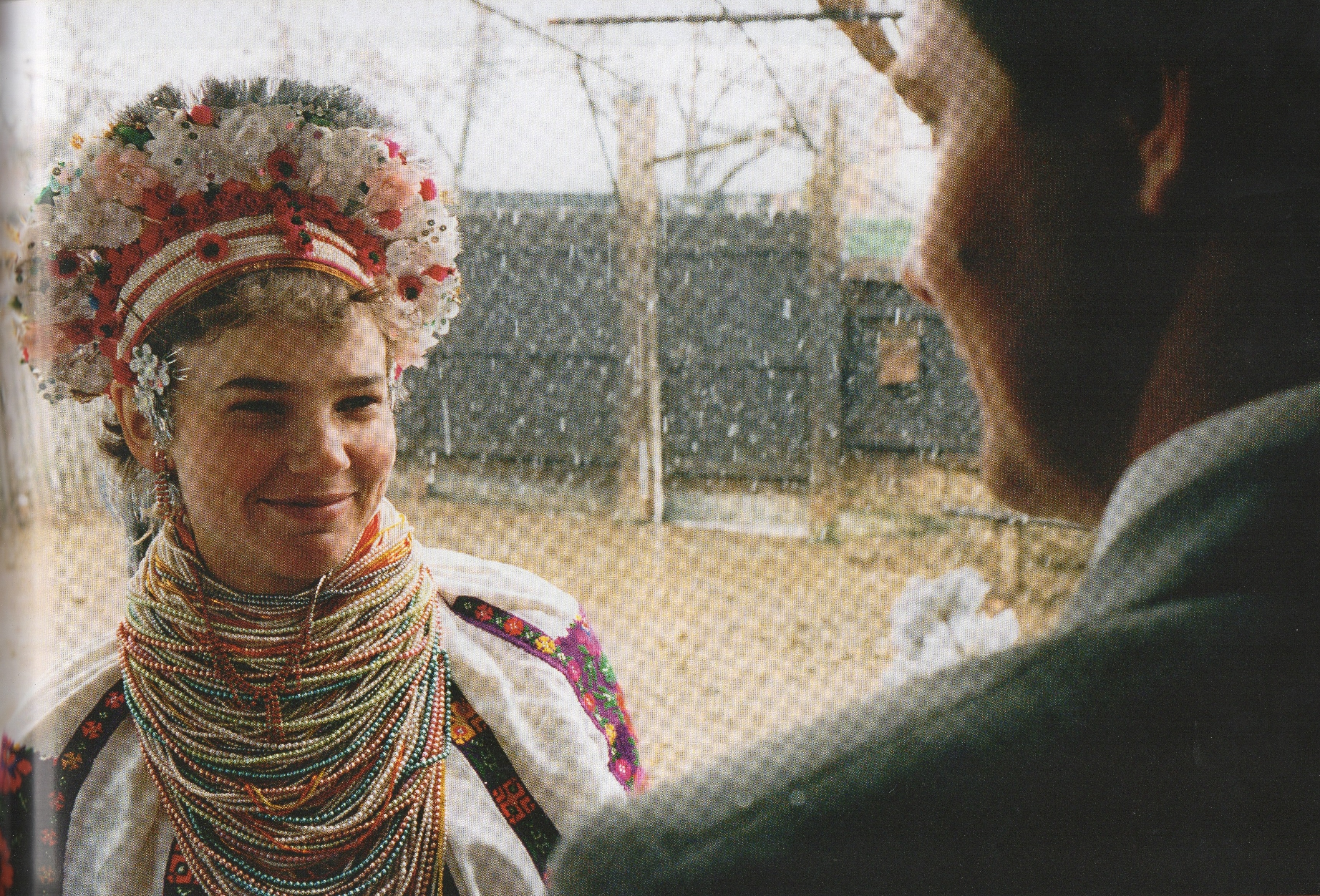
Mire și mireasă din Pustiana, Bacău (1989). Fotografie de Csoma Gergely.

Bluza cu mânecile brodate pe laturi poate fi găsită printre populațiile slave și la mai multe grupuri maghiare (la Călata, la Rimetea, în valea Crișului Negru). În Europa de Vest a fost răspândită în perioada Renașterii, ajungând chiar și în America prin invaziile spaniole. Fusta tradițională, catrința, în maghiară kerekítő, în această formă dreaptă nu poate fi găsită în altă parte în România, decât în Moldova, în sud-vestul țării, în părțile transilvănene ale unor văi din Carpații Orientali, la românii din zona Someșul Mare, în Toplița, Tulgheș, Întorsura Buzăului și Bran, plus la ceangăii din Ghimeș. Acesta este în general răspândită printre ucrainenii din Moldova de Nord, ea putând fi găsită atât și în rândul rușilor din sud, dar confecționată dintr-un material mai gros, cât și la nord de munții Eurasiatici. O fustă din mătase, similară cu cea pe care o poartă fetele ceangăițe poate fi găsită în zonele industriei mătăsii, în India, Ceylon, Birmania și apare și în Vietnam, dar în acele zone este confecționată și din alte materiale.
Literatura etnografică română consideră vâlnicul român de sud, androcul și muszuly maghiar de la Călata ca variante ale „fustei tip voal”. Fuste asemănătoare cu muszuly sunt răspândite adeseori între națiunile slave de est și de nord și printre estonieni.
Ion H. Ciubotaru a menționat că purtarea „coarnelor” (părul împletit pe un cerc) de către femeile ceangăițe din Moldova este un specific necunoscut în rândul maghiarilor, fiind un semn al identității românești. Afirmația lui Ciubotaru este falsă: potrivit etnografei Alice Gáborján, maniera respectivă a fost răspândită în general printre femeile de la marginile Secuimii, de la Racoșul de Sus. De asemenea, a fost la modă în Europa de Vest în secolul al XVII-lea. În această perioadă, în Transilvania, femeile din rândul aristocrației își împleteau părul într-o manieră similară, însă nu erau din rândul secuiencelor și nici al româncelor. Această formă de împletire a părului a mai rezistat în unele zone maghiarofone. Potrivit lui Gábor Lükő⁠(hu)[traduceți], împletirea părului în acest stil era un semn că femeia a ajuns la o anumită vârstă, în grupul femeilor mature. Atât pierderea acestei coafuri, cât și dispariția grupurilor au fost rezultatul unei interdicții impuse de biserica catolică în Moldova.
Mantia bărbătească din pâslă cu mâneci lungi și largi este o influență a costumului ungar din est. În Cronica pictată de la Viena, primii coloniști maghiari și străinii veniți din est sunt prezentați în astfel de haine. Acest specific a fost accentuat de influențele otomano-turce din perioada dominației acestora. Un album de costume din Transilvania din secolul al XVII-lea (Viseletalbum) prezintă mai multe astfel de haine purtate de bărbați sași, maghiari, români și evrei, plus o femeie maghiară. Acest model estic timpuriu a fost păstrat și în costumele țărănești din Ungaria: Nordul Ungariei (Palotia), Transdanubia și Câmpia Maghiară.
Ince János Petrás a observat cum, spre deosebire de români, ceangăii foloseau aproape exclusiv materiale realizate acasă pentru costumele lor. Aceștia insistau foarte mult pe costumele vechi, purtările specifice precum mersul ușor de recunoscut datorită „ținutei îngrijite” și folosirea unor ornamente și bijuterii care nu ieșeau din comun. Diferențe locale în materie de port sunt existente și în prezent, precum gențile extrem de roșii de la Luizi-Călugăra, cămășile mai albastre de la Valea Seacă, tivul albastru al catrințelor de la Cleja, broderiile diferite ale cămășilor de la Valea Mare, mai multe mărgele folosite la Lespezi, cămășile specifice (plátkás) de la Arini și Gioseni etc.
O alterare a portului ceangăiesc a apărut în perioada interbelică în cadrul instituțiilor de învățământ primar din localitățile Săbăoani și Frumoasa, unde elevii erau îndemnați a folosi motive naționale românești în locul celor maghiare, în fabricarea portului popular.[H]
Porturile populare românești și ceangăiești sunt tratate separat de către etnografi precum Elena Secoșan și Paul Petrescu, în volumul „Portul popular de sărbătoare din România”.

#### Ornamentele

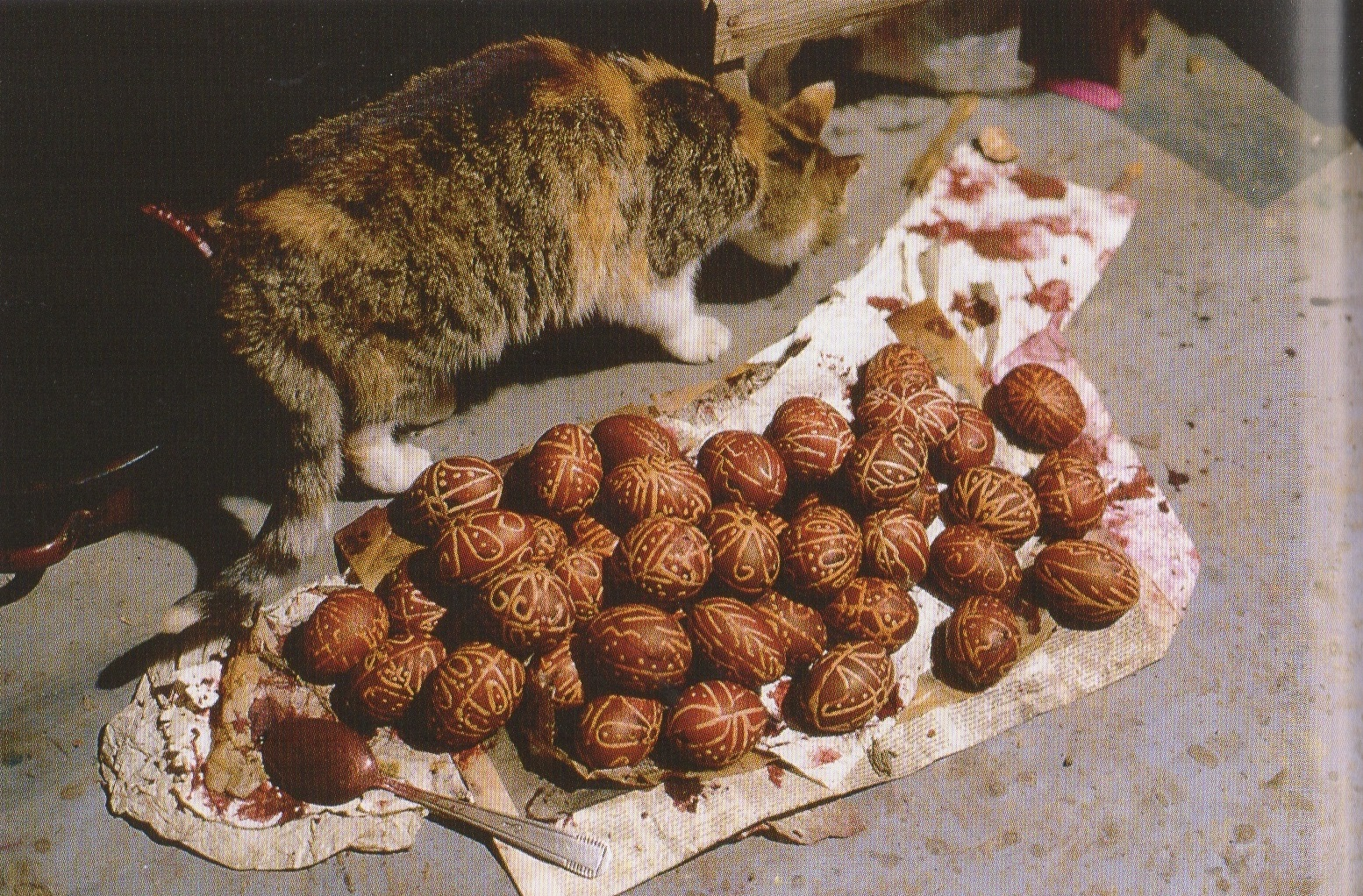
Ouă de Paști la Lespezi, Bacău (1988).

Elementele ornamentale de broderie ceangăiești mai recente sunt probabil de natură românească. Tehnicile specifice de broderie foarte vechi, după tipul de cusătură și ornament nu sunt cunoscute în alte grupuri maghiare, dar nici în cele românești și în același timp, sunt considerate a fi un specific maghiar din Moldova atât în studiile maghiare, cât și cele românești. Un alt tip de broderie textilă mai poate fi întâlnită în rândul maghiarilor, românilor, kârgâzilor, turcilor și estonienilor. Un exemplu este motivul de cioc dublu, numit coarne de berbec, ce apare și pe covoarele turcești, liniile ondulate numite șerpi etc. Arta populară maghiară prezintă un stil de concentrare și accentuare a motivelor (puncte și dungi), în timp ce arta populară românească preferă adesea ornamentele dispersate. Utilizarea simbolică a podoabelor și a obiectelor ornamentate poate fi găsită la ambele națiuni, fiind un specific arhaic. Spre exemplu, este cunoscută utilizarea oului de Paști în cultul funerar și la costumul nașilor de botez.
Gábor Lükő⁠(hu)[traduceți] a observat o similitudine între motivele dreptunghiulare ale covoarelor secuiești și unghiurile ascuțite de pe covoarele maghiare moldovenești, însă, este nevoie de cercetări suplimentare pentru interpretarea specificului. În literatura etnografică românească, s-a presupus o origine românească a motivelor textile geometrice, într-o presupusă lipsă a acestora în rândul maghiarilor, însă s-a dovedit a fi o afirmație falsă.
Stilurile de ornamentare ale ouălor de Paști în rândul ceangăilor, ce prezintă linii libere și o stilizare puternică, sunt cunoscute și în rândul maghiarilor.

#### Muzica

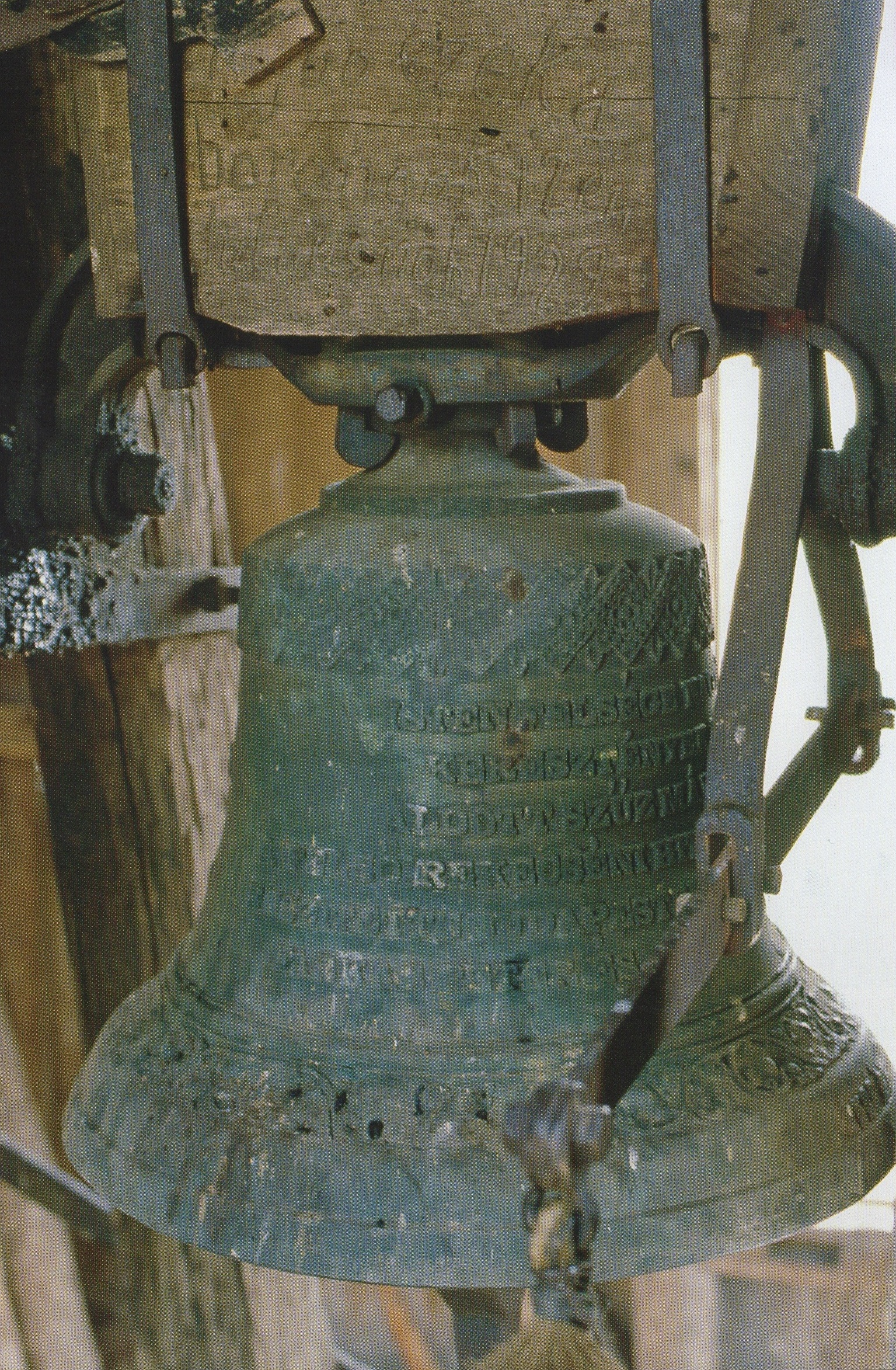
Clopot cu inscripție în limba maghiară la Fundu Răcăciuni, Bacău.

Preotul Elek Gegő⁠(hu)[traduceți] a publicat pentru prima dată, în cartea sa apărută la Buda, varianta culeasă în Moldova a baladei clasice „Szilágyi și Hajmási”, care are ca subiect fapta eroică a vitejilor care, au înfruntat cu dârzenie până la moarte oastea turcească supranumerică, apărându-și familia și neamul.
Mai multe balade clasice au fost culese de Ince János Petrás, în timpul cercetărilor acestuia începute după anul 1841: „Nevasta tâlharului”, „Testamentul ciobanului”, „Nevasta rea”, „Femeia necredincioasă”, „Cei trei orfani”, „Soacra rea”, „Amărâtă turturea”, „La șezătoare”, „Tündér Ilona”, „Întemnițatul și iubita”, variante în limba maghiară a cântecelor vechi de robie etc. Cercetările au dovedit că următoarele balade clasice maghiare sunt cunoscute doar în Moldova: „Mireasa vândută în Polonia”, „Fata furată de turci”, „Fata care se întoarce la nuntă”, „Fiul numit Lázár al regelui maghiar”, „Fata dusă în rai” (Langos szép Ilona), „Tündér Ilona”, „Nevasta leneșă”, „Fata care dezleagă enigme”, „Fata lui Dancia” (A katonaleány, Mizil-crai), „Nevasta vândută”, „Fratele mort”, „Soacra rea” etc., fiind cel mai probabil create în Moldova, sau, în cazul în care au existat mai devreme și în Bazinul Carpatic, acestea fiind dispărute din cauza influenței modernizării culturii asupra poeziei populare maghiare.
Muzica populară ceangăiască nu fusese înregistrată la începutul secolului al XX-lea într-o colecție, astfel că Béla Bartók s-a hotărât să facă o călătorie în scop de cercetare în Moldova, însă izbucnirea Primului Război Mondial i-a anulat planul. Ulterior Zoltán Kodály, care a explorat sistematic zonele periferice ale teritoriului maghiarofon, a vizitat Bucovina în 1914 și a colectat mai multe melodii din cinci sate de secui bucovineni. Războiul l-a împiedicat să își finalizeze planul de a continua studiul.
Culegerea de muzică populară ceangăiască a început propriu-zis în anul 1929 și a ținut până în 1934. Printre cercetători au fost Pál Péter Domokos, Sándor Veress⁠(en)[traduceți], Gábor Lükő⁠(hu)[traduceți] și Balla Péter. Domokos este cel mai reprezentativ dintre aceștia, realizând călătorii de cercetare în 1929 și 1931. Acesta și-a transpus munca de cercetare în cartea A moldvai magyarság („Maghiarimea din Moldova”) din 1931. A cules 65 de melodii ceangăiești și a propus să se adauge cu această ocazie un al cincilea dialect maghiar din muzica populară în literatura etnografică, pe lângă cele patru definite de Bartók (Transdanubia, Ungaria Superioară, Câmpia Mare, Transilvania). Cilindrii fonografici înregistrați de Domokos în a doua călătorie au fost transcriși de Béla Bartók. Sándor Veress în călătoria sa din 1930 în Moldova a cules materialul tot cu un fonograf, ale cărui transcrieri au fost publicate 60 de ani mai târziu, în volumul Moldvai gyűjtés („Colecția moldovenească”). Veress, după ce s-a stabilit în Elveția, a folosit mai multe melodii ceangăiești pentru compozițiile sale destinate corurilor de copii, de bărbați și mixte, precum și soliștilor.
În mai 1938, în timpul Congresului Euharistic care a avut loc la Budapesta, câteva femei au cântat melodii tradiționale, fiind înregistrate și de Magyar Rádió. În studiou erau prezenți și Béla Bartók, Lajtha László⁠(en)[traduceți], Sándor Veress și Pál Péter Domokos.
În cea de-a doua fază a cercetărilor, acestea au fost realizate printr-o colaborare a unor institute din Budapesta și Cluj, astfel că în intervalul 1949-1956, József Faragó⁠(hu)[traduceți] și János Jagamas⁠(hu)[traduceți] au realizat mai multe studii și au publicat volumul Moldvai csángó népdalok és népballadák („Cântece populare moldovenești ceangăiești și balade populare”) în 1954.
În 1930, Sándor Veress și-a dat seama că ceangăii păstraseră mai multe stiluri arhaice. Pe lângă melodiile pe gamă pentatonică, aceștia aveau și pe cele cu gamă diatonică cu o cadență neobișnuită de gradul II. Astfel, au fost făcute descoperiri fundamentale în ce privește diferențierea stilurilor noi și vechi, în muzica populară maghiară. Muzica populară ceangăiască prezintă toate stilurile din stratul arhaic al muzicii populare maghiare. Include melodii cu stilul pentatonic descendent, cu arcuție largă, stilul diatonic de lament și stilul psalmodic.

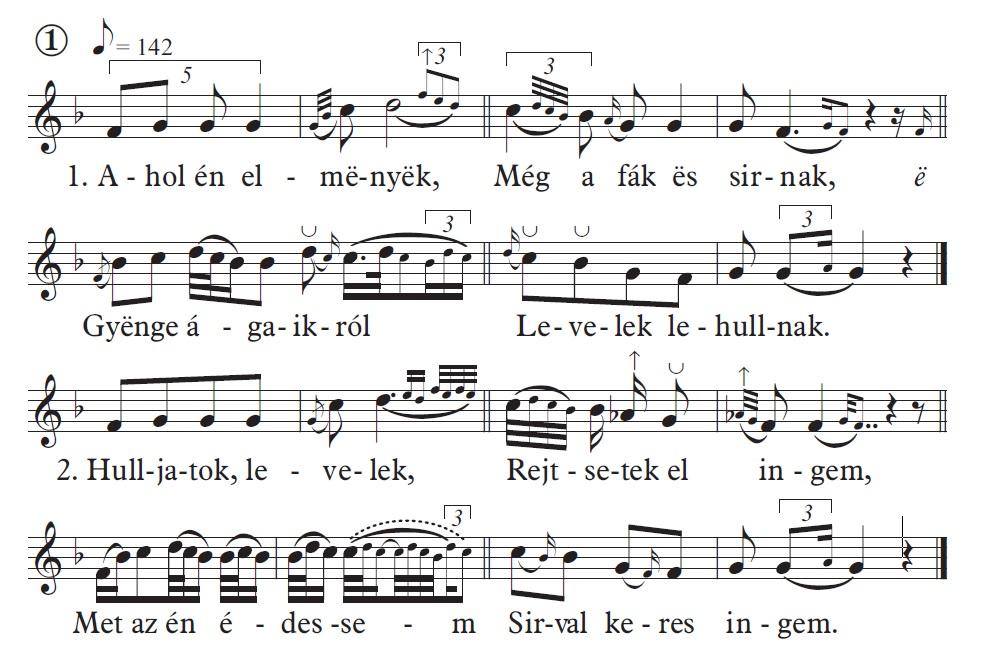
Melodie ceangăiască din Lespezi, Bacău, cântată de Simon Ferenc Józsefné, cu numele de fată Fazakas Ilona (născută în 1897); culeasă de Pál Péter Domokos în iulie 1932, transcrisă de Béla Bartók.

În afara spațiului școlar, cadrele didactice de limbă română, adesea venite din alte zone în perioada interbelică și postbelică, au participat la șezători, unde au contribuit cu elemente culturale românești în ceea ce privește lecturile, cântecele, serbările și recitările.

### Păstrarea tradițiilor
În prezent, păstrarea tradițiilor locale ceangăiești se realizează prin înființarea unor grupuri folclorice. Aceste grupuri participă la diferite manifestări culturale atât în țară, cât și în străinătate, prezentând publicului larg cântece, balade, dansuri, obiceiuri, povești și jocuri. Prin intermediul festivalurilor ținute în Ungaria, maghiarii se pot familiariza cu muzica și dansurile populare ceangăiești, care prezintă de altfel și o influență românească.
Cele mai populare festivaluri la care grupurile participă sunt:
- Balul Ceangăiesc de la Budapesta,[315] organizat anual începând din 1997;[316]
- Tabăra Internațională de Dans și Cântece Populare de la Jászberény,[315] organizată anual începând din 1990;[316]
- Zilele Sfântului Gheorghe;[315]
- Festivalul și Săptămâna Satului Fundu-Răcăciuni;[315]
- Săptămâna Satului Somușca;[315]
- Zilele Pustiana;[315]
- Tabăra de Folclor de la Lunca de Jos;[315]
- Ziua Ceangăilor, organizată anual în orașele din Transilvania.[315]

După implementarea programului educațional, grupurile de folclor au fost completate și de copii, în majoritatea locațiilor de învățământ aceștia formând grupe folclorice de tineri. Grupurile sunt susținute de Asociația Maghiarilor Ceangăi din Moldova.

## Religia

### Situația actuală
În localitatea Tețcani (al cărei nume provine de la diminutivul numelui Ștefan în limba slavă – Stețco) din județul Neamț și în Pustiana, Arini și Pârgărești din județul Bacău, bisericile locale au avut ca patron pe Sfântul Ștefan al Ungariei, cu hramul sărbătorit la data de 20 august. Din acestea, doar biserica din Pustiana încă mai păstrează hramul. În localitatea Vizantea Mănăstirească din județul Vrancea, biserica sătească avea ca patron pe Sfântul Ladislau.

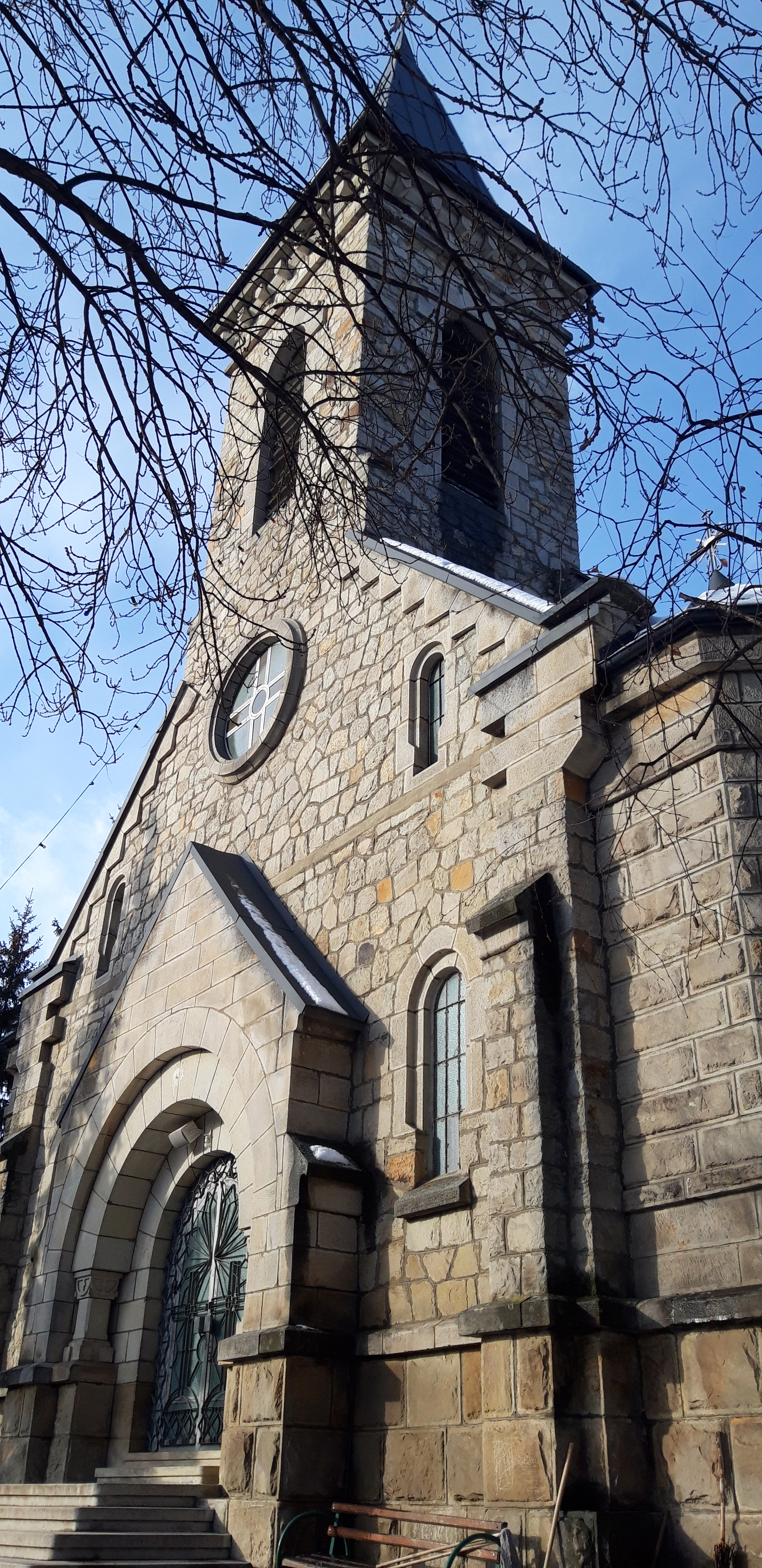
Biserica „Sfânta Ana” din Cireșoaia
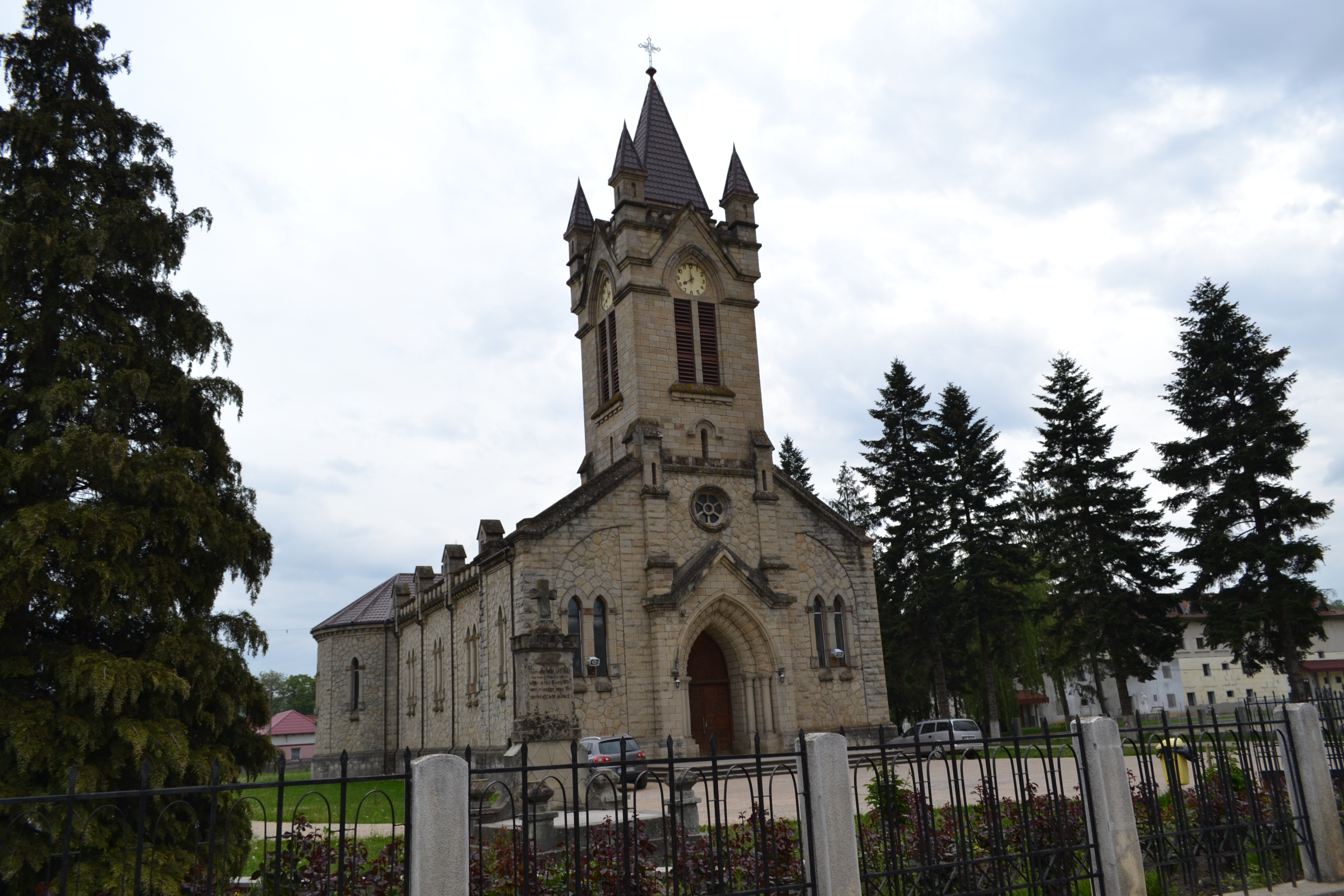
Biserica „Preasfânta Treime” din Oituz
Biserica „Sfânta Maria Regină” din Pârgărești, Bacău
Biserica „Sfinții Petru și Paul” din Bacău
Biserica „Sfântul Ștefan Rege” din Pustiana, printre puținele din Moldova care mai păstrează hramul original maghiar
Biserica „Sfânta Fecioara Maria” din Tămășeni
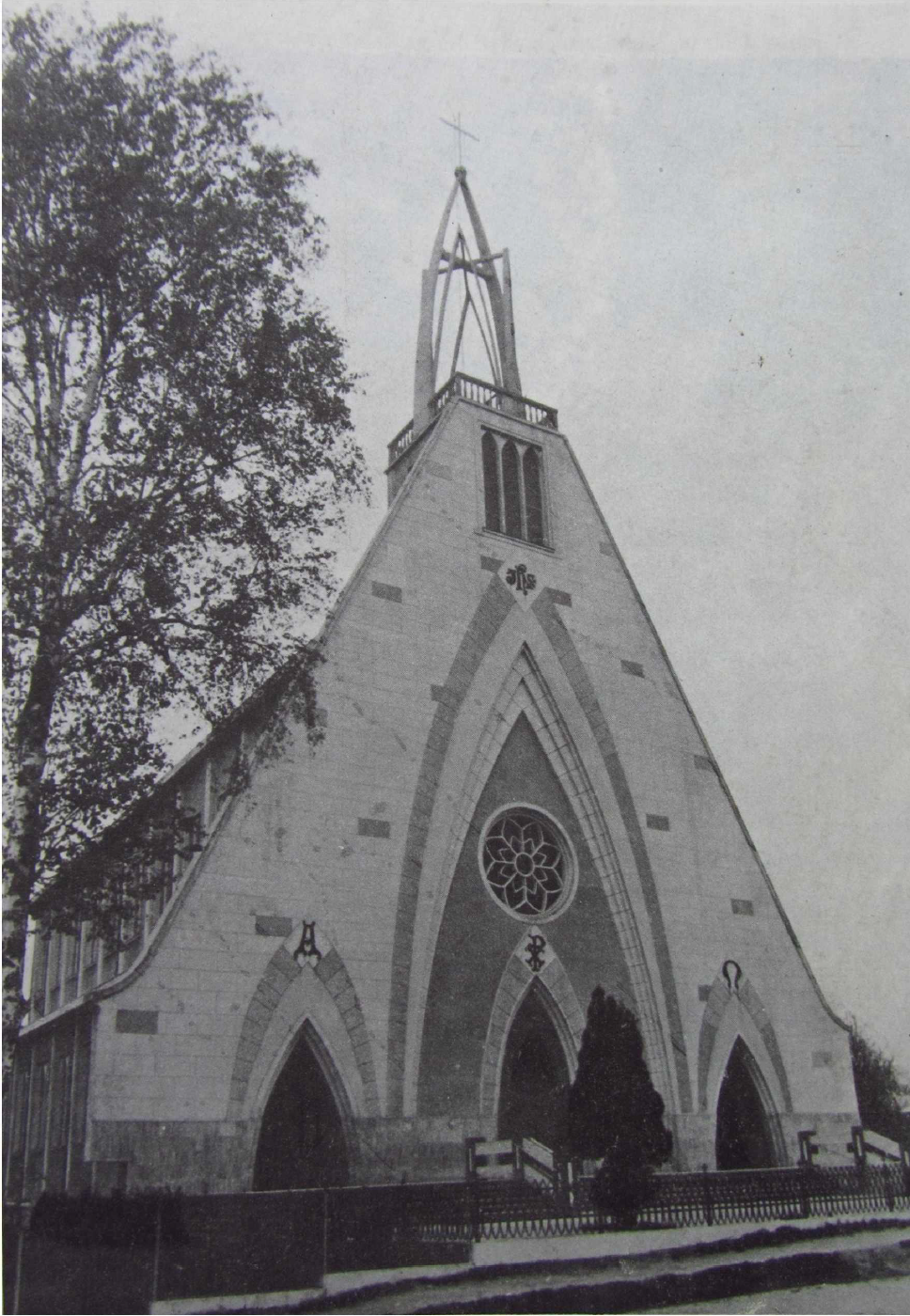
Biserica „Preasfânta Inimă a lui Isus” din Nicolae Bălcescu
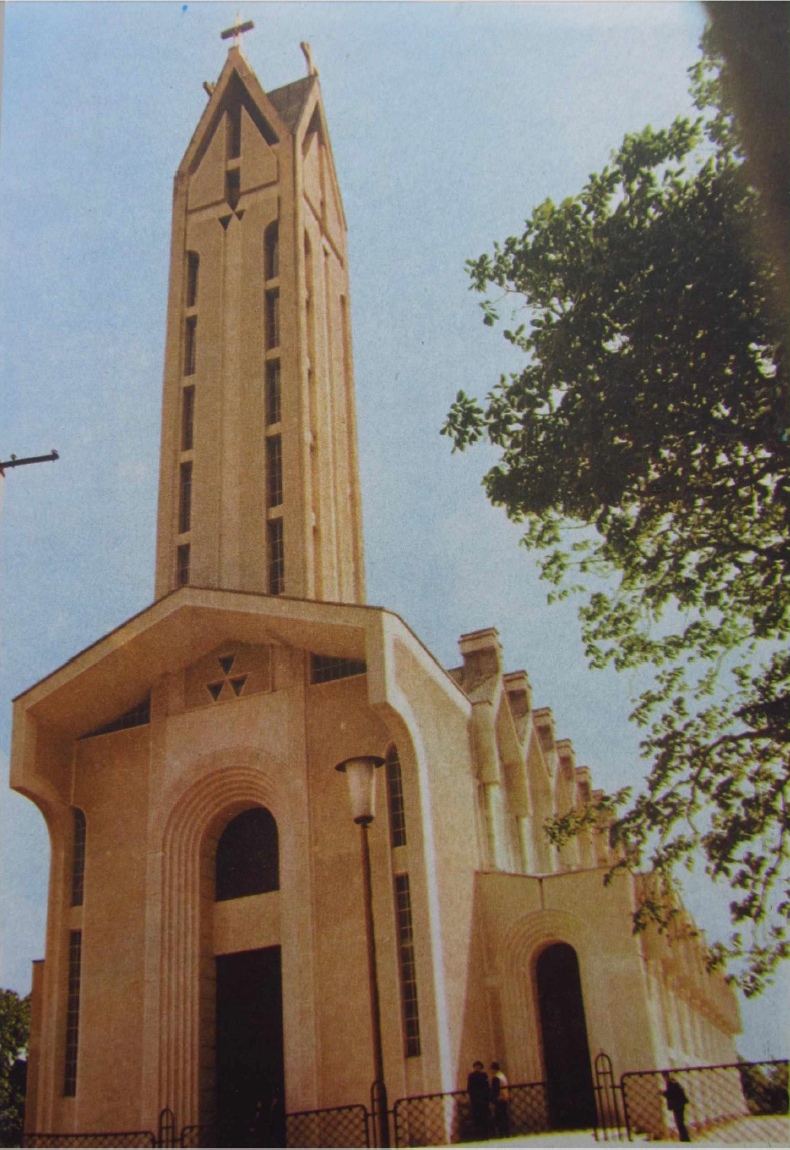
Biserica „Preasfânta Treime” din Butea, Iași

### Reminescențe ritualice cu origine precreștină
Analizând șamanismul la români așa cum a fost el relatat de episcopul Marco Bandini în Codex Bandinus, Mircea Eliade a ajuns la concluzia că niciunul din elementele constitutive ale șamanismului nu este atestat la diverse varietăți de „vrăjitori” și „vraci” cunoscuți în provinciile românești. Transele extatice menționate de Bandinus nu se găsesc în nicio altă parte a României. Aceste aspecte l-au făcut pe Eliade să creadă că acei „incantatores” întâlniți de episcop în Moldova nu erau români, ci ceangăi.
Șamanologul Vilmos Diószegi⁠(hu)[traduceți] a ajuns la aceeași concluzie cu Eliade. Tot Diószegi a remarcat diferențele structurale între táltos-ul unguresc și diferitele tipuri de vrăjitori omologi popoarelor vecine cu Ungaria, printre care solomonarul românilor, planetink-ul polonezilor și grabancias-ul sârbilor și croaților. Numai táltos-ul recunoștea „boala inițiatică” sau „somnul lung" (moarte rituală), unde subiectul este supus unei inițieri, posedă un costum special, o tobă și practică extazul. Aceste elemente sunt atestate la toate popoarele turcice, fino-ugrice și siberiene.
Cercetătorul Moshe Idel a remarcat o similitudine între transele extatice raportate de Marco Bandini cu cele practicate de evreii hasidici din timpul lui Baal Șem Tov, fondatorul curentului hasidic, despre care tradiția spune că ar fi avut o revelație mistică într-o peșteră din Carpații Orientali în jurul anului 1730.
Episcopul Bandinus a semnalat și un ritual împotriva ciumei în preajma satului Lucăcești, unde fiecare răscruce de drumuri de lângă frontiera cu Transilvania avea un priapos realizat dintr-un trunchi de stejar cu formă antropomorfică, cu un arc strunit cu două săgeți în mâna dreaptă și lance în mâna stângă, având o poziție de luptă. La fel, acest ritual nu a putut fi găsit la români.
Tot in legătură cu apărarea împotriva ciumei, episcopul a redat o poveste conform căreia, în timpul nopții, zece fete tinere, aleargă goale în jurul satului, sărind, gesticulând, cântând și aruncând ramuri aprinse. Zece bărbați tineri vin în întâmpinarea lor, goi și înarmați cu lănci. Cele două grupuri se salută în tăcere și tinerii încrucișează lăncile cu ramurile aprinse. Bandinus a explicat astfel că românii cred că în felul acesta ciuma nu se va atinge de oamenii goi din cauza rușinii. O altă variantă de poveste se desfășoară tot în timpul nopții, când zece bărbați tineri urmați de zece fete tinere trag cu plugul o brazdă în jurul satului, cântând și râzând. Locuitorii, înarmați cu măciuci, se așază de-a lungul brazdei, cu fața spre Transilvania, gata să lupte împotriva ciumei. Bandinus a afirmat că aceștia aparțin „națiunii române”, deși acest ritual este tipic slavilor și fino-ugricilor.
Explicația pentru care aceste ritualuri ar fi putut fi întâlnite și în cadrul folclorului românesc se datorează, potrivit mai multor istorici maghiari de înainte de Mircea Eliade, unor popoare turcice care au fost asimilate de români. Istvan Györffy⁠(hu)[traduceți] a fost de părere că elementele șamanice întâlnite de Bandinus sunt de proveniență tătară. O opinie asemănătoare a avut-o și Gábor Lükő⁠(hu)[traduceți], aducând ca argument existența populațiilor de pecenegi, uzi, berindei, cumani și tătari, ce au trăit printre români timp de mai multe secole.

## Învățământul

### În limba maghiară
Începutul învățământului maghiar de stat a fost consemnat în anul 1948, moment în care Partidul Muncitoresc Român, prin intermediul Uniunii Populare Maghiare, a înființat aproximativ 40 școli cu predare în limba maghiară în satele locuite de ceangăi. Acestea nu au jucat un rol semnificativ în formarea identității naționale maghiare. Școlile erau slab dotate, iar elevii de la clasa întâi până în clasa a patra învățau la un loc în aceeași sală de clasă cu profesori care, în multe cazuri, fuseseră trimiși în Moldova drept pedeapsă. Populația religioasă nu a susținut aceste școli comuniste, în timp ce intelectualii locali români au fost într-o continuă opoziție față de acestea și astfel, în majoritatea satelor, instituțiile de învățământ s-au dovedit de a fi de scurtă durată. Școlile au fost închise treptat în perioada 1953-1958, mai ales după evenimentul revoluției ungare din 1956.
În raportul pe anul 2002 al Comisiei Europene în legătură cu progresele României în ce privește conformarea cu standardele impuse privind aderarea la Uniunea Europeană, este menționat faptul că nu s-au înregistrat progrese în cazul minorității ceangăiești. Această mențiune era o referire la rapoartele unor organizații de drepturile omului, în care a fost menționat faptul că, autoritățile locale au obstrucționat încercările comunității de a înființa cursuri școlare opționale în limba maghiară, acest lucru fiind prohibit de legislația română care garantează dreptul de a studia o limbă minoritară, dacă există cereri în acest sens. Situația s-a îmbunătățit la scurt timp, astfel că în anul școlar 2002-2003, s-au organizat cursuri în două sate pentru elevii care doreau să studieze limba maghiară ca disciplină opțională. Potrivit unor reprezentanți ai comunității, părinți din alte patru sate au depus cereri pentru înființarea de cursuri pentru anul 2003-2004. La nivelul anului 2004 limba maghiară era predată în 10 comune. Un raport al Guvernului României adresat Consiliului Europei în anul 2006 a consemnat faptul că ceangăii au primit sprijin din partea Ministerului Educației și Cercetării pentru a înființa unități de învățământ pentru studiul limbii maghiare, așa cum se menționează în avizul Comitetului Consultativ. Conform respectivului raport, autoritățile române au respectat identificările de sine și au oferit sprijin pentru studiul limbii maghiare, acolo unde a fost solicitat.
Actual în Transilvania, ceangăii de limbă maghiară învață în școli maghiare. Singura școală din județul Bacău cu predare integrală în limba maghiară se află în comuna Ghimeș-Făget. În Moldova, în 13 localități au fost organizate cursuri extrașcolare, iar în 11 localități limba maghiară este inclusă în programul școlar. În anul școlar 2005-2006, 725 de elevi din Moldova au învățat maghiara în grupuri școlare, iar 369 în grupuri extrașcolare (în total: 1.094), iar în anul școlar 2010-2011 în total 1.500 de elevi. Conform unei estimări asumate pe pagina de internet a Asociației Maghiarilor Ceangăi din Moldova, conform căreia în anul 2010 existau în Moldova 9.000 de copii care înțelegeau sau vorbeau limba maghiară, circa 7.500 din aceștia nu aveau posibilitatea de a învăța această limbă în instituții de specialitate (școli sau instituții private). Aceștia vorbeau limba lor maternă doar în familie. Asociația poate ajuta în fiecare an școlar 75 de elevi ceangăi, pentru continuarea studiilor în licee maghiare.
Asociația Maghiarilor Ceangăi din Moldova (AMCM) și Asociația Pedagogilor Maghiari din România (APMR) sunt cele două asociații care s-au îngrijit de funcționarea programului de învățământ până în aprilie 2012. Din acel moment, Uniunea Pedagogilor Maghiari din România a preluat programul de la Asociația Maghiarilor Ceangăi din Moldova, la intervenția Guvernului Ungariei (principalul susținător) și a Fundației pentru Învățământul în Limba Maghiară din Moldova (maghiară A Moldvai Magyar Oktatásért Alapítvány, AMMOA), care colectează donațiile private.
În momentul de față, învățământul în limba maghiară este organizat în 25 de sate moldovenești (în afară de comuna Ghimeș-Făget), în majoritatea lor în grupuri extrașcolare:

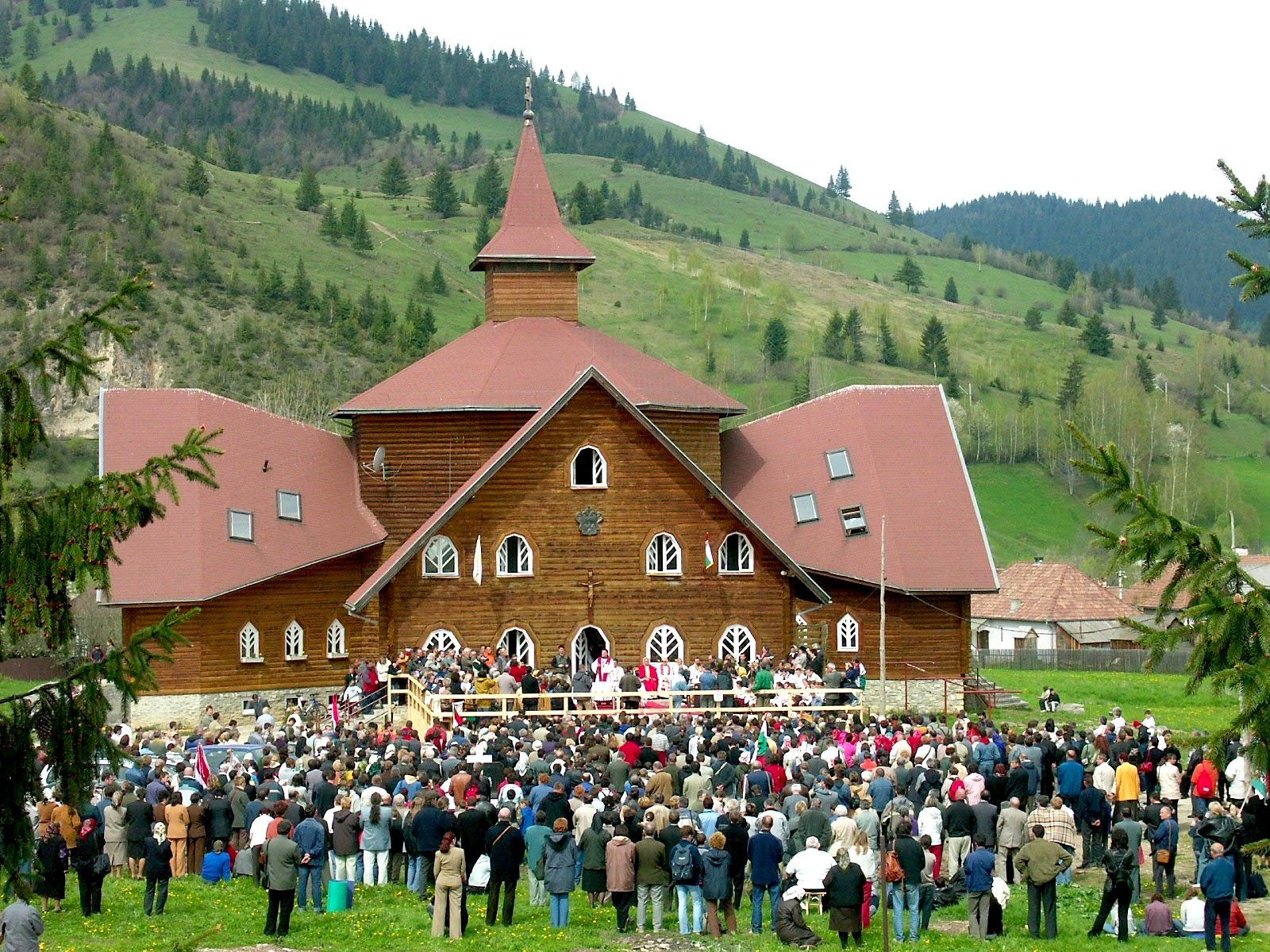
Biserica Sfânta Elisabeta a Ungariei de lângă liceul omonim din Lunca de Sus

| - Bahna (Bahána) - Bacău (Bákó) - Valea Seacă (Bogdánfalva) - Buda (Buda) - Ciucani (Csík) - Tuta (Diószeg) - Gioseni (Diószén) - Dumbrăveni (Dumbravén) - Nicolae Bălcescu (Ferdinándújfalu) - Frumoasa (Frumósza) - Coman (Gajdár) - Cleja (Klézse) - Coșnea (Kostelek) | - Fundu Răcăciuni (Külsőrekecsin) - Vladnic (Lábnyik) - Lespezi (Lészped) - Luizi-Călugăra (Lujzakalagor) - Arini (Magyarfalu) - Valea Mare (Nagypatak) - Valea Mică (Pokolpatak) - Pustiana (Pusztina) - Somușca (Somoska) - Nicorești (Szitás) - Galbeni (Trunk) - Alexandrina (Tyúkszer) |

Pentru cei care doresc să-și continue studiile în licee cu limba de predare maghiară, asociația le asigură această posibilitate în Miercurea Ciuc. Aici s-a înființat și un cămin pentru elevii și studenții ceangăi (Căminul Ceangăiesc din Miercurea Ciuc), în care aceștia sunt ajutați în studiile lor în limba maghiară de profesori de specialitate (lecții particulare) și de călugării piariști ai orașului.

### În limba română
Existența populației maghiare din Moldova reprezintă și astăzi o problemă, în raport cu procesele de unificare ale statului național român. Pentru formarea unui stat național, o sarcină necesară este omogenizarea populației, ceea ce duce la crearea unei comunități naționale. Sistemul de învățământ constituie un factor important în această acțiune, prin standardizarea și unificarea practicilor lingvistice eterogene: monolingvismul și reducerea diversității. Astfel, școala devine un instrument de integrare. Un rol important în predarea limbii române în interiorul comunităților ceangăiești l-a avut Biserica Romano-Catolică, prin intermediul preoțimii locale.
Prin reforma învățământului din anul 1864 instituită de Alexandru Ioan Cuza a apărut sistemul public modern de educație. În localitățile Săbăoani, Fundu Răcăciuni, Frumoasa, Lespezi pe lângă activitatea școlară teoretică s-au putut remarca atât promovarea patriotismului românesc cât și a activităților practice, precum educarea elevelor în a folosi motive naționale românești în locul celor maghiare, în fabricarea portului popular.[H] A fost remarcat de asemenea, că în afara spațiului școlar, învățătorii participau la șezători, unde contribuiau cu elemente culturale românești în ceea ce privește lecturile, cântecele, serbările și recitările.
Frecventarea școlilor de limbă română a constituit o problemă, pentru elevii ale căror familii aveau o conștiință maghiară, alături de necunoașterea limbii române de către elevi și a limbii maghiare de către cadrele didactice. Alături de acestea, au intervenit și sărăcia extremă, foametea și războiul.
Refuzul deprinderii limbii române, considerat intolerabil de Spiru Haret, a fost întâlnit atât în satele maghiare din Moldova, cât și în rândul comunităților compacte de bulgari și ruteni din restul țării. Potrivit lui Haret, școlile înființate de statul român pentru ceangăi în care se preda exclusiv românește, erau goale. Deși tot acesta a afirmat că își puteau păstra limba maternă, ceangăii, bulgarii și rutenii nu au putut să înființeze școli cu predare în limba maternă. În acest fel, s-a dorit realizarea unei unități naționale, prin contopirea tuturor naționalităților.
Situația nu a fost singulară, în aceeași perioadă în partea ungară a Imperiului Austro-Ungar, populația românească fiind supusă unui intens proces de deznaționalizare derulat în școlile cu predare exclusivă în limba maghiară, pe fondul scăderii constante în Regatul Ungariei a numărul de școli cu predare, în limbi minoritare.

## Reprezentarea
| Text alternativ pentru imaginea din stânga                          |  | Text alternativ pentru imaginea din dreapta |
| Drapelul și stema adoptate de Consiliul Ceangăiesc la 20 iulie 2019 |  |                                             |

### Politică, administrativă și culturală
Câțiva locuitori ceangăi din Sfântu Gheorge au înființat în ianuarie-februarie 1990 Asociația Maghiarilor Ceangăi din Moldova (în maghiară Moldvai Csángómagyarok Szövetsége, MCSMSZ). De asemenea, au fondat ziarul bilingv, în limbile română și maghiară, numit Csángó Újság, care mai târziu a fost redenumit în Moldvai Magyarság.
Potrivit unui răspuns al Guvernului României adresat Consiliului Europei în 2006, ceangăii ce se consideră de naționalitate ceangăiască sau maghiară sunt reprezentați de Asociația Maghiarilor Ceangăi din Moldova, parte a Uniunii Democrate Maghiare din România. În schimb, românii de confesiune romano-catolică sunt reprezentați de Asociația Romano-Catolicilor „Dumitru Mărtinaș”. O serie de asociații împreună cu persoane particulare au format un „Consiliu Ceangăiesc”.
La nivelul anului 2004, nicio organizație reprezentantă a ceangăilor nu trimisese candidați în cadrul alegerilor locale sau generale.

### Personalități din rândurile ceangăilor

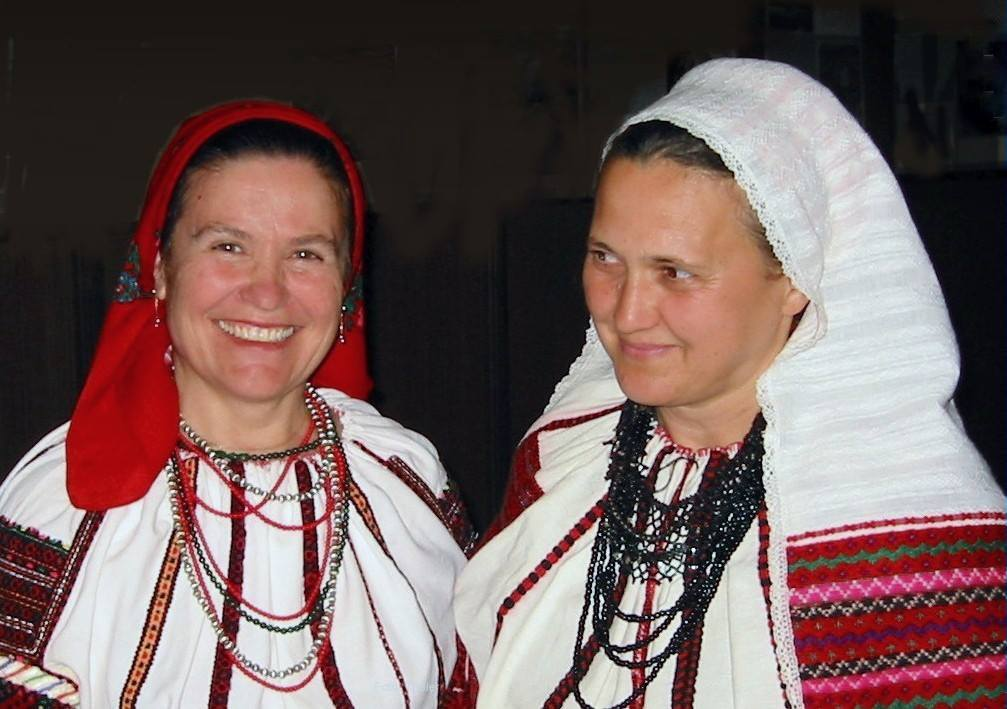
Ilona Nyisztor și Mária Petrás

- Veronica Antal (1935, Nisiporești – 1958, Hălăucești), prima femeie de pe teritoriul României beatificată de Biserica Catolică;
- Mihály Bencze (1954, Săcele), matematician, scriitor și profesor;
- Anton Coșa (1961, Valea Mare), actual episcop al Diecezei Romano-Catolice de Chișinău;
- András Duma-István (1955, Cleja) poet, scriitor, publicist, redactor, unul dintre membrii fondatori al Asociației Maghiarilor Ceangăi din Moldova (AMCM), fondatorul Muzeului „Petrás Ince János”, a Casei Maghiare din Cleja și a Fundației Siret-Cleja;
- Ioan Ferenț (1886, Dărmănești – 1933, Butea), preot și istoric;
- Ștefan Foriș (1892, Tărlungeni, Brașov – 1946, București), activist și jurnalist comunist, care în perioada 1940-1944 a îndeplinit funcția de secretar general al PCdR;
- Elena Horvat (1958, Luizi-Călugăra), canotoare laureată cu aur la Jocurile Olimpice de vară din 1984 de la Los Angeles;
- Demeter Lakatos‎ (1911, Săbăoani – 1974, Săbăoani), scriitor;
- Erzsébet László (1935, Pustiana – 2012, Pustiana), artistă care a pus în valoare cântece populare și religioase (catolice) în dialectul secuiesc, precum și în dialectul (vechi) de sud;
- Tynka Nyisztor, activistă pentru drepturile omului, etnograf, președinte-fondator al Asociației Sfântul Ștefan al Ungariei din Pustiana;
- Ilona Nyisztor, cântăreață de muzică populară ceangăiască;
- Ince János Petrás (1813, Faraoani – 1886, Cleja), preot romano-catolic, călugăr minorit, folclorist. Acesta a înregistrat în scris Imnul ceangăilor, în timpul cercetărilor sale etnografice;
- Mária Petrás (1957, Gioseni), cântăreață, sculptoriță și ceramistă laureată a premiilor Szervátiusz Jenő și Magyar Művészetért (pentru artă maghiară);
- Mihály Petrás, cronicarul de la Faraoani (secolul al XVIII-lea, Faraoani), cantor, dascăl, cronicar și în același timp strămoșul cantorului Ince János Petrás;
- István Zajzoni Rab (1832, Zizin – 1862, Brașov), poet, ziarist, folclorist.

## Bucătăria

### Zona Moldovei
Bucătăria ceangăiască din Moldova diferă de cea din Bazinul Carpatic în materie de instrumente, mod de preparare și tip de alimente folosite.
Consumul de pâine din prezent este similar celui de la începutul secolului al XX-lea, situație întâlnită și la secui. Károly Kós a semnalat un consum paralel atât de puliska (mămăligă) cât și pâine, în funcție de gusturile și posibilitățile financiare ale familiilor. Amploarea consumului de pâine, lipsa relativă a tăițeilor și a supelor acre, dar și consumul de mâncăruri înrudite cu borșul indică preferințe culinare mai arhaice, decât cele din regiunile carpatice din Ungaria, deși au o asemănare strânsă și cu cultura nutrițională a secuilor.
Vița de vie ocupă un loc important, existând tendința de a muta butucii de vie de la marginile satelor pe lângă case. De obicei vinul este consumat repede, astfel că pentru a ține mai mult, este fiert.
Masa unde se servește mâncarea nu este acoperită cu față de masă. În timpul mâncării se utilizează linguri și uneori cuțite, însă nu și furculițe.

### Zona Ghimeșului
În zona Ghimeș, în bucătăria ceangăiască primează influențele maghiare și românești, dar la care se adaugă și elemente romane, bizantine, armenești, turcești și austriece. Structura terenului agricol din întreaga regiune include culturi de plante în vale și pășuni pentru vite în zona montană înconjurătoare. Acest lucru determină o specificitate a bucătăriei locale, în care sunt împrumutate elemente de la românii din zona de munte.
Spre exemplu făina de porumb, ingredient din regimul alimentar al ciobanilor români, a apărut și la ceangăi, fiind folosită cu caracter obișnuit în oricare zi a săptămânii, inclusiv în cadrul meselor festive de duminică. Mămăliga este asociată cu brânza feta, specialitate numită juhtúrós puliszka. O influență românească este reprezentată și de ponderarea alimentației bogat calorice prin includerea salatelor și a unor legume, cum ar fi roșia, ceapa și vânăta.
Sunt folosite condimente întâlnite atât în rețete vechi maghiare, cât și astăzi în Ungaria, cum ar fi: cimbru, mărar, chimen, coriandru, semințe de pin și diverse ciuperci. Ciorba ceangăiască este aromată prin adăugarea de tarhon, o plantă aproape dispărută din bucătăria maghiară.
O problemă este reprezentată de consumul de alcool aromat cu semințe de chimen, asemănător cu pălinca (acesta nu intră în categoria pălincii), în cantități mari.

## Probleme privind conservarea identității etnice

### Începuturile romano-catolicismului
Începuturile catolicismului și creștinării unor cumani prezenți în prima parte a secolului al XIII-lea – temporar în partea de sud a Moldovei, la est de curbura Carpaților, sunt strâns legate de neamul vecin al ungurilor, de peste munți. Constrânși din punct de vedere geopolitic, dar și religios, maghiarii și-au dat seama că șederea lor în câmpia Panonică depindea în primul rând de acceptarea religiei creștine, respectiv de imitarea celorlalte popoare creștinate ale Occidentului, care, intraseră în comunitatea popoarelor ce alcătuiau creștinătatea occidentală. Polonezii din sud începuseră deja să se creștineze. La fel au început și rușii din Regatul de Kiev, conduși de principii lor Olga și Vladimir.
Un cunoscut apostol ungur și profesor de științe juridice de la Universitatea din Bologna, Paul Ungurul, a devenit provincial al Ordinului predicatorilor și datorită inițiativei sale, s-a dezvoltat prima misiune printre cumanii prezenți în sudul actualei Moldove. Misionarii inițial au fost însoțiți și protejați de teutoni. Probabil că, din această cauză cumanii au refuzat mesajul creștin, temându-se de puterea militară a teutonilor (care cruciați, de altfel i-au și atacat în anul 1222). În același an, misionarii s-au întors pe cont propriu printre cumani și eforturile lor, de această dată au avut rezultat, deoarece cumanii se temeau de pericolul hoardelor tătare. În strategia lor aceștia au realizat că, pentru a supraviețui, aveau nevoie de protecția vecinilor unguri catolici, destul de consolidați și puternici. Atât așezarea cât și episcopia au fost distruse de mongoli de la 1241.
Informații suplimentare: Episcopia de Milcov
Pe lângă cumani, pe teritoriul episcopiei au existat și maghiari și germani, după Géza Bakó⁠(hu)[traduceți] unii dintre maghiari rămânând, probabil, aici și după invazia mongolă de la 1241. După Victor Spinei, sub presiunea militară mongolă maghiarii au plecat în Transilvania și au revenit, în partea de vest a Moldovei, începând cu anii 1340. Ceangăii, servind inițial drept coloniști militari, au ajuns din părțile apusene ale Regatului Ungariei, probabil, pe Valea Siretului în jurul anului 1230.
Informații suplimentare: Ceangăi#Teoria originii maghiare occidentale

### În timpul Principatului Moldovei
Până la sfârșitul secolului al XVI-lea au existat două episcopii romano-catolice în Moldova. Funcțiile lor au fost treptat preluate de Episcopia de Bacău, pe când o mănăstire franciscană a fost fondată acolo, aparținând de provincia franciscană din Transilvania. Datorită războaielor și sărăciei, în secolele al XVI-lea și al XVII-lea multe comunități catolice din Moldova și-au pierdut preoții, câțiva dintre aceștia fiind înlocuiți de călugări și preoți, italieni și polonezi.
Un raport cu autor anonim, trimis de la Sibiu la 11 aprilie 1552, a aratat intenția voievodului Ștefan al VI-lea Rareș de a converti toți ungurii din Moldova la religia ortodoxă. La porunca lui Despot Vodă, un alt raport a fost redactat la Roman de agentul habsburgic Ioan Belsius către Ferdinand I, pentru a arăta faptul că Alexandru Lăpușneanu a silit toate națiunile Moldovei să se boteze din nou și să urmeze religia ortodoxă. Între anii 1583 și 1586, misionarul iezuit Giulio Mancinelli a relatat faptul că, populația catolică a trecut la ortodoxism din cauza lipsei preoților și că a găsit într-o biserică romano-catolică preoți și credincioși unguri și germani de confesiune luterană.
În lipsa unei utilizări instituționalizate a limbii maghiare în cadrul Bisericii Catolice și a inexistenței unei unități în ceea ce privește organizarea acestei instituții (în decursul Evului Mediu a existat Episcopia de Siret, mutată ulterior la Bacău), unde timp de mai multe secole, postul de episcop a fost ocupat de preoți de origine poloneză, care nu au fost preocupați să găsească preoți de limbă maghiară pentru populația vorbitoare a acestei limbi. Lipsa constantă de preoți nu a putut fi înlăturată de misionarii maghiari; mai mult, în secolul al XVI-lea, misionarii polonezi și mai târziu italieni au luat locul misionarilor maghiari. O excepție în acest caz a fost parohul italian de Pustiana, Philippo Corridoni, care a învățat limba maghiară, fapt pentru care a fost apreciat de comunitate, după relatarea preotului Ferenc Kovács⁠(hu)[traduceți] în timpul vizitei sale în Moldova în 1870.
În rândul misionarilor italieni stabiliți în satele de ceangăi s-a putut remarca o dificultate în ceea ce privește comunicarea, având ca motiv faptul că misionarilor le era greu să învețe limba maghiară, preferând în schimb limba română mai ușor de înțeles. Astfel, contactele dintre misionari și comunitate se limitau doar la ceremoniile religioase.[I] Preotul Péter Zöld a scris de la Delnița, după anul 1769, un raport detaliat referitor la situația maghiarilor moldoveni. În lucrarea sa, el a recomandat episcopului ca Sfânta Congregație să trimită preoți maghiari în locul misionarilor italieni și, dacă este posibil, acești preoți să fie mai stricți și din ordinul franciscan: „Acest tip de preoți sunt foarte importanți în această zonă, căci fără ei catolicii de aici sunt catolici doar cu numele, din moment ce Părinții italieni nu le-ar putea învăța credința pentru că nu pot să vorbească limba lor... după ce au terminat cu sfânta liturghie. În adăugire, numai Dumnezeu știe cum pot înțelege mărturisirile oamenilor din întrebările scrise, care, așa cum am experimentat, cu greu pot fi mărturisiri depline, pentru că ei nu înțeleg păcatele oamenilor care se acuză de sine, tipul și circumstanțele, în special cele care schimbă caracterul; acești săraci unguri îmi spun adesea printre lacrimi amare că nu cunosc limba pe care n-au folosit-o niciodată în viața lor.”
Preoții maghiari ceruți Sfântului Scaun sau altor superiori ai bisericii au rămas în Moldova pentru perioade limitate de timp, în special datorită misionarilor italieni care doreau să rămână în Moldova dar și a poziției consulilor austrieci în secolele al XVIII-lea și al XIX-lea, conform căreia trimiterea de misionari maghiari care să predice subiecților care au fugit într-o altă țară nu va sprijini decât migrația ilegală în Moldova.
În anii 1760-1770 a zbucnit un nou conflict între misionarii italieni și preoții maghiari, în chestiunea limbii maghiare. Valul mare de imigranți secui a ridicat numărul vorbitorilor de limbă maghiară și a conferit preoților maghiari argumente suplimentare. Péter Zöld a fost primul preot maghiar care a profesat în perioada de maximă migrație. Acesta a reușit să depășească piedicile prefectului misiunii prin obținerea de la principele Moldovei, Grigore al III-lea Ghica, acordul să păstorească în Moldova, sub anumite condiții, fiind confirmat de către episcopul de Bacău rezident la Liov, în Polonia. Ulterior, a primit și confirmarea papei Clement al XIII-lea. Prefectul misiunii din Iași nu a mai putut în aceste condiții să îl excomunice și să îl refuze, cum dorise inițial, și i-a permis să păstorească în satele supuse jurisdicției parohului din Luizi-Călugăra, unde s-au așezat mulți secui imigrați în urma masacrului de la Siculeni.
După câțiva ani, doi franciscani maghiari au păstorit în Moldova, dar după un an sau doi au fost siliți să plece. La 23 mai 1775 misionarul Francantonio Minotto a sugerat secretarului Congregatio de Propaganda Fide, Stefano Borgia, că „ar fi bine să se trimită alți italieni și să se dea drumul” celor trei maghiari „cu atât mai mult cu cât ei sunt pe de lături”.
La 3 ianuarie 1776, provincialul maghiar al franciscanilor conventuali, Romanus Jakabfalvy, solicita generalului ordinului înlocuirea misionarilor italieni cu cei maghiari, profitând de ocuparea unei părți a Moldovei de către trupele austriece și de protecția generalului austriac. Scrisoarea a fost transmisă prefectului misiunii din Moldova, Martinotti. Replica acestuia, din 17 martie 1776, s-a remarcat printr-o duritate verbală la adresa preoților maghiari și a limbii maghiare. Probabil imediat după alungarea preoților maghiari, credincioșii din Faraoani, Săbăoani, Grozești, și Trotuș au scris secretarului Congregatio de Propaganda Fide o scrisoare în limba maghiară, rămasă fără răspuns. În anul următor au trimis o nouă scrisoare, de această dată în limba latină, cu rugămintea de a fi trimiși preoți cunoscători ai limbilor română și mai ales maghiară. Atitudinea misionarilor italieni față de preoții maghiari explică astfel acuzațiile pe care preotul Péter Zöld le-a adus italienilor, atât în legătură cu ignorarea limbii maghiare, cât și referitor la avariția lor.
Funcțiile sacerdotale din satele de ceangăi au fost în continuare monopolizate de misionarii italieni și balcanicii italienizați trimiși de Congregatio de Propaganda Fide în Moldova, fapt care a dus la împiedicarea concurenței personalului bisericesc local și la întreprinderea, la început, de cercetări în această zonă de către preotul Péter Zöld.
Datorită influențelor misionarilor italieni, a apărut o adevărată antipatie la adresa clerului maghiar, care a fost îndepărtat ulterior din parohiile moldovenești. Când clerul autohton a preluat parohiile, preoții locali au preluat și atitudinile față de clerul maghiar și limba română. Așadar, a început un proces de românizare a catolicilor moldoveni, datorită în primul rând clerului italian, apoi celui local.
Intoleranța și disprețul misionarilor italieni la adresa limbii maghiare s-au intensificat după înfrângerea răscoalei de la Săbăoani din 1831, moment în care Rafael Petrus Arduini, noul vicar apostolic al Moldovei, a trebuit să facă concesii temporare și să relaxeze atitudinea intolerantă față de limbă; din acest motiv, a fost forțat să interzică persecuția deschisă asupra limbii maghiare: „ar fi o prostie ca cineva să predice în franceză persoanelor care vorbesc doar germana sau slava și este la fel și aici... În acest exemplu, unde misionarii vor să învețe credința în limba română oamenilor care înțeleg doar limba maghiară”.
Carol Magni, prefectul misiunii catolice între 1832 și 1838, a deschis o școală publică în limba română și o școală de pregătire a cantorilor în Săbăoani. Unul dintre liderii anteriori ai misiunii a dorit să elimine influența cantorilor maghiari, astfel că a schimbat drastic sistemul de taxe ale bisericii. În Moldova, până în acel moment, comunitățile locale romano-catolice aduceau de obicei cantori din Transilvania care vorbeau maghiară și erau de naționalitate maghiară, plătindu-i din propriile impozite bisericești. Conform noilor legi, parohiile trebuiau să plătească impozite separate din propriile fonduri bisericești, iar din acești bani, parohul alegea și plătea cantorul sau deákul. Un grup de oameni din Săbăoani s-au adresat în scris la Congregatio de Propaganda Fide, unde au cerut în mod expres să fie trimis un preot maghiar și amenințau că, dacă superiorii Bisericii Catolice nu vor respecta cererea lor, se vor converti în masă la religia ortodoxă. Sătenii l-au alungat în cele din urmă pe preotul nedorit, Remigius Silvestri, din sat și au raportat nemulțumirea la domnul țării, unde mai întâi li s-a comunicat să se convertească la credința ortodoxă, iar mai târziu s-a oferit un compromis. Astfel, domnul Moldovei a organizat un consiliu pentru a examina cazul, iar în cele din urmă s-a decis ca impozitul bisericii va fi colectat de doi proprietari de terenuri din Săbăoani.
În anul 1838, Elek Gegő⁠(hu)[traduceți] relata că în satele ceangăilor de nord din jurul localităților Săbăoani (Szabófalva), Tămășeni (Tamásfalva), Adjudeni (Dsidafalva), Răchiteni (Domafalva), Leucușeni (Lakosfalva) deveneau puternic românești atât în privința îmbrăcăminții, cât și a obiceiurilor, motivul principal fiind lipsa preoților maghiari, datorită faptului că vicariatele maghiare din circumscripția românească erau ocupate de misionari italieni.

Tot acesta a remarcat ritualul comun al reconvertirii ceangăilor:
„Din cauză că misionarii vizitează foarte rar filialele îndepărtate ale plebaniilor din Moldova, jur-împrejur dau acum târcoale popii valahi, cu promisiuni, vorbe dulci și amăgiri, pre mulți îi mână din turma rămasă fără păstor în strunga străină, unde aceștia, schimbându-și părul și graiul, sunt puși să behăie altfel. Aceasta se întâmplă mai ales când boierul se oferă să le fie naș. În asemenea cazuri, botezul catolic nefiind îndeajuns, sărmanul lepădător de religie este scufundat de trei ori într-o cadă mare cu apă și, după ce și-a blestemat religia anterioară și neamurile, va fi îmbrăcat. Cu aceasta și-a dobândit o nouă religie și o nouă limbă, chiar dacă nu înțelege din ea nici o boabă. Troc cu înșelăciune! În cele mai multe cazuri sărmanul se alege cu o pereche nouă de izmene și cu o cămașă, iar aldămașul de inițiere va fi un pahar de vin sau de pălincă.”
Ulterior, Gegő a notat că greco-catolicii maghiari refugiați din Secuime se converteau automat la ortodoxie, deoarece ritul îi ademenea; în afară de ei, și aceia care fugeau de înrolarea în armată sau cei cu probleme cu legea, care fugeau de teama pedepsei, și toți acei care „printre valahi se ascund sub învelișul religiei”.
Indicii ale unei posibile încercări de asimilare au fost semnalate de preotul Ince János Petrás în anul 1845 la Săbăoani, când la a doua duminică a fiecărei luni slujba trebuia ținută în limba română. O situație asemănătoare era la Bacău, în timp ce la Ploscuțeni, cantorul avea voie să cânte slujba în maghiară doar în a treia duminică a fiecărei luni. Tot Petrás a remarcat că, la o populație de 57.300 de maghiari catolici în Moldova anului 1839 existau numai opt preoți maghiari, în 1841.
În timpul renașterii naționale maghiare din perioada 1848-1849, maghiarii au luat la cunoștință de existența unei comunități în exteriorul Arcului Carpatic. Astfel, în mai multe publicații științifice, precum „Tudományos gyűjtemény” (Colecția științifică), au abordat problema pericolului de asimilare al ceangăilor. Sub guvernul lui Lajos Batthyány și Bertalan Szemere⁠(en)[traduceți] a fost propusă ideea relocării ceangăilor în Ungaria de la 1849⁠(en)[traduceți], dar datorită revoluției eșuate, acest plan a fost abandonat.
În primul număr al „Bukuresti Magyar Közlöny” (Monitorul maghiar de București) din anul 1860, prima gazetă în limba maghiară apărută în afara granițelor Imperiului Habsburgic, a fost publicat un fragment din jurnalul lui János Jerney⁠(hu)[traduceți] în timpul călătoriei întreprinse de acesta în anii 1844-1845. Autorul a constatat că misionarii catolici italieni le aplicau pedepse scandaloase credincioșilor maghiari din Moldova, în scopul eliminării sentimentul național și al limbii materne și înlocuirea ei cu limba română, mai ușor de învățat de către misionari. Pentru această stare autorul a declarat că de vină erau maghiarii înșiși, care nu erau în stare să formeze și să selecteze preoți devotați din propriile lor rânduri. Potrivit Prospectus Missionis Romano-Catholicae in Moldavia din 1859, existau doar cinci preoți maghiari în zonă la Tămășeni, Faraoani, Grozești, Dărmănești și Pustiana. În același document au fost recenzați 50.310 de catolici, dar nu se menționa și originea etnică.
În „Dorințele partidei naționale din Moldova” din august 1848, la punctele 25 și 26 Mihail Kogălniceanu a cerut organizarea unui cler catolic autohton, susținut material de către stat, pentru cei 50.000 de locuitori români. A cerut de asemenea și drepturi politice pentru oamenii de orice credință creștină, printre care și cea catolică.
Ulterior, preotul Ferenc Kovács⁠(hu)[traduceți], după ce a vizitat comunitatea, a propus guvernului maghiar să convingă conducerea de la București și Sfântul Scaun să înființeze o dieceză moldovenească independentă, condusă de maghiari și să o plaseze sub conducerea Arhidiecezei de Alba Iulia, care dieceză să fie ulterior ridicată la rangul de arhidieceză. Sugestia lui nu a fost acceptată de către liderii de la Budapesta, și era puțin probabil ca românii să fi permis înființarea unei dieceze catolice sub conducere maghiară în Moldova.
Printr-un reprezentant originar din Săbăoani ce a participat la ședințele Divanului Ad-Hoc din 1857, ceangăii au devenit cetățeni români sub domnia lui Alexandru Ioan Cuza. Potrivit istoricului Ludovic Demény, acest reprezentant era strămoșul lui Ioan Robu, arhiepiscop de București.

### În perioada de început a statului român
Imediat după Unirea Principatelor Române, noul guvern a declanșat politica de românizare a ceangăilor prin demersurile legislative întreprinse de V. A. Urechia, director al Departamentului Cultelor, prin care catolicii urmau să treacă sub controlul statului român. Au fost emise decretele de înființare a unei episcopii catolice de Iași și a unui seminar, însă aceste decrete nu au mai fost puse în aplicare. Din anul 1863, bisericile și preoții catolici din Principatele Române au intrat în subordinea Congregatio de Propaganda Fide, iar Urechia a obținut de la aceasta acceptul de înlăturare a preoților maghiari din Moldova. Cu toate acestea, preoții nu au dispărut cu totul în 1868, când politicianul liberal Ion C. Brătianu a vizitat satele ceangăiești din zona Faraoani și i-a etichetat pe toți ca fiind spioni maghiari.
După mulți ani de negocieri, și în contextul favorabil intenției Papei Leon al XIII-lea de a extinde activitatea Bisericii Catolice, s-a reușit astfel înființarea în anul 1884 a Episcopiei de Iași și a Arhidiecezei de București.
Unele încercări din secolul al XIX-lea de a învesti un cler de limbă maghiară în Moldova au eșuat din cauza preoților italieni, care au remarcat că monopolul acestora este amenințat în această regiune. Primul episcop al noii Episcopii de Iași a fost italianul Nicolae Iosif Camilli, prin intermediul căruia s-a încercat îndepărtarea ceangăilor de afilierea lor național-identitară maghiară. Nașterea intelectualității ecleziastice catolice românești se datorează creării seminarului, iar mai târziu tipografiei, de către Episcopia de Iași. Seminarul de la Iași, care a pregătit preoțimea catolică, a fost fondat ca un compromis făcut de episcopul de Iași, potrivit căruia educația trebuia oferită în limba română pentru a împiedica venirea de preoți maghiari ardeleni. Măsura creării seminarului a făcut parte din reforma educațională instituită de Spiru Haret. În felul acesta s-a ajuns ca religia romano-catolică, factorul conservator al limbii și comunității maghiarilor moldoveni, distinctă de cea a românilor, să devină începând cu finele secolului al XIX-lea un instrument al românizării.
Chiar dacă libertatea de credință le era garantată prin Constituția din 1866, de-a lungul timpului au fost exercitate presiuni asupra ceangăilor pentru a abandona limba maghiară. Este cunoscut cazul unui preot maghiar care a primit o atenționare severă din partea superiorilor săi, să nu mai îndrăznească să țină slujbe în limba maghiară, deoarece „compromite catolicismul”.
Importanța limbii maghiare în liturghii a fost subliniată de faptul că Vizitatorul Apostolic al Moldovei, Iosif Salandari, a publicat un catehism bilingv (român și maghiar) la Iași în 1866, biserica fiind nevoită să se conformeze necesității limbii maghiare.
Episcopul Camilli a cerut în anul 1889 ca slujbele să nu fie ținute în alte limbi decât în română. În 1894 catehismele bilingve au fost interzise. În ciuda faptului că locuitorii din Luizi-Călugăra au refuzat ordinul episcopului, acesta le-a replicat: „în România limba este româna și nu poate fi alta. Ar fi un act de nedreptate împotriva propriei națiuni, [...] ar fi rușinos dacă un român de cultură ar dori să vorbească o limbă străină, cum ar fi limba maghiară, în propria sa țară. Acum mă adresez locuitorilor din Luizi-Călugăra: [...] ei sunt maghiari, sau sunt români? Dacă sunt maghiari, lăsați-i să meargă în Ungaria unde vorbesc limba maghiară, dar dacă sunt români, așa cum sunt cu adevărat, atunci ei ar trebui să fie rușinați că nu cunosc limba țării lor.”
De asemenea, în 1880 sarcinile și mijloacele propagandei naționaliste referitoare la ceangăi au fost dezvoltate de intelectualul român greco-catolic Ioan Polescu, în ziarul românesc „Amicul Familiei” din Gherla. El a considerat a fi intolerabil faptul că, în județele din inima Moldovei, trăiesc în masă locuitori care vorbesc limba maghiară. Acesta a formulat cele mai importante mijloace de asimilare națională, a comunităților de ceangăi vorbitori de limbă maghiară.
În perioada următoare au fost înființate școli primare în limba română, unde elevii ce erau prinși vorbind limba maternă erau pedepsiți, iar numele de familie cu rezonanță maghiară au fost schimbate în unele românești (Bordás-Spătaru, László-Laslău, Veress-Roșu etc.). Becze nu a putut fi tradus în limba română, astfel că a fost scris cu grafie românească: Beța. În legătură cu acest aspect, noile nume au fost folosite doar oficial, în timp ce în viața de zi cu zi, în unele sate au fost folosite în continuare numele maghiare.

### În epoca interbelică
România Mare, formată în anul 1918, a avut o structura etnică și confesională a țării schimbată, minoritățile naționale alcătuind aproape 30 % din populația totală. Tratatele de pace au acordat drepturi minorităților, dar aceste convenții au fost doar fundamentul teoretic al politicii naționale asupra minorităților. Între directivele formulate și realitățile regiunii au existat discrepanțe semnificative.
Unele minorități, în special cele mai numeroase, nu au acceptat noile frontiere, manifestând o atitudine de revoltă, de obicei în cadrul instituțiilor mai puțin controlate de stat precum școlile și bisericile, în speranța restabilirii condițiilor anterioare. A fost în principal cazul maghiarilor din Transilvania, care nu doreau să se integreze în noul stat român. Atitudinea lor a fost susținută și de propaganda revizionistă din Ungaria și de către reprezentanții acesteia din străinătate. Pierderea teritorială a Ungariei de la sfârșitul Primului Război Mondial a creat un sentiment de frustrare pentru maghiari, indiferent de locul în care locuiau, iar această frustrare a determinat un discurs politic și cultural mai radical.
Aceste atitudini au alimentat și dus la o ascensiune puternică naționalismul românesc, având la bază temerea de o schimbare forțată a granițelor, în special în anii 1930. Mass-media a generat o atitudine anti-maghiară, pe lângă o atitudine accentuată anti-evreiască. Aceste atitudini au fost favorizate și datorită lipsei unui program oficial de stat, cu privire la asimilarea minorităților naționale.
Construirea statului național al românilor a alimentat sentimentul identității și al unui destin specific, întreținut și prin temerile provocate de posibilele agresiuni care puneau în pericol construcția națională. Se adăuga la aceasta și fenomenul minoritar, amplificat prin includerea, între noile frontiere ale statului român, a unei largi game de minorități etnice, destul de importante numeric. Raportarea mai mult sau mai puțin conflictuală la minorități ca maghiarii, germanii, evreii și alții a întreținut sentimentul bine marcat al specificității românești, ajungând, în formele extreme de manifestare, până la idealul utopic al unui organism național purificat, omogen sub raport etnic, cultural și religios. În această structură ortodoxia a fost o componentă de bază, naționalismul ortodox punând în pericol și comunitățile catolice din Moldova prin acțiuni ilegale, comise de oficiali. Atitudinile oficialilor și a elitei catolice au funcționat precum un barometru asupra situației de la acel moment.
În acest sens termenul „ungur” a căpătat o conotație negativă în Moldova, fapt dovedit de scrisorile formulate în anul 1933 de un preot local de la Săbăoani, către episcopul de Iași. Un alt preot, Iacob Ferenț, în timpul unei slujbe ținute în 1942 la Oituz a încercat să-i calmeze pe credincioși, explicându-le că nu sunt străini pentru faptul că sunt de confesiune romano-catolică. Pentru acest discurs, preotului i-a fost deschis un proces de judecată pentru batjocură la adresa Bisericii Ortodoxe. În continuare, unii funcționari precum profesorii sau polițiștii, care proveneau adesea din alte zone ale țării, aveau idei preconcepute la adresa catolicilor și în cazul lor s-au putut remarca atitudini ostile, împotriva acestei confesiuni. În cadrul instituțiilor de învățământ și celor militare se practica prozelitismul ortodox, unde elevii și cei ce urmau stagiul militar erau îndemnați sau amenințați să treacă la religia ortodoxă.
Ulterior, arhiepiscopul de București Raymund Netzhammer a criticat programul guvernului român de naționalizare a Bisericii Catolice, în special acele măsuri destinate să limiteze utilizarea limbii maghiare în Episcopia de Iași, măsuri ce au afectat credincioșii ceangăi vorbitori ai acestei limbi, pe care Netzhammer îi considera a fi de naționalitate maghiară.
Perioada anilor 1930 a fost caracterizată de declarația parohului de Faraoani Romilla Bonaventura: „limba maghiară și cei care o vorbesc să fie blestemați”. Tot acesta îi amenința pe viitorii miri că, nu le va oficia căsătoria dacă nu cunosc catehismul în limba română.
În contextul reformelor din învățământul românesc din perioada 1923-1925, moment în care s-a stipulat utilizarea limbii române la un nivel crescut atât românilor cât și minoritarilor, s-au adăugat și dispozițiile de românizare forțată a celor care „și-au pierdut” limba maternă, fiind vizați în primul rând maghiarii din Secuime, bazându-se pe afirmația istoricului Nicolae Iorga, urmat și de alții, că secuii ar fi la origine români maghiarizați. În acest scop au fost inițiate cercetări interdisciplinare, în care s-a implicat Gheorghe Popa-Lisseanu care a publicat broșura „Secuii și secuizarea românilor”, cu conținut extras dintr-o conferință pe această temă ținută la Cristuru Secuiesc, lucrarea fiind lipsită de suportul științific dovedirii acestei teze. Autorul a afirmat: „când ne lipsesc dovezile istorice, vine logica să înlocuiască această lipsă”.
Măsurile de „recuperare a românilor maghiarizați” s-au extins asupra ceangăilor din Moldova, unde pentru românizarea lor se exercita o presiune de către cercurile bisericii catolice, care, prin predicile preoților, nu le mai îngăduiau credincioșilor să-și vorbească limba, maghiara fiind considerată o „limbă a diavolului”. Astfel, aceștia vorbeau limba doar în familie. Totuși, li se îngăduia să se spovedească în limba maghiară și existau și preoți care înțelegeau limba, dar nu le era permis să recunoască acest lucru.
Despre complicitatea preoților cu puterea în scopul intimidării și deznaționalizării ceangăilor din Moldova a intervenit Gábor Lükő⁠(hu)[traduceți], care a declarat că „[preoții] au afurisit tot ce era maghiar”, înfricoșându-i, iar un cizmar de religie calvină⁠(en)[traduceți], care i-a întrebat pe localnici: „De ce tolerați ca preoții să vă terorizeze?”, a fost denunțat și obligat să părăsească localitatea Luizi-Călugăra.
Situația comunității s-a îmbunătățit într-un alt sens după unirea Transilvaniei cu România, moment după care ceangăii au putut realiza pelerinaje la Șumuleu Ciuc fără pașaport, care înainte de eveniment era greu de obținut, iar preoții, călugării și turiștii maghiari puteau să călătorească mult mai ușor în Moldova. Această situație a avut ca repercusiuni expulzarea turiștilor și etnografilor. Preotul József Kukla⁠(hu)[traduceți] a călătorit din Șumuleu Ciuc prin satele ceangăiești de limbă maghiară, de sărbătorile de Crăciun, Paște și în lunile de vară, timp de un deceniu, începând cu 1923, iar parohul de Vornicenii Mici, Suceava (Józseffalva), Németh Kálmán, a ținut slujbe regulate în maghiară în mai multe sate din județul Bacău. Pe de altă parte, Jandarmeria în anii 1930 a primit ordinul să-i escorte pe etnografii Gábor Lükő⁠(hu)[traduceți] și Attila T. Szabó⁠(hu)[traduceți] afară din localitățile de ceangăi.
În anul 1935 a apărut prima menționare a unei presupuse origini românești a ceangăilor, redactată de învățătorul Constantin Lozincă la Faraoani. Acesta a trimis o scrisoare către Nicolae Iorga, unde a descris costumul popular românesc, precum și obiceiuri și nume ale unor romano-catolici de lângă Bacău. Autorul a vrut probabil, să facă o impresie bună în fața istoricului, care a scris de fapt despre ceangăi că a fi de origine maghiară. Lozincă l-a impresionat pe Iorga doar într-o oarecare măsură și acesta i-a publicat eseul cu o scurtă introducere, punând la îndoială adevărul faptelor incluse: „Primim aceste rînduri, care destăinuiesc originea românească a multor Ceangăi”. După câteva luni, într-un articol pe care l-a semnat, Constantin Lozincă a promis un studiu viitor cu privire la originea românească. Nu și-a putut ține promisiunea, iar studiul nu a fost niciodată publicat, dar merită menționat, pentru că, în măsura în care se știe, a fost prima relatare a originii românești a ceangăilor. Lucrarea nu a fost susținută de niciun argument științific, probabil autorul structurându-și ideile în funcție de propria credință și capacitate. Este posibil ca relatarea să-l fi influențat într-o anumită măsură pe Iorga, deoarece în anul următor, în 1939, istoricul a oferit o origine eterogenă (română și secuiască) a catolicilor moldoveni.
Cu toate acestea, în anul publicării scrisorii, în 1935, Iorga în lucrarea sa „Oameni cari au fost” Vol. II a menționat la pagina 192: „chiar și țăranii maghiari care trăiesc în munți își spun români”, subliniind conștiința românească, dar și originea maghiară, în același timp.
Înainte de Al Doilea Război Mondial, în 1938, au fost interzise catehismele bilingve. László Mikecs⁠(hu)[traduceți] a notat într-un jurnal de călătorie că ceangăii au formulat o cerere adresată Arhidiecezei de București prin care se cerea un preot maghiar, cererea fiind remisă poliției. Prefectul județului Bacău a ordonat ca în bisericile catolice să se vorbească numai în română și latină și a afirmat că se vor pedepsi cu asprime cei ce nu vor respecta legea. Acest ordin a afectat comunitățile ce erau vizitate de franciscanii de la Șumuleu Ciuc și pe cele unde cantorii aveau voie până atunci, să cânte câteva rugăciuni în maghiară.
„Primăria Ferdinand [azi Nicolae Bălcescu, popular Újfalu/Ujfalău]
Plasa Bistrița
Județul Bacău
No. 685
1938. Luna Maiu. Ziua 6
Publicațiune

Noi primarul comunei Ferdinand I. Jud. Bacău. În baza ordinului prefecturei Jud. Bacău No. 7621 din 3 Mai 1938. Se aduce la cunoștință populațiunei din această comună că nu este permis de a se vorbii în altă limbă decât românește în localurile publice, în Primărie sau în alte locurii. În bisericele catolice slujba religioasă se va face în limba Latină și Românește. Preoții și cântăreți bisericești nu au voie de a face cântări religioase decât în limba latină și românește. Preoții și cântăreții au ordine în această privință. Toți acei care vor contraveni vor fii aspru pedepsiți conform Legei. Făcut azi, 5 Mai 1938.”—Ordinul prefecturei jud. Bacău 1938

### În perioada de dominație a extremei drepte

#### Context
| Text alternativ pentru imaginea din stânga |  | Text alternativ pentru imaginea din dreapta |
| Traseul repatrierii ceangăilor, după Pál Péter Domokos, precum și satele destinate noilor coloniști (Egyházaskozár, Szárász sau Mekényes) din Județul Baranya Notă: Hărțile de mai sus au fost făcute în anul 1956 respectând granițele impuse de Tratatele de pace de la Paris. |  |                                             |

În contextul intensificării naționalismului și a politicilor rasiste ce au culminat în timpul celui de-al Doilea Război Mondial, s-a propus purificarea națiunii, forțând populațiile nedorite să emigreze. Unii politicieni români au vizat expulzarea comunității ceangăiești, iar guvernul Ungariei și prim-ministrul László Bárdossy și-au propus să o instaleze pe teritoriul preluat de la Iugoslavia în aprilie 1941. Comunitatea ceangăilor din Moldova a folosit ca metodă de ripostă redefinirea propriei identități. Cu scopul de a se opune deportării, clerul a solicitat intervenția unor antropologi din țară cu vederi rasiste, s-au colectat probe de sânge și și s-a rescris istoria comunității, pentru a-i demonstra descendența românească. Această strategie i-a ajutat pe ceangăi să evite discriminarea și violențele care au atacat comunitățile evreiești, rome, slave.
„Eliminați o dată și pentru totdeauna din corpul națiunii această gangrenă care este populația catolică din Moldova. [...] Ar trebui trimiși în bloc în Ungaria. Numai prin această măsură gangrena poate fi îndepărtată din corpul națiunii.”—raport al regimului Antonescu referitor la originea etnică a ceangăilor (1942-1943)
Spre deosebire de germanii sudeți⁠(en)[traduceți] și sașii transilvăneni care au adoptat programe politice radicale drept program de supraviețuire și regenerare națională, germanii din Ungaria, sorabii din Germania și ceangăii din România au adoptat interpretările eugenice, pe care alții le-au proiectat asupra lor, pentru a crea propria lor versiune a identității etno-naționale și a apartenenței naționale. În acest sens, preotul ceangău Iosif Petru M. Pal, precum și istoricul legionar loan Mărtinaș,[D] au adoptat interpretarea rasială românească dominantă, creată pentru ei în special de Petru Râmneanțu, acceptând afirmația acestuia că ceangăii sunt de fapt români. Spre deosebire de alte grupuri etnice minoritare din Europa Centrală, de Est și de Sud-Est, în special germanii sudeți, sașii și ceangăii din România nu doreau încorporarea lor în Reichul german sau în Ungaria, deși mulți dintre aceștia s-au stabilit ulterior și în afara României.
În urma cedării nordului Transilvaniei și instalării regimului lui Ion Antonescu, atitudinea anti-maghiară a căpătat dimensiuni aproape naționale. Atât maghiarii rămași pe teritoriul țării cât și catolicii din Moldova au fost încadrați ca „anti-români”, astfel că preotul Iosif Petru M. Pal i-a criticat pe scriitorii care îi considerau pe catolici drept maghiari, sau îi bănuiau de ostilități la adresa țării. Autoritățile locale în această perioadă nu au emis documente privind cetățenia pentru membrii comunității, deoarece obligatoriu cei care erau botezați la catolicism nu puteau avea cetățenia română, cu referire la decretul nr. 374.484 din 20 decembrie 1942 al Ministerului Afacerilor Interne.
În continuare, atitudinea anti-catolică a autorităților a fost adoptată la scurt timp și de către cetățenii de confesiune ortodoxă, chiar și în localitățile mixte. Ca răspuns la acest fenomen, preoții romano-catolici locali, considerați singurii intelectuali ce aveau și o legătură strânsă cu comunitatea, au încercat să stopeze această atitudine prin adresarea unor cereri de ajutor către episcopul Mihai Robu. Acesta a adresat o petiție lui Ion Antonescu, redactată de Iosif Petru M. Pal, ce era o sinteză a condiției catolicilor, a atitudinii autorităților și a spiritului care domină cele două părți. Într-o declarație oficială, guvernul a informat episcopul cu privire la măsurile luate și i-a cerut să anunțe direct autoritățile centrale dacă nu sunt respectate măsurile. Robu a făcut acest lucru câteva luni mai târziu, deoarece romano-catolicii au fost lipsiți în continuare de unele drepturi, precum cel de a obține de certificate cu cetățenie română și posibilitatea de a cumpăra terenuri, deoarece li s-a dat voie doar să vândă proprietăți.

#### Relocarea în Ungaria
În toamna și iarna anului 1940, aproximativ 13–14 mii de secui din Bucovina au plecat din România și s-au stabilit în Ungaria. Întrucât din ce în ce mai mulți oameni fugeau în Ungaria în fiecare an, guvernul de la Budapesta, care a ezitat până atunci să se implice în această problemă, a încheiat un acord cu guvernul de la București și a organizat transferul tuturor secuilor din Bucovina. Singurii maghiari care au rămas în Bucovina au fost preoții rămași fără credincioși, preoții fiind ulterior transferați de episcopul de Iași Mihai Robu, pentru a servi în câteva parohii din restul Moldovei. Episcopul a trimis probabil dintre acești preoți și în sate ceangăiești, unde datorită lipsei de preoți, în bisericile satelor respective activau doar diecii (deák) sau cantorii. Însă, noii preoți au încercat să convingă oamenii din parohiile ceangăiești să urmeze exemplul secuilor bucovineni și să se mute în Ungaria. Preoții catolici români, care datorită agitației create și a rivalității dintre aceștia, au raportat acțiunile maghiarilor instanțelor militare, iar din acest motiv preoții au fost nevoiți să plece ulterior în Ungaria. Ceangăii au aflat încă din 1941 faptul că secuii din Bucovina au primit terenuri și case în Bacska – teritoriu al Iugoslaviei care fusese reocupat în primăvara anului 1941 de Ungaria. O situație asemănătoare cu a secuilor a fost cea a bulgarilor din Dobrogea care au fost trimiși în Bulgaria în număr de 65.000 de oameni și a germanilor din nordul și sudul Bucovinei, nordul Basarabiei și nordul Dobrogei, peste 200.000 în total, repatriați în Germania în anul 1940 în cadrul programului Heim ins Reich⁠(en)[traduceți].
La începutul lunii septembrie a anului 1941, o delegație formată din reprezentanții satelor ceangăiești Vladnic și Găiceana/Arini s-a prezentat la Serviciul Diplomatic Maghiar, solicitându-se permisiunea ca sătenii să emigreze în Ungaria. După ce a auzit acest lucru, ambasadorul de la București, Nagy László, a raportat Ministerului Afacerilor Externe din Ungaria că dorința de emigrare, în special în anumite sate, a fost foarte puternică, mai ales în rândul săracilor și generațiilor tinere, acestea din urmă din dorința de a scăpa de serviciul militar obligatoriu. În plus, ambasadorul a fost informat de la preoții bucovineni care slujiseră câteva luni în Moldova, că în ciuda intervențiilor preoților români, oficialii locali „s-au obișnuit cu ideea mutării ceangăilor în Ungaria și nu ar face eforturi mari pentru a împiedica acest lucru”.
Până în februarie 1942, aproximativ 100–110 familii au primit documente de repatriere, dar așa cum s-a dovedit mai târziu, doar 32 de capi de familii (cu 119 membri de familie) și 17 „persoane individuale” au părăsit Moldova. Restul, deși au renunțat la cetățenia română și și-au vândut casele și pământul, nu au părăsit Moldova. Potrivit mai multor surse contemporane, inițial, mult mai multe persoane plănuiseră să emigreze decât numărul real de oameni care au plecat propriu-zis. Motivul pentru care nu au plecat, printre cei care primiseră actele de repatriere, a fost că membrii bărbați ai familiei fuseseră chemați să-și termine serviciul militar, iar familiile nu voiau să plece fără ei. În plus, timp de doi ani începând din vara anului 1941, călătoriile în interiorul țării erau limitate, astfel încât unii oameni nu au putut ajunge la Ambasada Ungariei de la București. De asemenea, au fost cazuri în care oficialii români au intervenit în această problemă: trei țărani din CIeja au fost arestați pentru că „răspândeau propaganda maghiară”, pregătind sătenii pentru emigrarea în Ungaria. În primăvara anului 1942 repatrierea a încetat aproape complet, datorită oficialilor maghiari care nu au mai eliberat documentele necesare. Până în anul 1944, conducerea maghiară nu s-a preocupat de repatrierea ceangăilor.

#### Stabilirea originilor

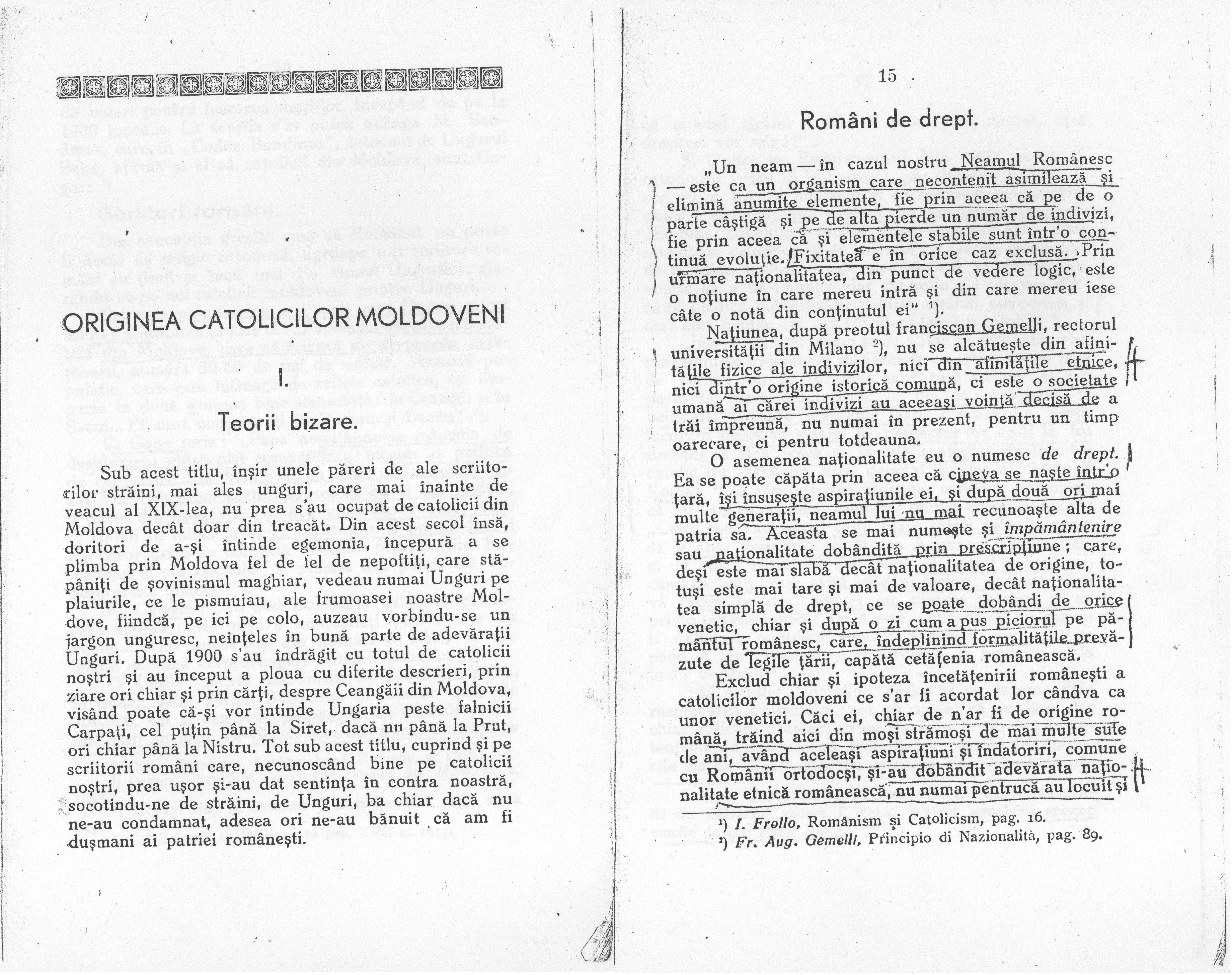
Paginile de introducere la secțiunea despre origini în „Originea catolicilor din Moldova și Franciscanii păstorii lor de veacuri” de Iosif Petru M. Pal.

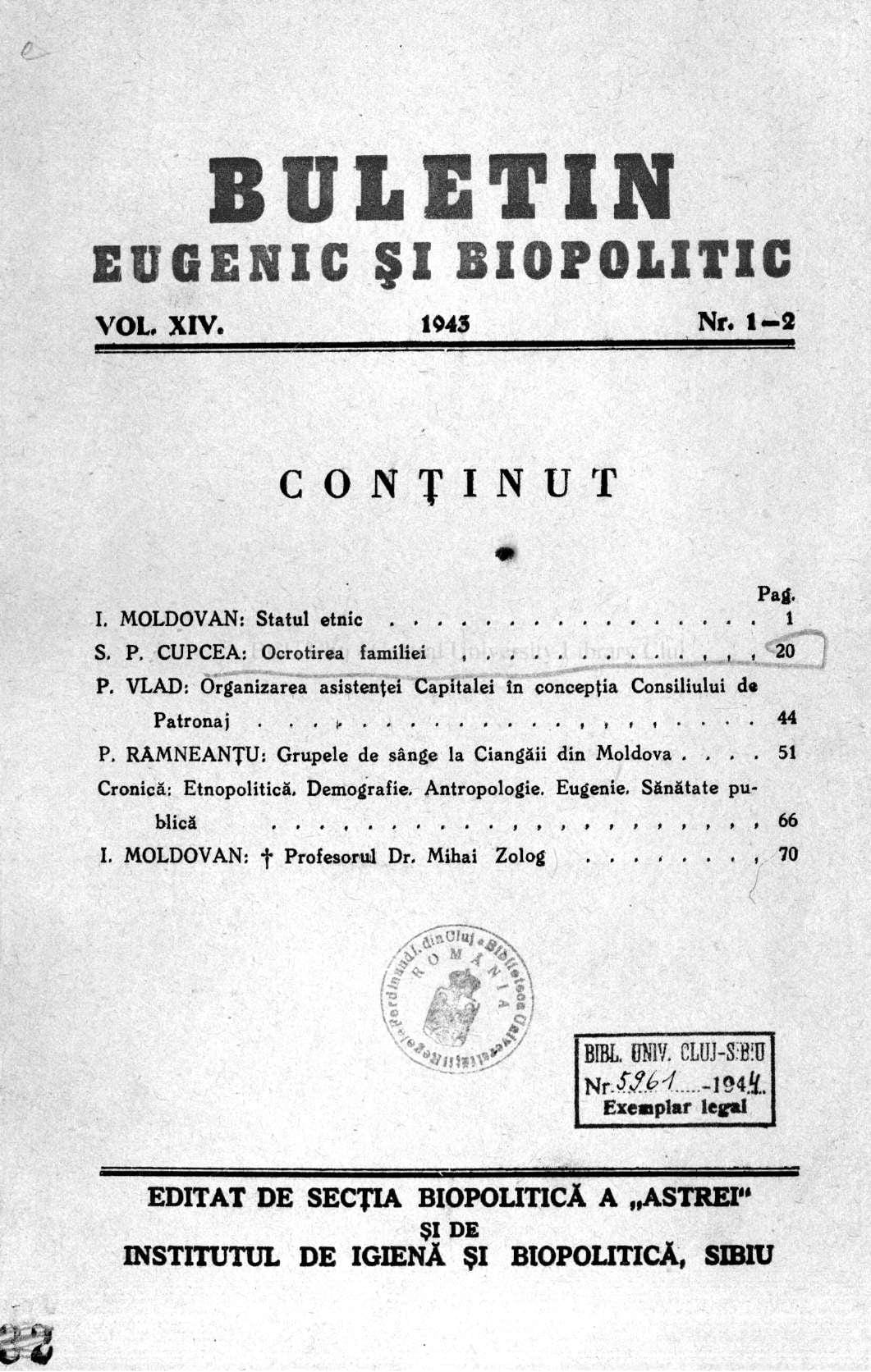
Prima pagină a Buletinului eugenic și biopolitic, Vol. XIV, 1943

Superiorul Ordinului Franciscan din Moldova, Iosif Petru M. Pal, a fost primul care a lansat teoria originii românești a ceangăilor, prin intermediul unor așa-zise argumente științifice în cartea „Originea catolicilor din Moldova și Franciscanii păstorii lor de veacuri”, publicată în anul 1941 în timpul dictaturii lui Ion Antonescu. Acesta a luat apărarea preoților și a credincioșilor încercând să demonstreze că, în Moldova comunitatea catolică ar avea origine românească. În acest fel, preotul spera să convingă guvernul și autoritățile locale să nu le restricționeze acestora drepturile cetățenești. Cu toate acestea, argumentațiile preotului nu au convins autoritățile, acesta fiind acuzat ulterior de ofensă la adresa autorității de stat. În anul următor, în 1942, Pal și-a republicat cartea, adăugând și partea a doua: „Franciscanii păstori de veacuri ai catolicilor din Moldova”. Alături de acesta, Ioan Mărtinaș, ce se considera un istoric al Bisericii Catolice, a publicat broșura „Cine sunt catolicii moldoveni?”, sub forma unei reformulări mai radicale a opiniilor lui Iosif Petru Pal. În carte Mărtinaș a afirmat originea românească a ceangăilor, dar a și atacat în același timp, toate acțiunile sau atitudinile îndreptate împotriva romano-catolicilor.
Conform teoriei create de Pal, ce prezintă multe inadvertențe istorice, cu prilejul despărțirii bisericii în cea ortodoxă și romano-catolică (1054), o parte din românii din Moldova ar fi rămas fideli bisericii romano-catolice, ei fiind apoi maghiarizați de biserica catolică chiar în Moldova. Până acum, această afirmație nu a putut fi dovedită din punct de vedere științific.
Tot Pal a remarcat o anomalie în statisticile lui Gheorghe Popa-Lisseanu, privind unele sate românești din secuime la mijlocul secolului al XVIII-lea, ce indica faptul că un număr mare de astfel de sate au dispărut. Pal a legat apoi dispariția românilor transilvăneni de un influx concomitent de catolici români în Moldova – pe baza lecturii sale despre Biserică și alte documente istorice – care au dovedit existența așezărilor catolice acolo. Pal a concluzionat că acești imigranți erau greco-catolicii români, cu nume românești, care fuseseră secuizați și catolicizați. Pentru Pal, elementele maghiare dintre catolicii moldoveni erau superficiale și inautentice, preotul afirmând că „etnologia, etnografia și etnia acestei populații sunt autentic românești” și, prin urmare, „toți [catolicii] din Moldova sunt doar catolici români”.
Între 1942 și 1943, preotul și istoricul Ioan Mărtinaș a publicat o serie de articole în revista Lumina Creștinului, sub rubrica Din istoria Bisericii catolice în Moldova. În aceste articole s-a realizat o cronică a apariției catolicismului în Moldova și s-a prezentat continuitatea între geții autohtoni romanizați, așezările dacice și tracice și goții creștinați. Astfel, Mărtinaș era de părere că aceștia erau strămoșii pre-moderni ai catolicilor moldoveni. Susținător al aceastei afirmații a fost profesorul universitar din București, Mihai Gârnițeanu. Gârnițeanu a publicat un articol numit Catolicii Ciangăi din Moldova sunt Daci, unde a afirmat că etnonimul provine de la numele unui trib dacic numit kaukoensi, numit după tipul de vază de lut folosit pentru a transporta apa. Pentru Gârnițeanu, cuvântul dacic original pentru această vază, kaukos, a devenit cenac în limba română, iar acesta la rândul său a devenit kenagaci sau cenagăi. Ulterior, autorul a afirmat că etnonimul secui provine din latinescul situla, cu sensul de găleată, care a fost transformat în ciutură în limba română și mai târziu transformat în sicula, și ulterior a devenit săcui. În esență, Gârnițeanu a combinat istoria și etnogenealogia secuilor și a ceangăilor, acesta presupunând a fi descendenții unei triburi de daci roșcați descriși de autorii antici.
Poziția guvernului de la Budapesta în această situație a avut un rol major, în agravarea problemelor ceangăilor. În anul 1940, Sándor Baumgartner a publicat o carte cu titlul Moldva, a magyarság nagy temetője („Moldova, marele cimitir al maghiarimii”). István Györffy⁠(hu)[traduceți] a publicat mai multe studii asupra ceangăilor în volumul intitulat Magyar nép - magyarföld („Națiunea maghiară - Tărâm maghiar”). O monografie pe această temă a fost editată de László Mikecs⁠(hu)[traduceți] în 1941; doi ani mai târziu, același autor a scris un alt studiu într-un volum publicat din interese politice: Magyarok és románok („Maghiari și români”). În anul 1942, un autor care folosea pseudonimul Siculus a publicat o carte folosind un limbaj violent împotriva României. Acest autor s-a dovedit a fi Sándor Baumgartner, care după 1940 și-a schimbat numele în Sándor Besenyő. Atât acestor lucrări, cât și mass-mediei (presă și radio) din Ungaria, li s-a răspuns prin promovarea originii românești a ceangăilor.
Ceea ce este remarcabil din punctul de vedere al cercetătorului R. Chris Davis este că, în prima jumătate a anilor 1940 a apărut încrucișarea sacrului și profanului. Astfel, reviste și intelectuali atât din mediul academic, cât și din guvern au preluat cauza acestei minorități, iar între timp revistele catolice locale au început să fie reeditate, publicate și citate în lucrările științifice ale lui Petru Râmneanțu, considerat un antropolog rasist și eugenist român important la acea vreme.
Revistele catolice din Moldova au început în acest timp să promoveze teza conform căreia, romano-catolicii din regiune erau în mod explicit la origine români catolici. Cele mai importante dintre aceste reviste erau Almanahul Revistei Viața, Almanahul Revistei Populare Catolice și Lumina Creștinului. Preoții-istorici Ioan Mărtinaș și Iosif Petru M. Pal au folosit aceste medii de informare pentru a-și promova teoria istorică alternativă – ceea ce presupunea o etnogenealogie românească, precum și pentru a dezvolta o bază istoriografică în timp util, astfel încât să poată completa monografiile ulterioare. Printre primele articole apărute a fost cel al preotului Pal ,„Catolicii din Moldova sunt români neaoși”, din anul 1941. Acesta a inclus o serie de surse datând de la fondarea Episcopiei Catolice de Milcov din secolul al XIII-lea – date din bule papale, recensăminte Propaganda Fide, rapoarte ale unor misionari și codici – până la lucrări contemporane epocii, precum cea a lui Gheorghe Popa-Lisseanu privind deznaționalizarea sau secuizarea românilor transilvăneni.

Iosif Petru M. Pal și Maximilian M. Kolbe la Niepokalanow, Polonia, în 1936.

În continuare, episcopul Mihai Robu a încercat crearea unui nou cler catolic după modelul fascist, promovat de Legiunea Arhanghelul Mihail (ulterior Garda de Fier). Ideologia Legiunii, privind crearea unui stat român omogen din punct de vedere etnic, a fost rapid acceptată printre clericii catolici din Moldova.
Nu există date clare cu privire la colaborarea bisericii catolice cu Mișcarea Legionară, cu o excepție notabilă: conform Arhivei Consiliului Național pentru Studierea Arhivelor Securității (ACNSAS), preotul Ioan Mărtinaș a deținut funcția de șef de sector în cadrul statului legionar. Acesta a fost închis la Târgu Jiu pe 8 iulie 1941, după venirea lui Ion Antonescu la putere, dar a fost eliberat la scurt timp după aceea datorită intervenției lui Andrea Cassulo, nunțiu apostolic. În arhivă este prezentată și dezamăgirea lui Mihai Robu, datorată dizgrației aduse bisericii în acest context.
În cadrul cercetării rasiale instrumentate cu scopul creării biopoliticii românești utopice în timpului regimului Antonescu și ca și consecință a situației create după scrierea primei cărți de către Pal, s-a apelat la cercetarea comunităților catolice din Moldova în conformitate cu modelul structurii antropologice și biologice. Aceasta a făcut-o Petru Râmneanțu, cercetător în cadrul Institutului de Igienă al Universității din Cluj, mutat la Sibiu. Drept rezultat, Râmneanțu a publicat în studiul „Buletin eugenic și biopolitic Vol. 14”, secțiunea „Grupele de sânge la Ciangăii din Moldova”. Acesta a publicat și un studiu în limba germană. El a contestat teoriile originii cumane maghiarizate și pe cea a unor triburi maghiare rămase în drumul spre Bazinul Panonic, ce predominau în perioada interbelică în istoriografia română și maghiară privind originea ceangăilor și a dezvoltat o interpretare rasială a acestora, bazată pe principii naționaliste românești. Acestă interpretare avea ca pilon de sprijin recensământul din 1941, unde se afirma că erau doar 8.523 de ceangăi în Moldova, menționând faptul că ei vorbesc doar limba română și că au religie romano-catolică.
Utopia etnică românească a lui Râmneanțu a favorizat și apariția a unui nou model biologic de identitate: odată ce au fost găsite anumite grupe sanguine specifice populației românești, singura explicație posibilă pentru apariția lor în alte grupuri etnice a devenit faptul că, populația acestor grupuri era de fapt la origine „românească”, ea fiind influențată cultural-lingvistic într-un mod diferit față de alte populații românești. Cu această ocazie, a apărut afirmația că ceangăii și secuii sunt români.
La 1 aprilie 1943, a fost trimis un memoriu către Serviciul Special de Informații (SSI) de către câțiva preoți catolici. Acest memoriu conținea un suport pentru originea românească a ceangăilor, făcând referire la un articol pe această temă a lui Iosif Petru Pal, „Glasul sângelui” din „Originea”, ce susținea categoric teza lui Râmneanțu.
Românizarea ceangăilor a ajuns într-un punct critic în istoriografia românească în anul 1944, când Râmneanțu a publicat „Die Abstammung der Tschangos”, care s-a constituit în cea mai radicală reconstrucție a trecutului național al unui grup etnic minoritar, în România modernă.
Studiul lui Râmneanțu a avut un efect pozitiv asupra autorităților, drept urmare romano-catolicii nu au mai reprezentat o problemă. Astfel, cele două părți au reușit să „dovedească” originea românească a acestora prin noile metode rasiste de cercetare, ei fiind integrați în națiunea română și căpătând drepturi la fel cu cetățenii de confesiune ortodoxă. Au mai existat unele încercări din partea oficialilor de a menține starea de conflict, dar mult mai puțin semnificative decât cele anterioare.
Deși prin unele aderări la Mișcarea Legionară se dorea asigurarea unui loc în cadrul națiunii române, aceste încercări s-au dovedit a fi un eșec pe termen lung, cazuri asemănătoare cu cel al ceangăilor fiind cele ale maghiarilor greco-catolici și polonezilor ortodocși.

### În perioada comunismului

#### Etapa stalinistă
În martie 1945 Armata Roșie a instaurat comandamentul sovietic la București. După o pauză de patru ani în care comunitatea ceangăiască nu a mai fost constrânsă, a urmat amenințarea deportării în U.R.S.S. a acestora datorită originii maghiare și a faptului că au protejat soldați germani blocați în spatele liniei frontului. Această informație a fost transmisă de comandamentul sovietic de la Bacău, către autoritățile locale din Bacău și Roman. Din nou, Iosif Petru M. Pal a fost nevoit să convingă, de această dată o altă autoritate politică, că populația este de origine română. Într-o disperare de cauză, Pal, a scris nunțiului apostolic Andrea Cassulo la București și a cerut acestuia să contacteze guvernul român, precum și conducerea Vaticanului, pentru a interveni în această problemă. Pal i-a prezentat pe ceangăi în această scrisoare a fi români după sânge, naționalitate și convingere, distingându-se de restul populației prin faptul că sunt româno-catolici.[J]
Au urmat represiuni asupra clerului și a credincioșilor până la sfârșitul anilor 1950, foști episcopi ca Marcu Glaser, Alexandru Cisar sau Anton Durcovici fiind privați de libertate. În acest fel, în cadrul ofensivei împotriva cultelor, PMR s-a folosit de Uniunea Populară Maghiară, facilitând înființarea începând cu anul 1948, a unei rețele de aproape 40 școli cu predare în limba maghiară în regiunile locuite de ceangăi, acestea având menirea să slăbească influența Bisericii în cadrul comunității. Școlile au fost închise treptat în perioada 1953-1958. Potrivit unei alte surse, rețeaua consta în 78 de școli elementare, un liceu și un institut de învățătoare la Bacău. Un motiv al închiderii instituțiilor de învățământ l-a reprezentat și evenimentul revoluției ungare din 1956.
Uniunea Populară Maghiară, pe lângă organizarea învățământului în limba maghiară în Moldova, s-a preocupat și de introducerea liturghiei maghiare. Astfel, în mai multe sate au fost recuperați vechii „diaci” (deák), în fapt cantori țărani de-ai locului, pentru a fi liderii locali ai Uniunii, întrucât erau considerați un grup „intelectual” care putea citi și scrie în limba maghiară, printre ceangăi. Ceangăi din Lespezi au mers la Ministerul Cultelor în 1946 pentru a cere slujbe în limba maghiară în biserica sătească, invocând că erau 310 localnici care au solicitat liturghia, având acceptul prefectului de județ și baza legală în constituție și legea cu privire la naționalitate. Pe de altă parte, preotul romano-catolic nu putea intimida decât 92 de persoane să voteze împotriva propunerii. Propunerea a fost acceptată, iar prima liturghie a fost făcută în ajunul Crăciunului anului 1946. Parohul ceangău de Lespezi, Ioan Gherghina (pe numele original Györgybíró János), care a trimis o petiție pentru liturghie în maghiară la Dieceza de Iași, a primit ca răspuns de la episcop să folosească numai limbile română și latină și tot episcopul a denunțat și pedepsit 16 locuitori pentru acțiunea făcută anterior. Deși episcopul Anton Durcovici a permis ulterior, în 1947, utilizarea limbii maghiare prin Decretul nr. 317 din 1947, acesta nu a fost aplicat. În zona Bacăului, în Lespezi, Cleja, Valea Mare, Ferdinand, Galbeni, Târgu Trotuș și Pustiana preoții au recurs la amenințări la adresa oamenilor care vorbeau în limba maghiară în biserici.
Una dintre prioritățile regimului comunist din țară a fost scoaterea în afara legii a catolicismului, considerat de Gheorghe Gheorghiu-Dej un instrument al imperialismului american. Astfel, în vederea aplicării acestui proiect, susținut și de către Moscova, conducerea stalinistă s-a bazat și pe complicitatea înaltului cler ortodox, care respingea ideea competiției religioase și pleda pentru o uniformizare spirituală în sensul instaurării unei hegemonii național-confesionale.
La propunerea Anei Pauker, relațiile diplomatice cu Vaticanul trebuiau rupte, însă Teohari Georgescu s-a pronunțat „încurajării tendinței anti-papale în rândul preoților catolici” prin infiltrarea preoțimii cu agenți și informatori ai Securității. Gheorghe Gheorghiu-Dej a fost de acord cu ultima propunere, adăugând izolarea clerului de restul preoților și credincioșilor, mai ales ceangăi, prin inocularea de dovezi false privind presupuse instrucțiuni primite de clerici de la cercuri străine, acțiune ce avea să fie accentuată în zonele de influență Bacău și Roman, precum și acțiunea expulzării nunțiului papal Gerald Patrick O'Hara. În privința distragerii tineretului de la preocupările religioase, urmau să se organizeze manifestații culturale asemănătoare cu cele religioase.

Scenariul prevedea folosirea unor preoți ca agenți de influență, un val de represiune asupra episcopilor, preoților și călugărilor catolici și anularea Concordatului din 1927. În vederea subminării influenței papale, autoritățile au încercat să creeze o biserică independentă de Vatican și să-i forțeze pe toți preoții romano-catolici să adere la mișcarea „partizanilor păcii”, o organizație inițiată și ghidată de către Moscova, plan care a eșuat.

#### Etapa național-comunistă
| Text alternativ pentru imaginea din stânga                                                                     |  | Text alternativ pentru imaginea din dreapta |
| Biserica „Coborârea Sfântului Duh” din Adjudeni, una dintre cele mai mari din țară, construită între 1972-1986 |  | Institutul Teologic Romano-Catolic „Sfântul Iosif” din Iași, așa cum apare reprezentat în cartea „Originea ceangăilor din Moldova”, Dumitru Mărtinaș, 1985. |

Începând cu anii 1960, în timpul mandatului episcopului Petru Pleșca (1951/1965-1977) și al succesorului Petru Gherghel, ambii cu ascendență ceangăiască, au început să apară schimbări inedite în cadrul bisericii romano-catolice din Moldova. Astfel, a avut loc un boom fără precedent în construcția de biserici, case parohiale și unități de învățământ cu ajutor substanțial de la stat, lucru nemaiîntâlnit în blocul comunist, precum și permiterea practicării cultului catolic în Moldova (dar numai în limba română), strategii astfel aplicate cu scopul unei românizări eficace a ceangăilor, știuți a fi profund apropiați de biserică.
În același timp seminarul de la Iași a fost redeschis și clerul a început să aibă raporturi strânse cu Securitatea, iar Nicolae Ceaușescu a avut întâlniri cu conducerea Vaticanului în 1973 și 1978, ca parte a apropierii Sfântului Scaun față de unele state comuniste precum Polonia și Ungaria. Spre deosebire de cultul greco-catolic, restricționat și persecutat în țară și de cultul romano-catolic suprimat în alte zone, totuși romano-catolicismul din Moldova s-a bucurat de o atenție deosebită. Astfel, Ioan Robu și Aurel Percă au fost trimiși să studieze la Vatican.
În anii 1970–1980, raporturile dintre autoritățile comuniste și reprezentații Episcopiei Romano-Catolice de Iași au fost marcate de încercările de influențare a clericilor catolici de etnie română, în problema originii ceangăilor din Moldova. Astfel, de la propunerea favorabilă înființării de regiuni autonome după model sovietic, de la începutul deceniul șase, s-a ajuns în ultimii ani ai regimului la o campanie susținută împotriva „iredentismului” și „șovinismului” maghiar, inclusiv de sprijinire a apariției unor lucrări care demonstrau originea românească a ceangăilor. Un alt pretext pentru atitudinea antimaghiară a autorităților l-a reprezintat evenimentul revoluției ungare din 1956, moment în care Biroul Politic al C.C. al PMR a hotărât monitorizarea acțiunilor Bisericii Catolice, precum și reținerea episcopului Áron Márton la reședința de serviciu. După această dată, lista persoanelor potențial periculoase aflate în evidența generală a poliției politice s-a îmbogățit la rubrica iredentiști, ponderea acestora crescând constant pe măsură ce regimul a adoptat forma național-comunistă.

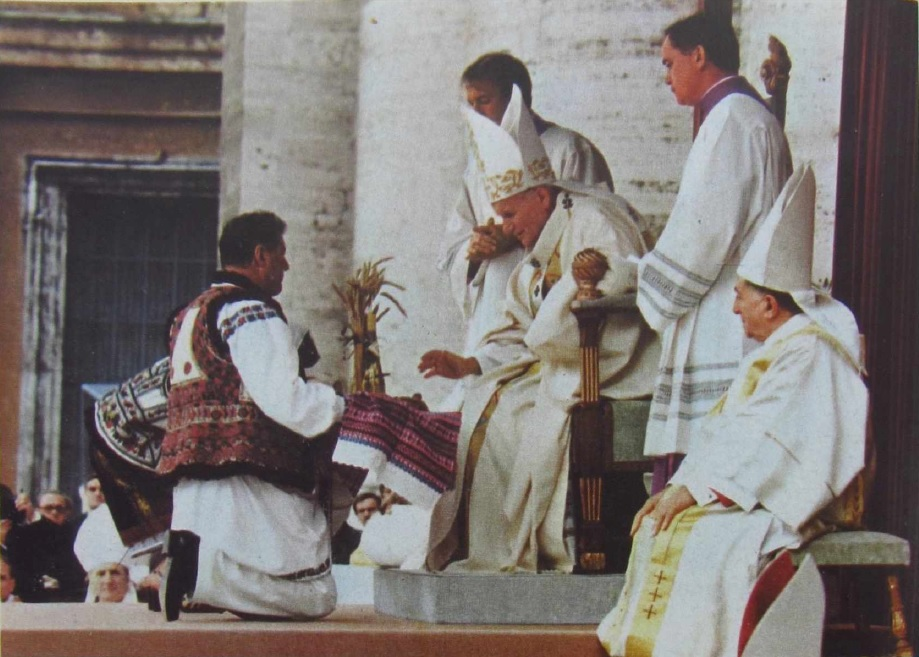
Beatificarea lui Ieremia Valahul de către Papa Ioan Paul al II-lea la 30 octombrie 1983, în fața papei figurând un reprezentant din rândul ceangăilor.

Pe fondul acestor tensiuni, în cursul anului 1978 Securitatea a inițiat o operațiune amplă cu numele de cod „Trotuș”, în cadrul căreia au fost întreprinse câteva „măsuri complexe și combinative” de mare amploare, cum ar fi beatificarea călugărului Ieremia Valahul, sfințirea episcopului Ioan Robu, sau tipărirea la Vatican a cărții „Originea ceangăilor din Moldova”, a lui Dumitru Mărtinaș. În cadrul acestei operațiuni, un plan de măsuri al Direcției I din cadrul Departamentului Securității Statului, din 28 decembrie 1978, a prevăzut ca în scopul „cunoașterii și neutralizării intențiilor episcopului Áron Márton de a-și extinde, în scopuri ostile, jurisdicția canonică în unele localități din județul Bacău și Neamț”, să se încerce „atragerea preotului romano-catolic Pătrașcu Gheorghe ca să acționeze la Vatican – prin interpunerea informatorului Bucur – să-i transmită lui Petru Tocănel să scrie și să publice în Occident, materiale în legătură cu intențiile lui Márton Áron de a desfășura acțiuni naționaliste în rândul unor parohii romano-catolice din Moldova”. Petru Tocănel a început să acționeze în exterior și să-l sprijine pe preotul de origine română Mihai Caităr, stabilit în R.F.G., pentru finanțarea și publicarea cărții profesorului Dumitru Mărtinaș, cu privire la originea românească a ceangăilor din Moldova. Pe urmă s-a decis scrierea unui articol pe tema originii române a ceangăilor, cu sprijinul Serviciului D [Dezinformare], care să fie publicat în presa din Italia. Alte acțiuni pe această temă au fost stipulate în planul de măsuri ale Serviciului D și U.M. 0544 [Centrul de Informații Externe].
În același an, în urma unei discuții purtate la Roma între profesorul Petru Tocănel și Gheorghe Pătrașcu, căruia i s-a permis deplasarea în străinătate, Securității i-a parvenit informația că Eduard Ferenț este avut în vedere de Vatican pentru funcția de episcop al Diecezei de Iași. Având în vedere temerea că preotul Ferenț ar putea avea o atitudine mai favorabilă în chestiunea ceangăilor de limbă maghiară, Direcția I din cadrul Securității a dispus „compromiterea și împiedicarea numirii celui în cauză ca episcop.”
În cursul anului 1980, s-a avut în vedere o călătorie la Vatican, unde să se discute problema legată de intențiile arhidiecezei de Alba Iulia de a prelua localitățile din Moldova, cu locuitorii ceangăi și de a impune păstrarea slujbelor în limba maghiară.
Pentru ceremonia consacrării episcopului Ioan Robu la Vatican la 8 decembrie 1984, din județul Bacău „au fost selecționați, pregătiți și instruiți 14 preoți și 12 credincioși romano-catolici” care, în timpul vizitei din Italia urmau să poarte „costume populare românești, iar preoții să aibă la reverele hainelor panglicuțe tricolore”. Prin prezența preoților și credincioșilor români în Italia, Securitatea avea în vedere aspecte de ordin propagandistic, formulate oficial ca fiind „o ripostă fermă propagandei naționalist-iredenstiste maghiare”. Reporteri ai posturilor de radio Europa Liberă și Vocea Americii prezenți la eveniment nu au reușit să intre în contact cu cetățenii români, datorită instructajului primit din partea poliției politice.
Conform opiniei lui Gabriel Andreescu din volumul Extremismul de dreapta în România, teoria profesorului Dumitru Mărtinaș a fost lansată în cadrul politicii de asimilare practicate în ultimii ani ai regimului comunist, care pe de o parte luase forma național-comunismului, iar pe de altă parte dorea să iasă de sub controlul sovietic, Securitatea română fiind instruită într-un spirit naționalist. Printre sarcinile avute au fost supravegherea măsurilor de asimilare a maghiarilor — în particular a ceangăilor maghiari, combaterea acțiunilor externe care afectau imaginea țării și conlucrarea cu foști prolegionari din străinătate, cu scopul promovării unei istorii convenabile acestora.
După apariția cărții profesorului Mărtinaș în 1985, a urmat interzicerea cuvântului ceangău în cărți și reviste, astfel încât abia după Revoluția din 1989 s-a mai putut scrie despre această comunitate din România. În aceeași perioadă, s-au interzis și cercetările etnografice și istorice referitoare la ceangăi, mai ales după apariția unui articol în revista A Hét scris de lingvistul Sándor N. Szilágyi⁠(hu)[traduceți] în anul 1971, ce a constat într-o analiză lingvistică asupra dialectului ceangăiesc.
Politica antimaghiară a culminat după publicarea la Budapesta, în 1986, a trei volume din „Erdély története” (Istoria Transilvaniei), lucrare apărută sub egida Academiei Maghiare de Științe și sub redacția lui Béla Köpeczi, moment în care, în același an, a apărut o culegere de studii sub titlul „Jocul periculos al falsificării istoriei”, coordonată de academicianul Ștefan Pascu și profesorul universitar Ștefan Ștefănescu. În aceasta s-au semnat și alți istorici cunoscuți: Mircea Mușat, Florin Constantiniu, Cristian Popișteanu, Dinu C. Giurescu, Viorica Moisiuc. Acuzațiile erau îndreptate cu precădere împotriva istoricilor maghiari, dar, în cadrul unei mese rotunde la care au participat Ion Coja, Gabriel Țepelea și Mihai Ungheanu, a fost dezbătută „drama” lui Dumitru Mărtinaș. Tratatul de istorie, editat de Academia Română după 1989, a ignorat existența ceangăilor în spațiul românesc. Câțiva dintre protagoniștii acțiunii au fost recuperați de Partidul România Mare după 1990.

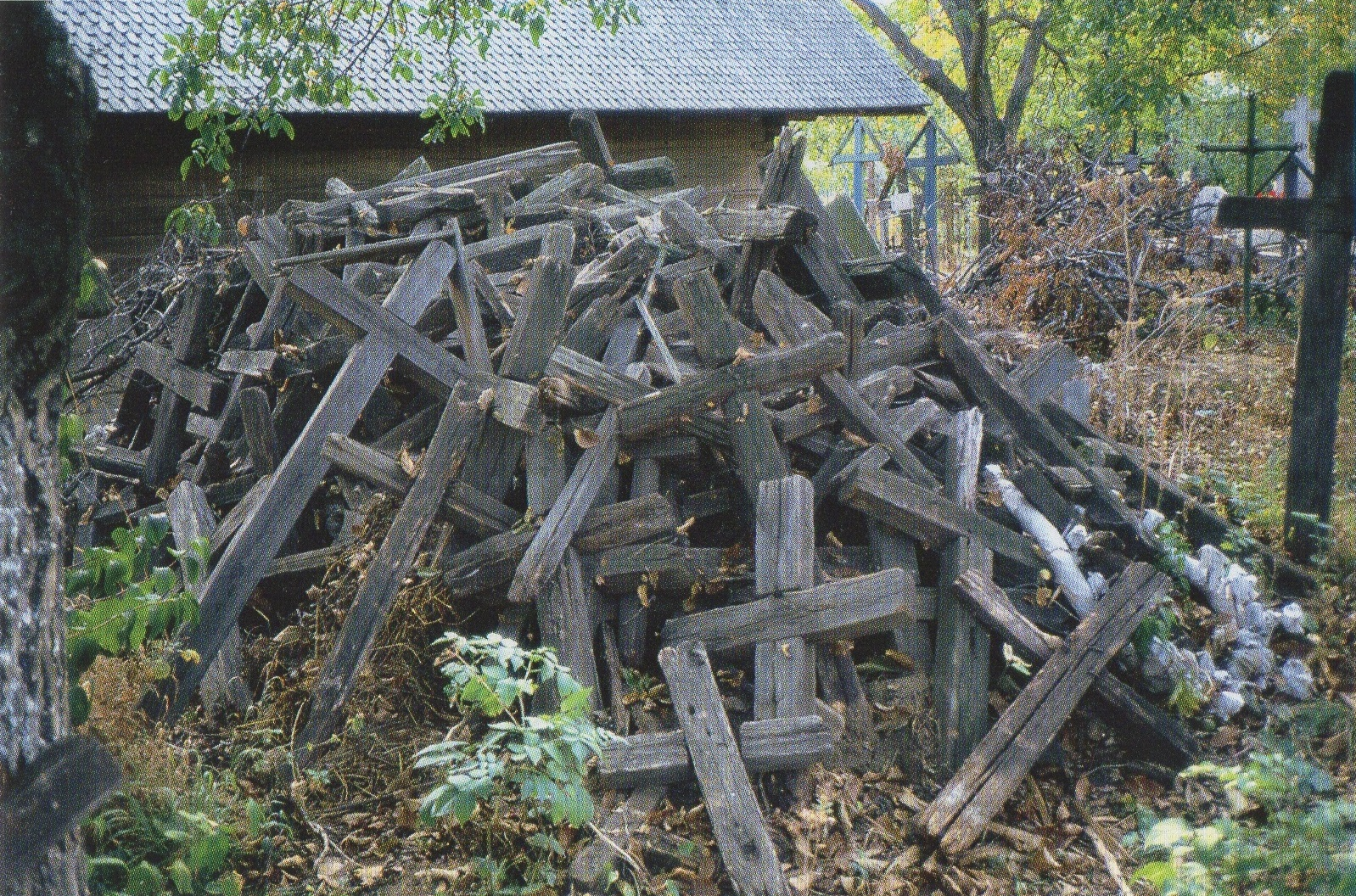
Cruci vechi aruncate într-o zonă ferită a cimitirului catolic din Valea Mare, Bacău.

În urma unor măsuri complexe ale Securității, la 17 iunie 1989, un grup de aproximativ 30 de pelerini romano-catolici, printre care opt persoane „pregătite contrainformativ”, inclusiv o „sursă”, au fost primiți într-o audiență particulară de Papa Ioan Paul al II-lea. Scopul principal al Securității era de a demonstra opiniei publice occidentale că „în România libertatea de credință este asigurată”. În acest sens, trebuie menționat și intenția Securității de a realiza o casetă video, ce urma să conțină „aspecte privind viața religioasă, construcțiile bisericești, portul popular, realizările social-culturale din dieceza de Iași, urmărind crearea unei imagini cât mai concrete și realiste privind modul cum este asigurată libertatea religioasă din țară”. Caseta urma să fie folosită pentru activități de propagandă în exterior, urmând ca în cursul anului 1990, să fie prezentată inclusiv Papei Ioan Paul al II-lea.
În anii 1970-1980, în contextul accelerării procesului de asimilare, ceangăii care s-au declarat maghiari au fost persecutați de organele de miliție și de Securitate. De asemenea, potrivit unui raport al Congresului Statelor Unite ale Americii, organele de miliție au recurs și la supravegherea zonelor unde locuiau ceangăi.

### În perioada postdecembristă

#### Recomandarea Consiliului Europei 1521/2001

Prezența romano-catolică conform recensământului din 2002, județul Bacău poziționat pe locul 2 în țară ca număr (119.618) după județul Harghita cu 212.937 locuitori

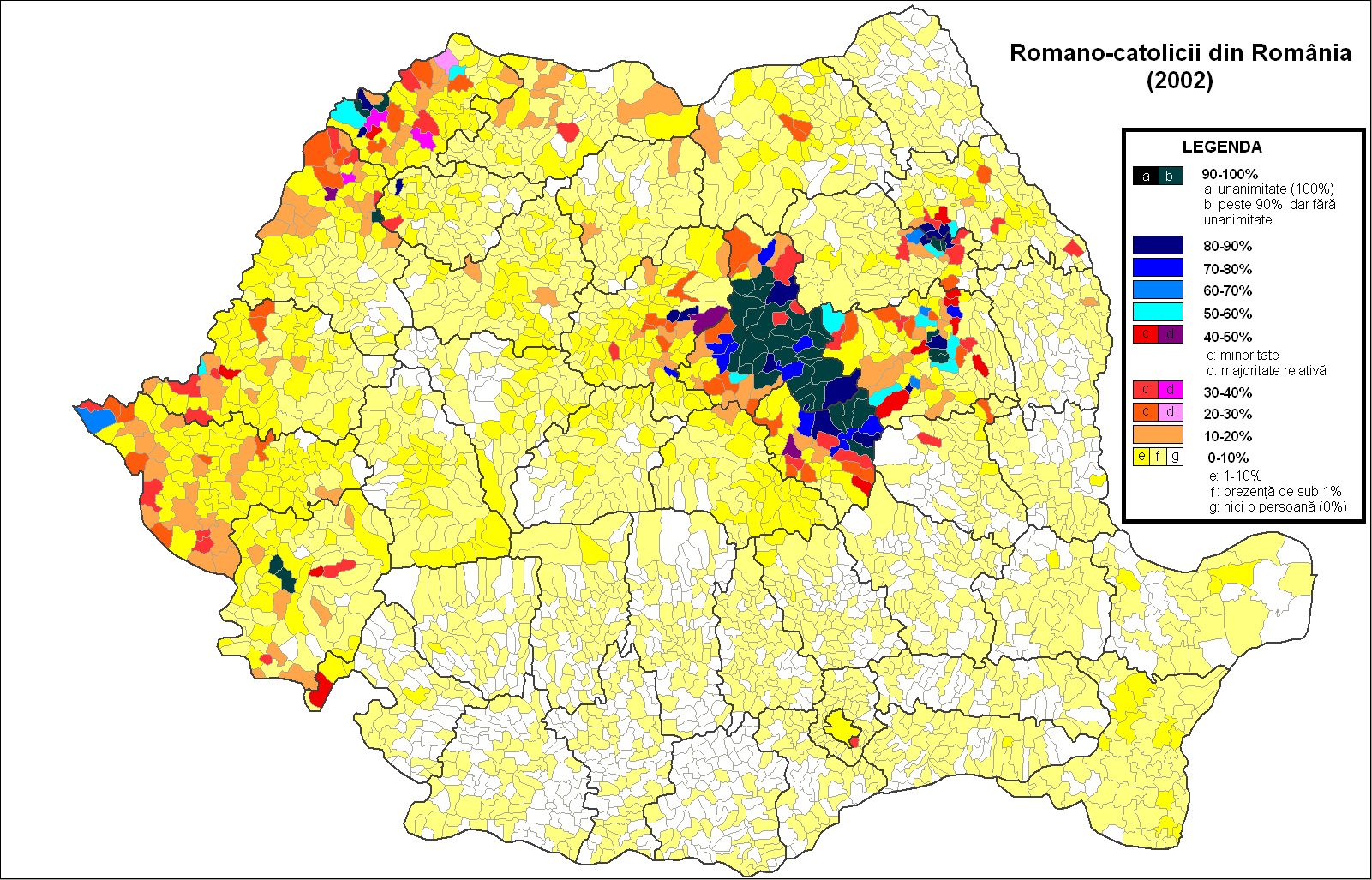
Prezența romano-catolică conform recensământului din 2002, la nivel de unități administrative

Obiectivul asimilării a fost susținut și după 1990, când s-au făcut presiuni în contra încercării înființării de asociații ceangăiești și asupra etnografilor străini care făceau studii în interiorul comunităților. Asociația pentru Apărarea Drepturilor Omului în România – Comitetul Helsinki a sesizat în investigația făcută în anul 1997 mai multe tipuri de violări ale drepturilor cetățenilor, printre care împiedicarea Asociației Maghiarilor Ceangăi din Moldova să organizeze întâlniri locale, intimidarea cadrelor care intenționau să predea limba maghiară și propaganda anticeangăiască a presei din Bacău. De asemenea, în anul 2002 Ecaterina Andronescu, ministrul Educației și Cercetării, a făcut propagandă tezelor profesorului Mărtinaș la postul național de televiziune și a invocat în acest sens activitatea Asociației Romano-Catolicilor „Dumitru Mărtinaș”. Asociația Romano-Catolică „Dumitru Mărtinaș” a fost înființată în anul 2000, de unii membrii ai Partidului România Mare (PRM), care cea mai mare parte fiind ceangăi asimilați sau clerici catolici. Această asociație a fost creată cu menirea de a reaprinde concepția profesorului respectiv, cu sprijinul autoritățile locale, centrale și cu asistența Episcopiei de Iași. Politica asociației constă în a da o mică importanță unei anumite identități, axându-se pe contestarea organizațiilor care susțin o interpretare diferită a originilor. Asociația, împreună cu „Fundația Națională pentru Românii de Pretutindeni” înființată în anul 1998 și cu diecezele de Iași și București au organizat mai multe întâlniri (etichetate de cercetătorul Meinolf Arens de la  Hungarian Institute of Munich ca fiind pe teme pseudoștiințifice) privind originea ceangăilor, în cele două orașe, precum și la Dortmund (Germania) în anul 2000.
Problematica ceangăilor a stârnit interesul unor oficiali străini precum Zsolt Németh, secretar de stat al Ministerului de Afaceri Externe al Ungariei și James Rosapepe, ambasador al Statelor Unite ale Americii la București. Consiliul Europei și-a arătat interesul pentru subiect și a semnalat pericolul dispariției comunității, prin raportul Adunării Parlamentare a Consiliului elaborat de parlamentara liberală finlandeză Tytti Isohookana-Asunmaa. În anul 2001, Consiliului Europei a adoptat astfel Recomandarea 1521, care a stipulat obligația României de a proteja cultura și limba tradițională a ceangăilor moldoveni, acest lucru putându-se însă face numai dacă ei înșiși respectă aceste valori sau dacă respectivele valori tradiționale culturale sau limba, mai există.
La rândul său, ministrul Informațiilor Publice, Vasile Dîncu, a creat o asociere între organizații precum „Centrul European de Studii Covasna-Harghita”, Asociația Romano-Catolicilor „Dumitru Mărtinaș” și Universitatea din București, sub patronajul Academiei Române, pentru pregătirea unui seminar internațional la data de 29 aprilie 2002 destinat să promoveze tezele îndreptate împotriva ceangăilor maghiari. Acestor organizații, ale căror atitudini agresive de natură extremistă au fost remarcate, li s-au acordat fonduri publice care au fost folosite ulterior în mod discreționar. Organizatorii au limitat participarea ori acreditarea ziariștilor, specialiștilor și reprezentanților unor grupuri dedicate drepturilor omului și minorităților, cunoscuți și cunoscute pentru cercetările lor asupra ceangăilor maghiari.
Potrivit lui Gabriel Andreescu, evenimentul a reprezentat o ripostă adresată raportului Adunării Parlamentare a Consiliului Europei, întocmit de parlamentara finlandeză Tytti Isohookana-Asunmaa, în cadrul căruia a fost adoptată Recomandarea 1521/2001, prin care se cerea o campanie de informare privind „cultura ceangăilor” și „organizarea de discuții și seminarii ale experților cu participare internațională dedicate studiului comunității”. În prezența unei presiuni internaționale, Guvernul României a încercat să folosească pasajul citat împotriva comunității, seminarul de la București reprezentând o demonstrație împotriva atitudinii Consiliului Europei și a unor organizații de drepturile omului precum Liga Pro Europa și Comitetul Helsinki. De asemenea, în cadrul seminarul nu au existat străini care să se pronunțe asupra temei, caracterul extranațional fiind asigurat de diplomații a trei ambasade.
Senatorul Ghiorghi Prisăcaru, membru al delegației române la Adunarea Parlamentară, a contestat la rândul său competența Consiliului Europei de a se pronunța asupra originii limbii și culturii ceangăilor, cu toate că Recomandarea 1521/2001 făcea referiri la identitate numai în preambul, preocuparea Consiliului Europei fiind hărțuirea sistematică a ceangăilor care își asumau o origine maghiară.

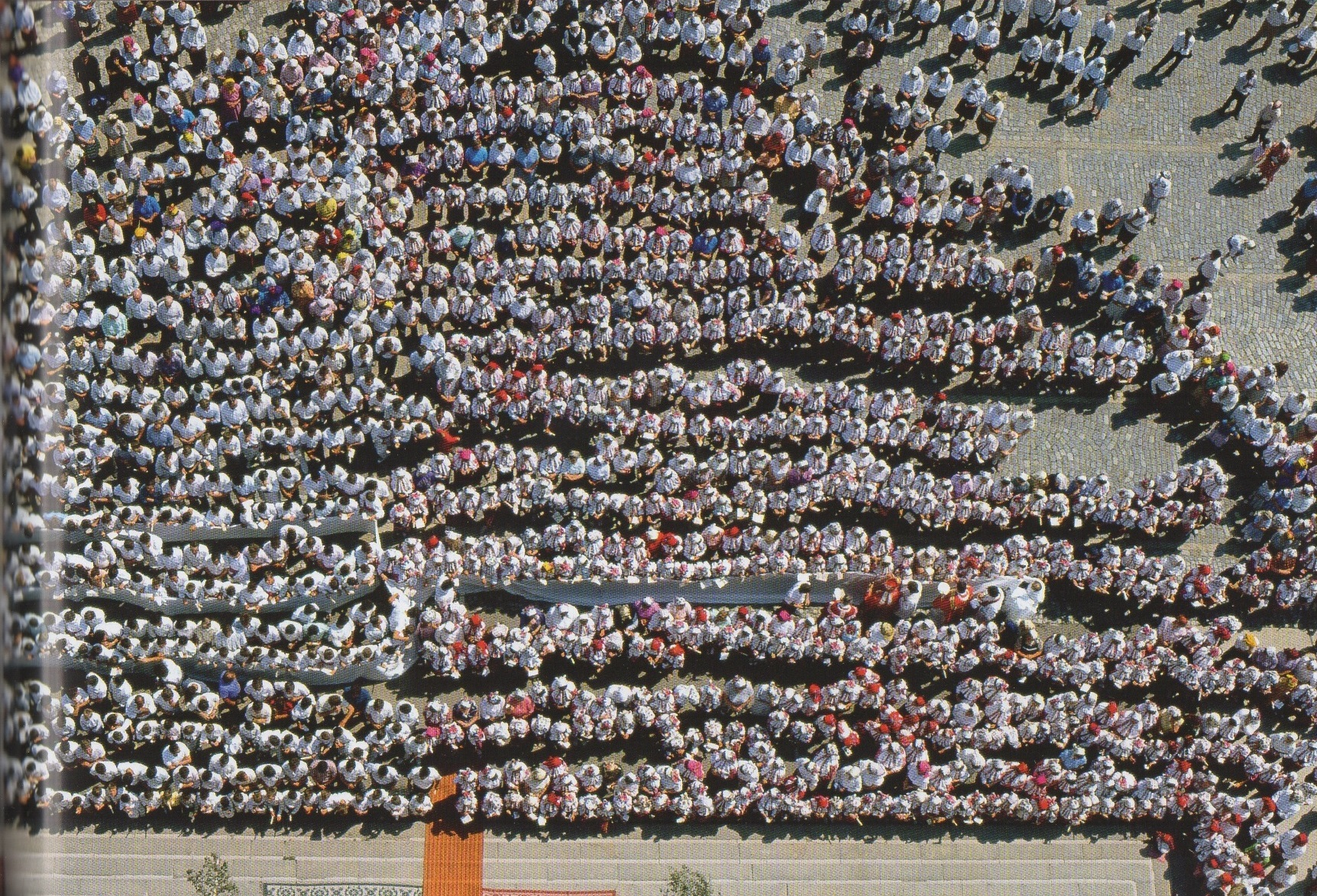
Confirmarea la biserica din Luizi-Călugăra, Bacău (iulie 1991).

În cadrul Episcopiei Romano-Catolice de Iași, infiltrată de Securitate după arestarea episcopului Anton Durcovici, au fost promovate tezele profesorului Dumitru Mărtinaș. În cazul revistei diecezane Lumina creștinului au fost publicate articole și eseuri de mici dimensiuni redactate mai ales de către preotul Alois Moraru sau Petru Gherghel. După opinia cercetătorul Meinolf Arens, acestea s-au remarcat prin ascunderea surselor neagreate și prin denaturarea declarațiilor din puținele surse pe care le utilizează, precum „Codex Bandinus” din 1648, scrisorile episcopului Bernardo Quirini din anul 1600 sau diverse alte scrisori papale.
În perioada următoare s-au făcut cereri către Inspectoratul Școlar Județean Bacău pentru studierea limbii maghiare ca limbă străină, dar instituția respectivă a respins solicitările, iar când elevii ceangăi au mers să învețe în instituții private în Transilvania, suporterii acestei inițiative au fost amenințați de către autorități și preoți.
Într-un raport al Camerei Reprezentanților a Statelor Unite ale Americii din 2002 cu privire la extinderea NATO s-a menționat de către activistul László Hámos⁠(hu)[traduceți] hărțuirea oficială a maghiarilor ceangăi și s-a subliniat că dreptul la identitate și educație în limba maternă nu este sigur în România. S-a mai adus la cunoștință că existența ceangăilor este negată continuu de către autorități, împreună cu falsificarea datelor recensământului și se iau măsuri puternice atunci când încearcă să își afirme aspirațiile prin mijloace legitime. Activistul a consemnat că deși mecanismul legal pentru predarea limbii materne este asigurat de Constituția României și de Convenția-cadru a Consiliului Europei asupra minorităților naționale, autoritățile locale și naționale au refuzat să le pună în aplicare în cazul lor. Astfel, în 14 noiembrie 2001, când Comitetul de Miniștri al Consiliului Europei a adoptat rezoluția care sprijină, printre altele, Recomandarea 1521 (2001) a Adunării Parlamentare privind cultura minorității ceangăiești, îndemnând guvernul român să asigure educația lor în limba maternă, în aceeași zi, inspectorul școlar general al ISJ Bacău, Livia Liliana Sibișteanu a amenințat cu amenzi și percheziții la familiile din Cleja care puneau la dispoziție propriile case pentru ținerea cursurilor de limbă maghiară. Cinci zile mai târziu, inspectorii Sanepid Bacău au vizitat casele în cauză, interzicând organizarea de cursuri, deși, la solicitarea cotidianului Krónika, Ministerul Sănătății a precizat că în județul Bacău funcționau la acel moment 223 de școli de stat fără avizul Sanepidului.
O investigație condusă de Comitetul Helsinki și Liga Pro Europa în decembrie 2001 a produs pentru prima dată o largă publicitate în cadrul presei și televiziunii, cu privire la presiunea și umilința la care este supusă comunitatea. În urma presiunii interne și internaționale, autoritățile române au fost nevoite să-și schimbe politica, iar în anul școlar 2002-2003 au fost oficializate pentru prima oară cursuri în limba maghiară.

#### Evoluții ulterioare
În anul 2003, o delegație a ceangăilor de limbă maghiară a fost primită de nunțiul Jean-Claude Périsset. Drept urmare, reprezentanți ai Asociației Sfântul Ștefan din Pustiana au fost primiți în sinodul diecezan, unde au luat cuvântul în sesiunea plenară.
Conform raportului final al Comisiei Prezidențiale pentru Analiza Dictaturii Comuniste din România din anul 2006, politica de asimilare a regimului comunist a avut consecințe grave și asupra situației ceangăilor din regiunea Moldovei, comunitate formată din aproximativ 60.000 de persoane cunoscătoare de limbă maghiară în cadrul romano-catolicilor din județele Neamț și Bacău. Raportul a semnalat că primele încercări de asimilare forțată a ceangăilor datează din perioada interbelică, Biserica Catolică asumându-și un rol important în acest proces. Facilitarea pierderii identității lingvistice a ceangăilor i-a permis Bisericii Catolice oprirea asimilării acestora în Biserica Ortodoxă, iar ca urmare a acestor politici, ceangăii nu au beneficiat de slujbe religioase și educație în limba maternă.
În anul 2005 Episcopia Romano-Catolică de Iași a fost somată de către Consiliul Național pentru Combaterea Discriminării pentru refuzul introducerii liturghiilor și în limba maghiară, aceasta reprezentând o îngrădire a practicării libere a religiei. Aspectul a fost sesizat și în raportul cu privire la drepturile omului din România, dat publicității de Departamentul de Stat al Statelor Unite ale Americii în anul 2007. Tot în acest raport, s-a menționat cazul elevilor ce nu au avut acces la educație și în limba maghiară, pentru că autoritățile școlare și cele locale au dus o campanie de intimidare, în urma căreia părinții și-au retras cererile pentru înființarea de clase cu predare în limba maghiară. Un alt raport al Departamentului, din anul 2016, a semnalat faptul că în unele localități s-au refuzat în continuare cererile pentru astfel de clase.
În martie 2008, membrii Parlamentului European Péter Olajos, Árpád Duka-Zólyomi, Kinga Gál, Csaba Sógor și László Tőkés au formulat o interpelare adresată Comisiei Europene, privind obstrucționarea educației în limba maghiară și intimidarea elevilor ceangăi din zona Valea Mare, Bacău. Potrivit eurodeputaților respectivi, situația nominalizată a încălcat Articolul 22 din Carta drepturilor fundamentale a Uniunii Europene, care afirmă că uniunea respectă diversitatea culturală, religioasă și lingvistică.
În anul 2012 Asociația Sfântul Ștefan din Pustiana, alături de alte asociații, într-o ședință cu reprezentanții Episcopiei de Iași au clarificat faptul că limba vorbită de ceangăi face parte din limba maghiară. Prima liturghie în limba maghiară din existența Episcopiei de Iași a fost oficiată în luna ianuarie 2019, în Biserica romano-catolică Sfântul Nicolae din Bacău.
În cadrul discursului ținut la 1 iunie 2019 în Piața Palatului Culturii din Iași, Papa Francisc i-a salutat pe credincioșii ceangăi.

#### Obstacole actuale
La momentul actual în proiectul privind menținerea culturii ceangăiești în detrimentul ideii de omogenitate națională apar două obstacole: cel al militantismului pentru statutul de maghiar expus de UDMR, în care ceangăii nu sunt recunoscuți ca minoritate națională distinctă și cel al autorităților române în cazul recensămintelor, care îi obligă pe operatori, conform formularelor, să nu accepte variante de tipul „maghiar ceangău” sau „ceangău maghiar”.
Gabriel Andreescu a semnalat că deși în raportul 9078 din 4 mai 2001 al Consiliului Europei s-a adoptat un concept identitar lipsit de ambiguitate, iar între cercetători lucrurile sunt relativ stabilite, totuși se continuă o mișcare complexă de negare a identității maghiare a ceangăilor. Istoricul român Marius Diaconescu a remarcat la rândul lui faptul că, prin mitul lingvistic și istoriografic fabulos, tulbure, împreună cu un discurs naționalist aferent, s-a contribuit în mare măsură la adâncirea crizei actuale de identitate a ceangăimii.
Reprezentanții tezei de origine etnică română a moldovenilor ceangăi, care de regulă sunt în legătură cu Episcopia de Iași, au propagat împreună cu alte cercuri românești teoria anacronică a originii românești a secuilor din Transilvania. Împreună cu membrii ai Partidului România Mare, Asociația Romano-Catolică „Dumitru Mărtinaș” realizează anual în luna iulie adunări la Izvoru Mureșului, Harghita. La aceste evenimente, restrângerea drepturilor minorităților este discutată și tratată în prim-plan. Alături de aceștia participă și membrii ai „Centrului European de Studii Covasna-Harghita”, organizație cu caracter rasist și ostil, oameni politici din guvernului țării, precum și un număr restrâns de străini.
Teza lui Mărtinaș are o importanță deosebită, fiind ridicată la rangul de dogmă și dispunând de o popularizare excesivă, ceea ce a creat posibilitatea folosirii ei ca și unealtă în ce privește neacordarea drepturilor cuvenite ceangăilor. Se află în curs propagarea excesivă a acesteia pentru a servi drept fundament pentru fabricarea unor noi teze semidocte de acest fel (Bucur, I. M. 1997, Stan-Weber 1998,[K] Nouzille 2003,[L] Dănilă 2005, Ciubotaru 1998-2005,[M] Coșa 2009, 2013 etc.)[N][O]. Adepții teoriei propagă ideile în unele foruri internaționale ale drepturilor omului și de multe ori acestea sunt etalate cu ocazia unor conferințe științifice, inducând în eroare diplomații și chiar lingviștii necunoscători ai acestei problematici. Se remarcă și faptul că unii cercetători acceptă această teză fără o critică asupra izvoarelor istorice. Pe de altă parte, clericii catolici din rândul ceangăilor românizați preferă să dezbată o istorie a instituțiilor catolice decât cea a oamenilor și despre originile lor etnice.
În același timp, istoriografia maghiară este tratată drept adversă în istoriografia română, fiind vorba despre necunoașterea istoriografiei și a izvoarelor, de multe ori cauzată de lipsa bagajului lingvistic necesar. La această tendință se adaugă și preluarea cazului Transilvaniei în privința populației catolice din Moldova. În același timp, arhivele Arhidiecezei de București sunt inaccesibile pentru cercetători de aproape un secol, motivul principal fiind, potrivit opiniei lui Ludovic Demény, ascunderea politicii de românizare forțată a maghiarimii de către biserica romano-catolică din România, care manifestă în mod constant o atitudine ostilă față de maghiari. Catolicismul, fiind o religie universală, nu pune preț pe apartenența etnică și pe identitatea națională, iar Episcopia de Iași și Arhidieceza de București, subordonate statului român, au devenit cele mai eficiente instrumente de românizare a zecilor de mii de ceangăi din Moldova, precum și a secuilor veniți să muncească în București.
Conform lui Meinolf Arens, fenomenul „Mărtinaș” poate fi văzut ca rezultat al aspirațiilor clerului catolic pentru a obține un loc în națiunea română, la un loc cu promovarea ideologiei naționaliste totalitare a Mișcării Legionare și a fostului aparat comunist de propagandă. La acesta se mai adaugă și contextul manifestării, într-un mod tot mai sistematic, a unui discurs antiminoritar, antimulticulturalist, antimodern în cadrul presei naționale scrise și a „culturii înalte”, cu o capacitate sporită de penetrare între cetățenii instruiți, precum cititorii de ziare, studenții și elitele sociale. Deși acest discurs nu are un caracter incitator, confuziile și falsificările, completate de agresivitatea tonului, stilul apocaliptic, reducționismul și notele acuzatoare alimentează un spațiu cultural propice ideologiilor extremismului de dreapta.
După Arens, pe termen lung, teoria originii românești va fi nesustenabilă și se va dovedi o problemă pentru clericii ceangăi românizați.
| “                                                                                    | Problema ceangăilor – știm bine – nu depinde de ce a scris despre ei unul sau un alt autor român sau maghiar acum o sută de ani, și nici de aceea ce se scrie astăzi. Problema ceangăilor este o problemă de decizie politică, și anume, soarta ei este dependentă de decizia guvernului român: când și în ce măsură va recunoaște drepturile maghiarilor ceangăi, ca măcar slujba religioasă și instruirea copiilor lor să o poată desfășura în limba maternă; când va renunța la politica românizării forțate, dacă va fi dispus vreodată la aceasta, înainte de a pune lumea în fața faptului împlinit – românizarea totală și irevocabilă a ceangăilor. | ” |
| — Ludovic Demény, cercetător la Institutul de Istorie „Nicolae Iorga” din București. | |   |

## Opinii despre ceangăi și evocări ale acestora

### Opinii
Comitele Alexandre Maurice Blanc de Lanautte⁠(fr)[traduceți], secretar al lui Alexandru Mavrocordat al II-lea, a descris în „Memoriu despre starea Moldovei la 1787” populația maghiară din Moldova ca fiind cu o purtare mai așezată decât cea a moldovenilor, supusă, muncitoare și răbdătoare. Conform acestuia, maghiarii nu erau înclinați spre consumul de alcool decât cu ocazia sărbătorilor (o opinie contrară însă, exprimată mai jos, a avut-o Radu Rosetti).
După Radu Rosetti, ceangăii de origine maghiară erau oameni cuprinși, harnici, gospodari cu capitaluri relativ însemnate. Tot după Rosetti însă, aceștia sunt iuți de mânie, dârji, nesupuși, aplecați către beție și violență. Tot conform lui Rosetti, ceangăii de origine secuiască însă erau în mare parte săraci, mai înclinați către consumul de alcool decât românii și se deosebesc de restul ceangăilor prin faptul că sunt mai blânzi și supuși.
Lingvistul Gustav Weigand a făcut o comparație între ceangăii de origine secuiască și cei de origine maghiară:
„Secuii și ceangăii nu pot fi confundați [...] Ceangăii sunt, de obicei, mai înalți decât secuii, cu fețele mai pline, părul blond, în mare parte ondulat, care se duce spre roșcat, care nu se găsește neapărat la cei cu ochii albaștri, dar, mai ales la Cleja, am văzut ochi căprui închis. Se găsesc, de asemenea, ceangăi cu părul negru și ochii de un albastru intens, sunt puțini cei cu specific maro. Secuii au un păr blond sau castaniu, dar niciunul nu este cu părul atât de ieșit în evidență și, în loc de oameni cu ochi de un albastru intens, la ei găsesc oameni cu ochi albicioși, despre care românii cu adevărat spun că seamănă cu „ochii de capră”...”
Nicolae Iorga i-a descris pe ceangăii din județul Roman astfel:
„Aceștia au deseori fața molâie, ochii șterși; șuvițe de păr rar li se coboară pe umeri, dar sunt între ei și de aceia care sunt bălani ca Rușii sau negricioși ca Românii noștri.”
„Pe lângă fețele mici, roșcate, sămănate cu pistruie, pe lângă pletele înfocate, vezi chipuri oacheșe cu ochii lungăreți și cu sprincenele venind de sus pentru a se pleca aproape îmbinate asupra nasului, chipuri în care taina pare a se uni cu gluma.”
În 1941, preotul Iosif Petru Pal a apreciat că bărbatul ceangău era bine format, voinic, înalt de la 1,60 cm la 1,80 cm în general și avea de la 0,80-0,90 grosimea toracică, capul lunguieț, rar rotund, fruntea mai mult lată, fața potrivită, părul castaniu sau blond, mai ales pe Valea Siretului din fostul județ Roman. Femeia avea o statură aproximativ de la 1,55 la 1,68 cm înălțimea, părul castaniu sau blond, fața mai roșcovană în județul Bacău și mai blondă în județul Roman. Tot conform lui Pal, ceangăii aveau o fire blândă și potolită, fiind supuși și răbdători.

### Evocări literare
Între scriitorii care i-au evocat pe ceangăi s-au numărat Mihail Sadoveanu, Otilia Cazimir, Nicolae Iorga și alții (arată tabelul).
| Citate |
| --- |
| „[...] Iară până atuncea să ne mângâiem, fraților, cu nădejdea și cu acest vin cam acru din viile ceangăilor, de la ținutul Bacăului. Iaca, bine trăim noi cu acești ceangăi de lege și limbă străină. Și ei plugari, și noi plugari, suntem ca frații...”—Mihail Sadoveanu, Nicoară Potcoavă, 1952 „Rezemat de sanie stătea un bărbat tânăr, cu obrajii peste măsură de roșii și, sub nas, cu două mustăcioare negre, subțiri ca două sprâncene. Era Giurgi, ginerele lui moș Ghercă din Răchiteni, unul din cei mai cuprinși unguri din sat. [...] Giurgi a plecat călare îndărăt, la spital, să-mi aducă trusa cu instrumente. Ceasul acela de așteptare a fost înspăimântător. Ruja leșina mereu. Și de câte ori leșina, ieșeau ca din pământ un stol de unguroaice bătrâne, cu tulpane negre peste colacii de lemn din creștet, cu sumăieșe scurte, cu catrințe vărgate și ciuboțele de iuft, înalte în călcâie. Boceau într-un glas și aprindeau la căpătâiul bolnavei lumânărele de ceară. Și toate se uitau urât la mine, vorbind încet și stropșit pe limba lor. [...] O întreb de sănătate. Sub cerdac, lângă căluții cei suri, Giurgi zâmbește cu viclenie, uitându-se aiurea. Ruja își lasă genele lungi peste lumina albastră a ochilor și se înroșește.”—Otilia Cazimir, În palatele lui moș Ghercă, volumul Întuneric – din carnetul unei doctorese, 1928 Autoarea a făcut mențiunea: „Eroii, mari și mici, din povestirile care alcătuiesc volumul Întuneric sunt moldoveni, în majoritatea lor țărani moldoveni sau ciangăi din ținutul Romanului.” „Comunicatul oficial arată lupte grozave pe frontul Mărășeștilor la cota 334 la 2 km nord de Panciu. Unul din regimentele noastre de vânători a contraatacat vitejește și a reluat tot teritoriul părăsit mișelește de ruși. Porcii aceștia o șterg de pretutindeni și de cele mai multe ori fără să prevină pe cei din flancurile lor, lăsând astfel în vânt trupele hotărâte să reziste. Înțelegerea cu nemții e vădită. De altfel, țăranii de aici povestesc că rușii când țineau ei frontul Oituzului, îmbrăcau în haine rusești ofițeri nemți și unguri care circulau astfel nesupărați de nimeni în toată Valea Trotușului și până la Bacău și Roman. Chefuiau împreună cu ofițerii ruși în satele noastre locuite de ceangăi și multe femei spun că mulți din ei le vorbeau pe ungurește.”—Lt. Constantin Sturdza, Jurnal de front, 26 iulie – 8 septembrie 1917, 2018 „Cetăți lipsesc în această parte, pe cînd, de la Țețina, prin Suceava, Roman, Bacău, Crăciuna, Siretiul întreg era întărit pentru împotrivirea față de Unguri. La Prut nu se întîlniau însă dușmani, înnaintea cărora să trebuiască a se trage un zăgaz. Dincolo de această apă Domnii cari în jumătate de veac putură face dintr'o strajă săracă și amenințată o țară mare și sigură, aproape cu totul gata în margenile el naturale încă înnainte de Ștefan-cel-Mare, găsiră o altă lume decît aceia de pâna aici. Intre munte și tăietura adîncă a Siretiului erau orașele Nemților trecuți din Galiția și Polonia (Siretiu, Suceava) ale Sașilor (Baia sau Baia Moldovei, cu anexele sale Sasca ș. a.), stînele Mocanilor din Neamț, — fură închipuita cetate teutonică a „Nemților", cari nu erau Nemți pentru popor, ci cruciați, „crijacî” —, ocnele regale din tîrgul de șalgăi sau ceangăi care-și păstrează încă numele, sentinelele de propagandă ale Franciscanilor din Ciuc și țeranii de limbă maghiară din Agiud și Sascut (în ungurește: Fîntîna Sasului).”—Nicolae Iorga, Pagini despre Basarabia de astăzi, 1912 „Din dreapta însă, maminele cu totul înverzite fac numai puternica strajă de cinste a Sireliului mare. în luncă și sus pe coaste se adună căsuțele în jurul marii biserici albe, care e a cultului catolic. Acolo sânt Agiudenii, Tămășenii, Răchitenii, apoi Doljeștii [...] În cale ni stă numai așezarea nouă a Traianului, răsărită în timpurile din urmă: e oarecare bună socoteală, de modă foarte veche, în căsuțele cu stuhul bine bătătucit, cu șuri și grajduri înjghebate trainic și cu măiestritele garduri de răchită, strâns împletită, care deosebesc de alminterea tot acest ținut. Se văd lucrând la garduri țăranii din aceste locuri: unii au pălării mari în margeni, cum le poartă toată țărănimea noastră din aceste părți „moldovene”; cămășile lor n'au niciun fel de podoabă; cojocul mare nu e potrivit pe trup; câte odată-i acopere sumanul pământiu cu ciucuri. Alții încunjură cu o panglică roșie, une ori destul de largă, fundul înalt al unei pălării cu margenile mici; îndată li zărești tiviturile roșii de la gât; cojoacele se mlădie după liniile mijlocului. Aceștia au dese ori fața molâie, ochii șterși; șuvițe de păr rar li se coboară pe umeri, dar sânt între ei și de aceia cari sânt bălani ca Rușii sau negricioși ca Românii noștri. Nici femeile nu samănă toate între ele. Unele își înfășură capul, pe care cozile sânt aduse așa încât fac o cunună sau un conciu, în mari broboade albe, întru toate asemenea, prin mărimea lor și prin felul cum sânt prinse, cu acelea ale fetelor și nevestelor muntelui făgărășean. Întocmai ca și frumoasele Făgărașului, ele poartă pe cămașa de cânepă înflorituri roșii, așternute în linii dese pe umăr și revărsate ușor pe piepți. O singură bucată de postav întunecat, cu dungi roșii supțiri, în lung, le înfășură supt mijlocul (încins cu brâu îngust. Opincile pe care femeia din acei munți ardeleni le poartă totdeauna, și la târg și la muncă, lipsesc însă aice. Câteva mai chiabure încalță ciubote boierești: cele mai multe scutură praful sau frământă glodul cu picioarele lor albe, cu linii foarte alese. Iar pe lângă aceste femei trec și se ivesc altele, cu barizuri negre care li ascund fata oacheșă cu biete polcuțe urîte și cu fuste scurte din lânării lucrate acasă sau cumpărate de la Jidanii orașului vecin. Cei cu frumoase porturi falnice s'ar părea că sânt Românii cei curați, pe când ceilalți, cari au pierdut orice gust pentru podoabă, ar fi cine știe ce târgoveți, ce mahalagii pierduți prin aceste sate din margenea muntelui Dar o batjocură sângeroasă a sorții face să nu fie așa: cei d'intăiu, întrebați, se zic Unguri (nu Ungureni, adecă Români din Ardeal); ceilalți singuri se recunosc a fi Moldoveni, adecă Români, Cei d'intăiu merg la bisericile catolice, bine ținule și înzestrate, cu o înțeleaptă organisație de căpetenii neadormite, cu preoți cari-ș știu bine chemarea și rostul; ceilalți sânt ortodocși de-ai noștri, având adese ori „păstorul sufletesc” care se întâmplă. Ca în anumite părți din Dobrogea, cei mai săraci și mai năcăjiți, aceia pe cari-i atinge mai mult „jupeala” ucigașă, pelagra flămânzilor, îndopați cu mămăligă mucedă, — aceia sânt ai noștri! Dar Ungurii aceștia, fără a fi Români pe de-a întregul, nu sânt nici pe departe așa de străini cum s'ar putea bănui. Mai că nu se află printre ci, cu toată silința unor preoți, — dar limba întrebuințată în seminariul de țară de la Hălăucești e limba românească, — de aceia cari să vorbească limba lor cea veche. Graiul obișnuit li este tot al nostru. Fără legea catolică, ungurească, de care se țin, ei ar fi uitat de mult, cu desăvârșire, neamul din care se trag. Și se trag ei cu adevărat din acest neam? E sigur că pe la anul 1200 o mare parte din ținutul de peste Siretiu era socotit ca unguresc. Romanul nu făcea parte însă din pământurile Craiului. Ungurii n'au fost așezați aici de domnul lor, stăpânitor de pământuri moldovenești. Au venit de sigur din părțile Bacăului și Putnei, unde, pe valea Trotușului, se strecurase o prelungire a Secuimii Ardealului. De la Trotuș au ajuns în apa Siretiului și s'au suit pană în acest unghiu făcut de dânsul cu celalt râu al Moldovei. Trecând prin atâtea locuri, ei s'au amestecat puternic cu atâtea elemente de neamuri deosebite, Slavi, Români. Pe lângă fețele mici, roșcate, sămănate cu pistruie, pe lângă pletele înfocate, vezi chipuri oacheșe cu ochii lungăreți și cu sprincenele venind de sus pentru a se pleca aproape îmbinate asupra nasului, chipuri în care taina pare a se uni cu gluma. Pe un așa de lung drum, acești Unguri pribegi și-au cules numele de Ceangăi și vorba aceia sâsâită (cu s în loc de ș) care-i deosebește de Secui, precum anumite însușiri de limbă deosebesc pe Secuii înșiși de Unguri. Dar unul din satele lor se chiamă Secuieni, adecă oameni veniți din Secuime; Agiudenii se arată prin numele lor că vin de la Agiudul putnean; Tămășenii sânt așezarea întemeiată de strămoșul Tămaș. Felul de răspândire a acestui element străin e deci ușor de urmărit. Un sat bine ținut, cu coșare împletite, cu case care se pot asămăna une ori cu casele-model din pârlea muntelui. Locuitorii au alt traiu și altă față decât ale țăranilor noștri. Ploscuțenii, întemeiați cândva de Românul Ploscuță, sânt, în adevăr, un sat de Unguri, pripășiți aici din ținutul de față, al Bacăului. Ungurii păstrează pană astăzi îmbrăcămintea lor, care nu se deosebește întru nimic de aceia a sătenilor de prin Bacău și Roman: bărbații poartă pălăria cu margeni mici și panglică roșie, femeile sânt îmbrobodite cu ștergarul ca un văl aruncat peste cozile făcute conciu, sus (birjarul nostru, un băietan român, numește cu despreț „coarne” podoaba albă, învoalată a frunții); felele au panglici întrețesute cu părul lor bălan și flori de târg prinse în ele; cămașa largă, cu arnici roșii pe mâneci și la sin, fota neagră, dintr'o singură bucată, strânsă pe șolduri, mântuie îmbrăcămintea. Satul e catolic, de și parohul trebuie să vie tocmai din Focșani, așa încât toată slujba o face dascălul, sau n'o face nici el. După îndemnul învățătorului și notarului, locuitorii au cerut un preot statornic, amenințând altfel cu trecerea la ortodoxie. Legea singură și aici îi ține așa de deosebiți de Români. Ea a păstrat de sigur și limba. Sânt copii cari n'o știu mai de loc pe a noastră; femeile spun că învață românește numai pentru nevoia de a se înțelege când iese din cuprinsul satului. Râzând și ghiontindu-se, o grupă de neveste tinere, strânse într'o colibă de pază, pe margenea lanurilor, spun că nu s'ar fi măritat cu un Român, și ele adaugă că aceia care ar face așa ceva ar trebui să meargă cu dânsul în lume. Ei se socotesc toți Unguri, numesc pe Români Oláh, și unii dintre dânșii cred chiar că țara e o Țară Ungurească: întrebați mai de aproape, lămuresc că „Țara Ungurească” e satul, dar că, încolo, e toit „Țară Românească” (Oláhország). Ei sânt în cele mai strânse legături cu celalt sat unguresc, destul de depărtat, al ținutului Tecuciu, și vin totdeauna când este Ia dânșii hramul.”—Nicolae Iorga; România mamă a unității naționale. Cum era până la 1918. Volumul 2 - Moldova și Dobrogea, 1940 |

### Apariții în televiziune
Actorul Ioan Gyuri Pascu a interpretat dilema identitară a unui ceangău, într-un episod din serialul satiric Nemuriciul.